# Vindobona

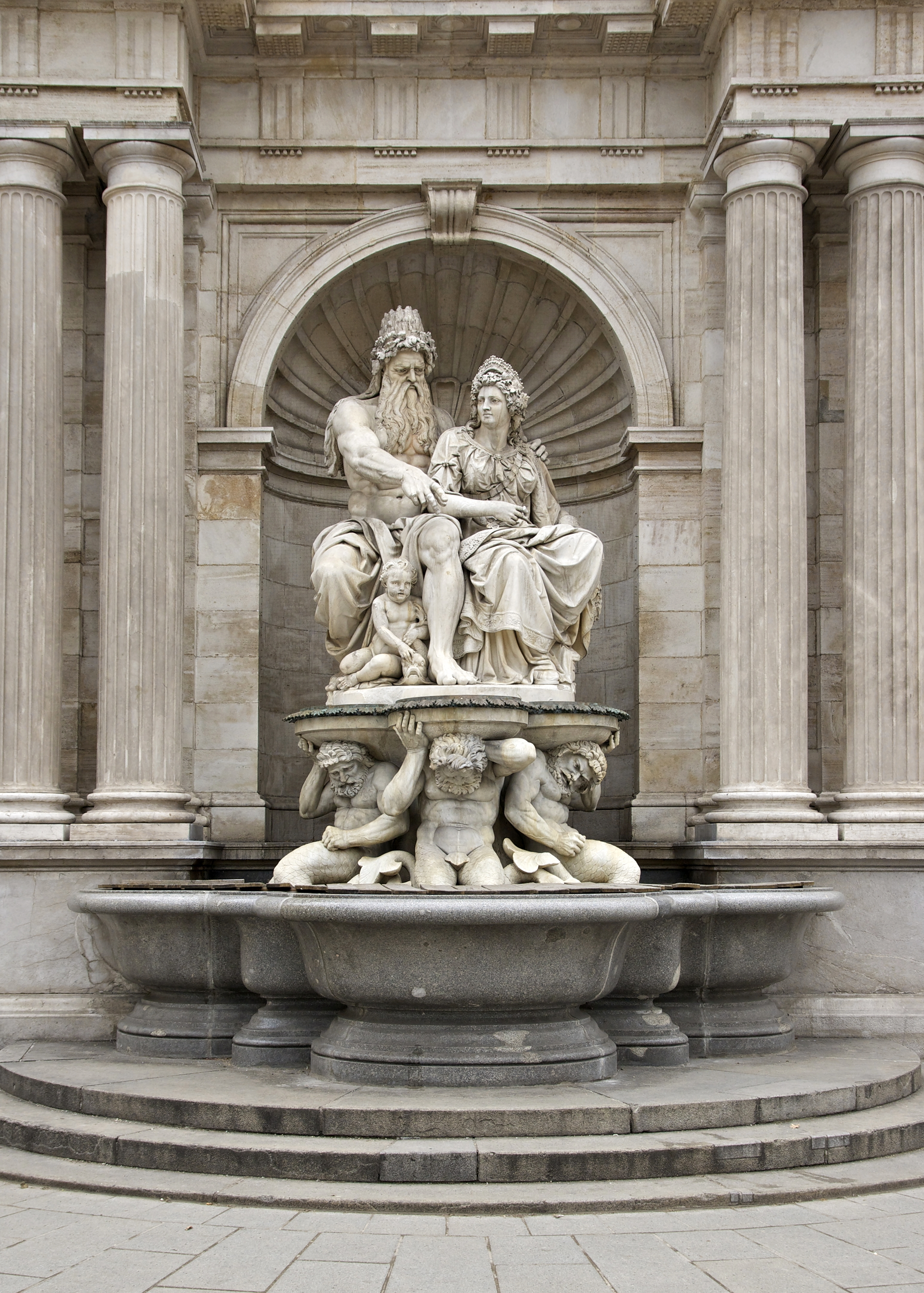
Der Albrechtsbrunnen in Wien, Allegorie auf den Flussgott Danuvius und die Stadt Vindobona

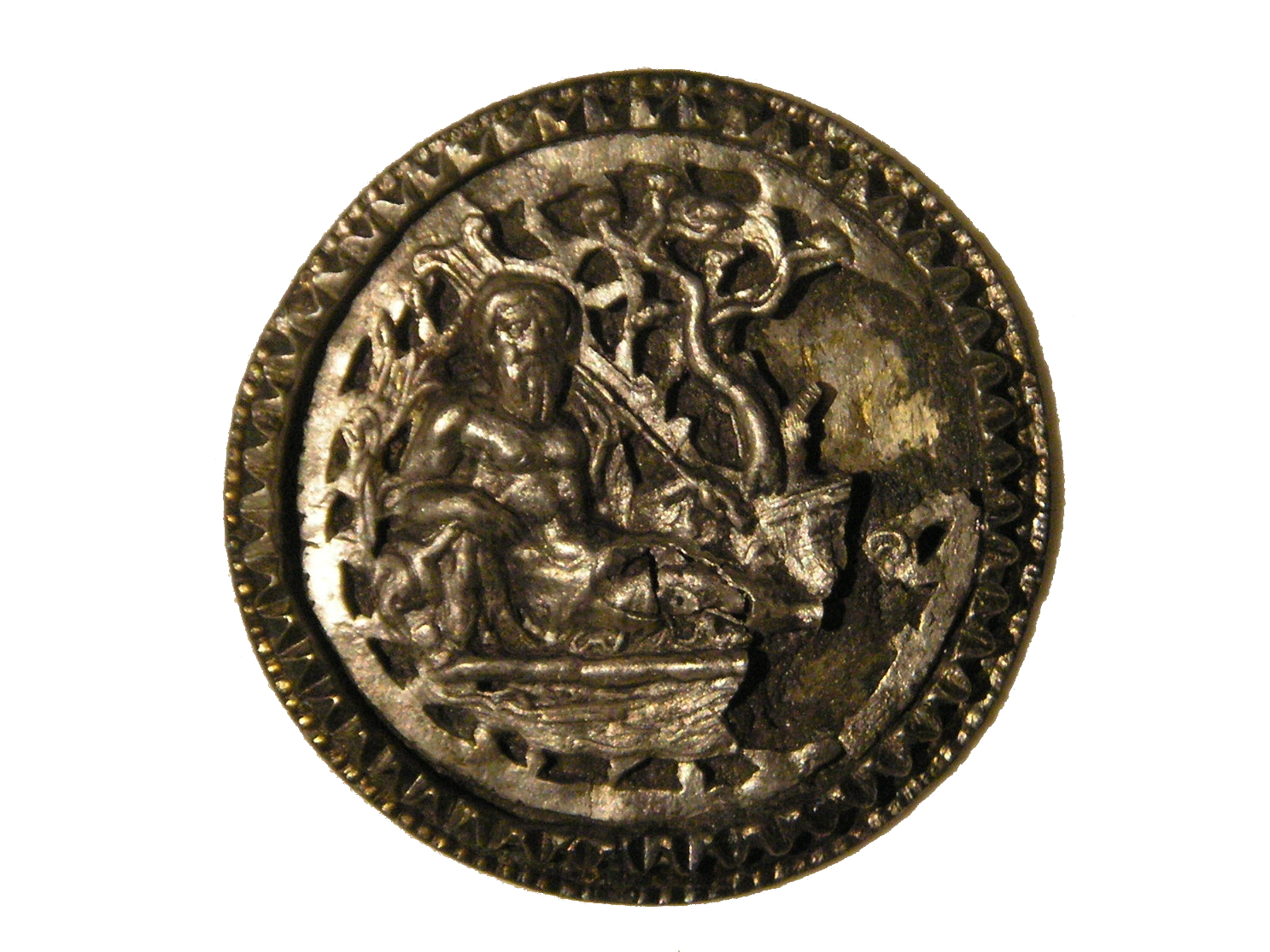
Scheibenfibel mit Darstellung des Flussgottes Danuvius, 150–250 n. Chr. (Römermuseum, Wien)

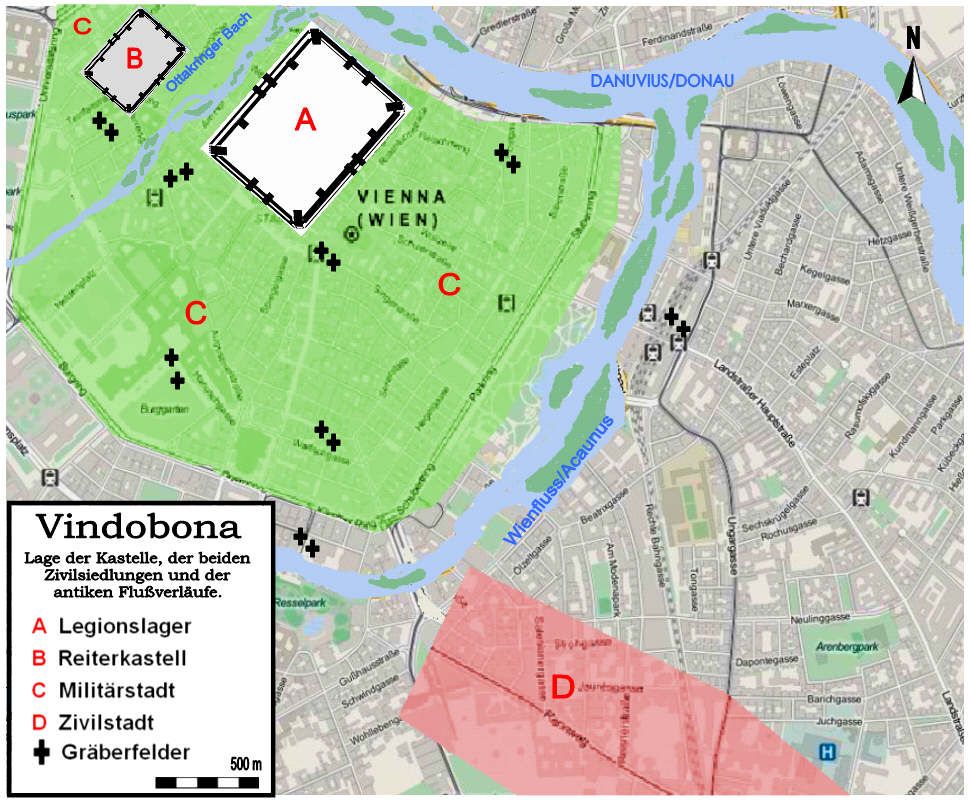
Das römische Wien

Legionslager und Militärstadt um 250 n. Chr.

Strecke zwischen Vindobona und Carnuntum auf der Tabula Peutingeriana

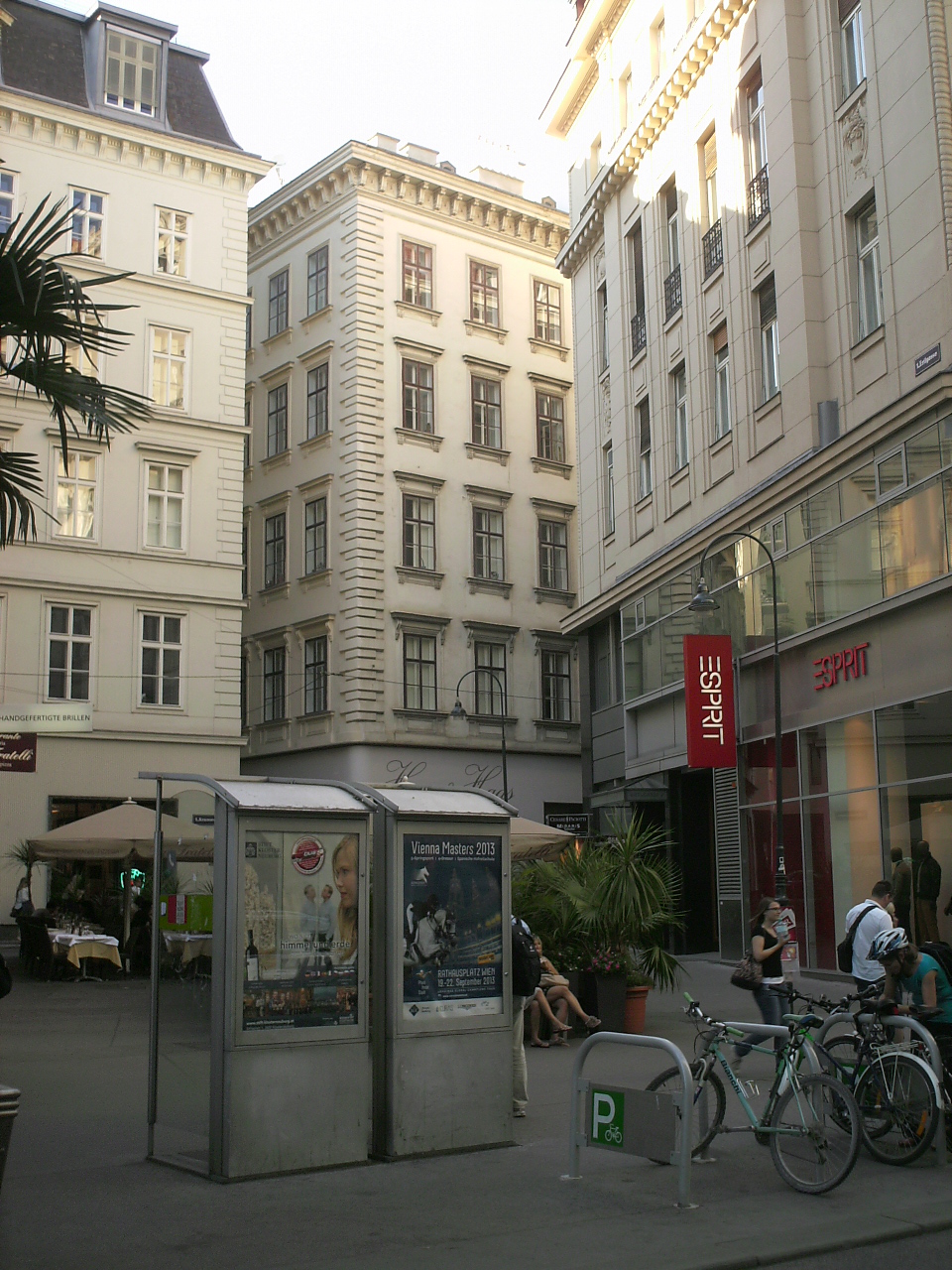
Ecke Kramergasse/Ertlgasse, Standort des Osttores

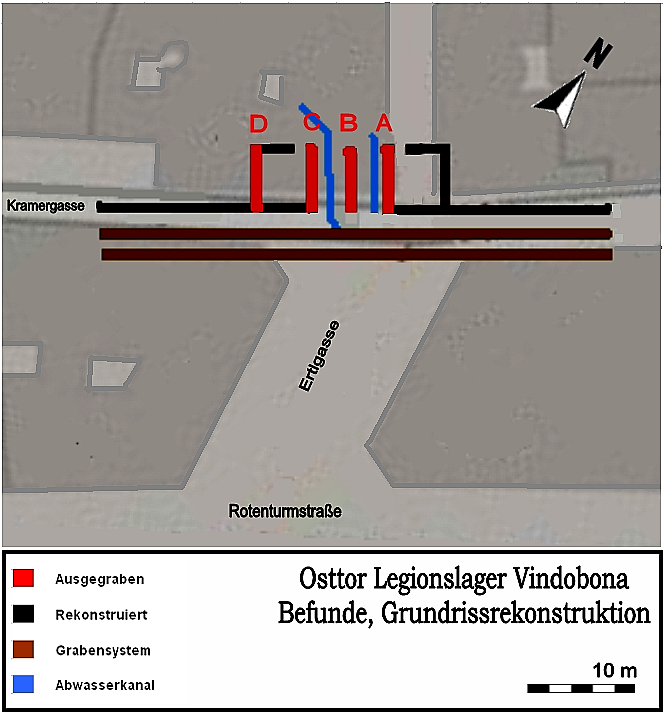
Befundskizze des Osttores

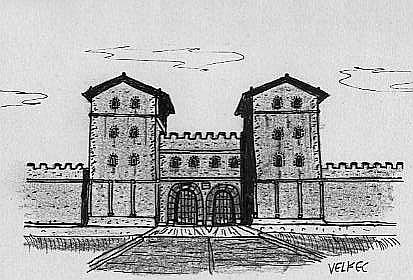
Rekonstruktionsversuch des Osttores, 2. Jahrhundert n. Chr.

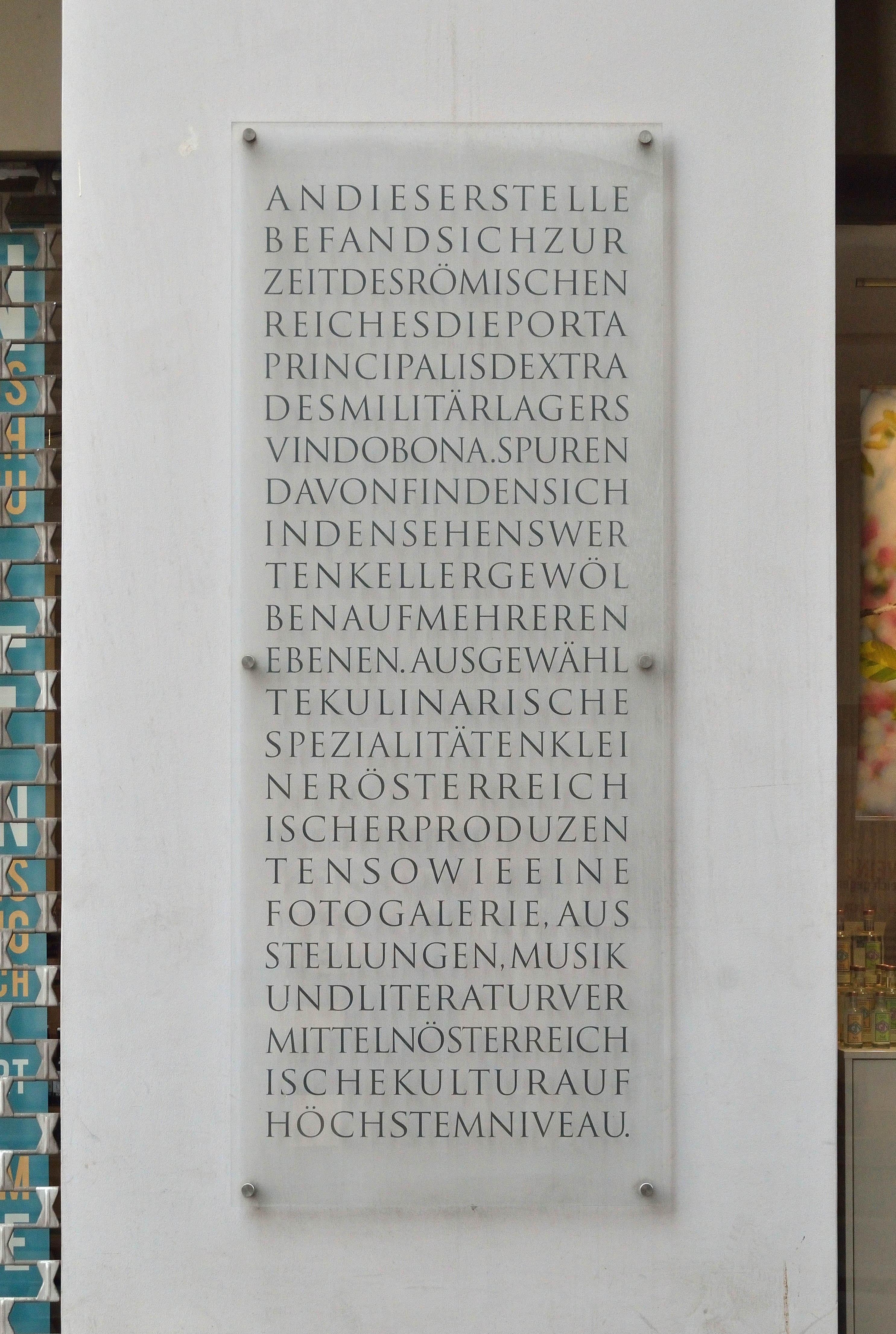
Gedenktafel für das Osttor

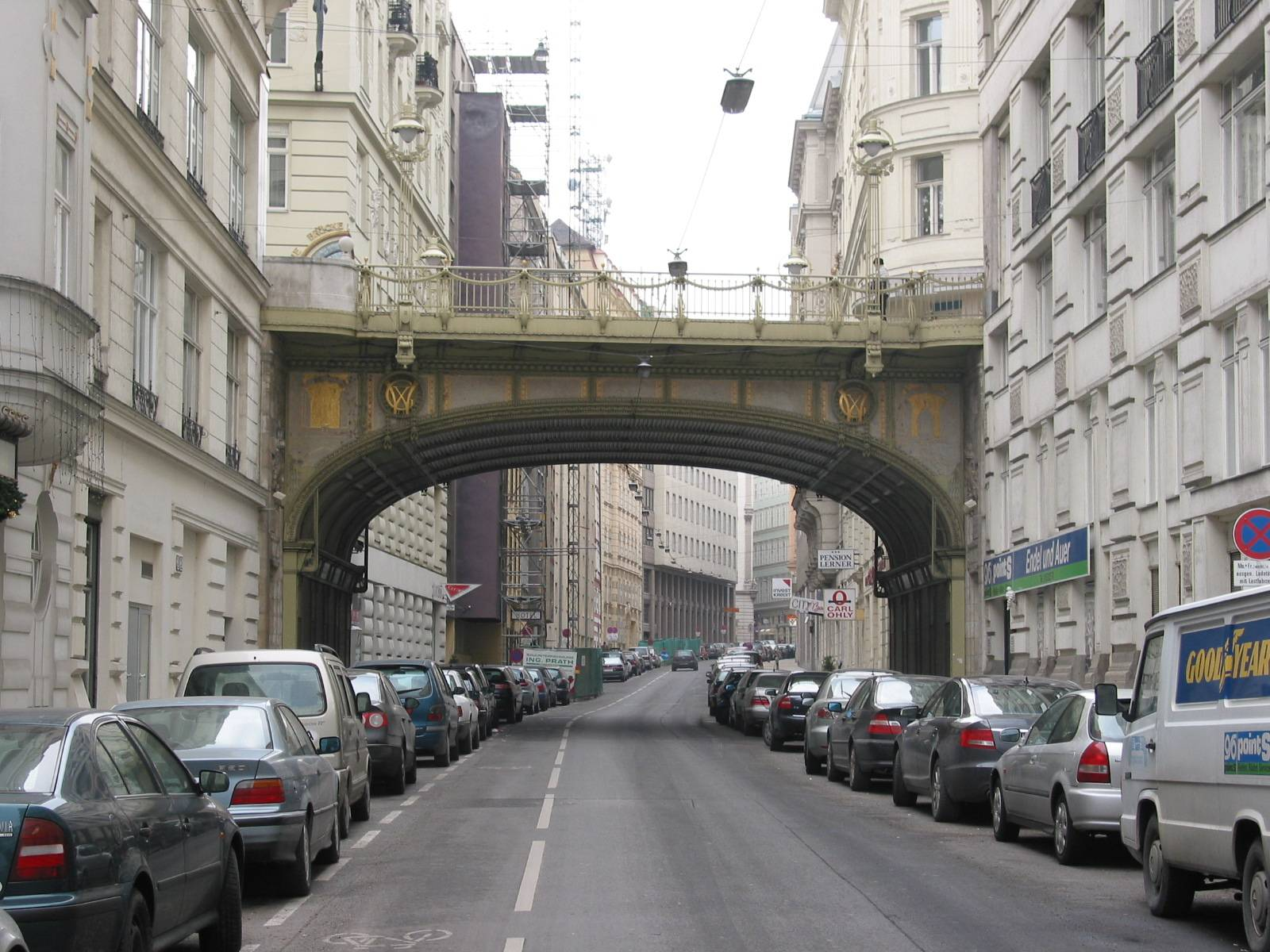
Tiefer Graben mit sog. Hoher Brücke, Standort des Westtores

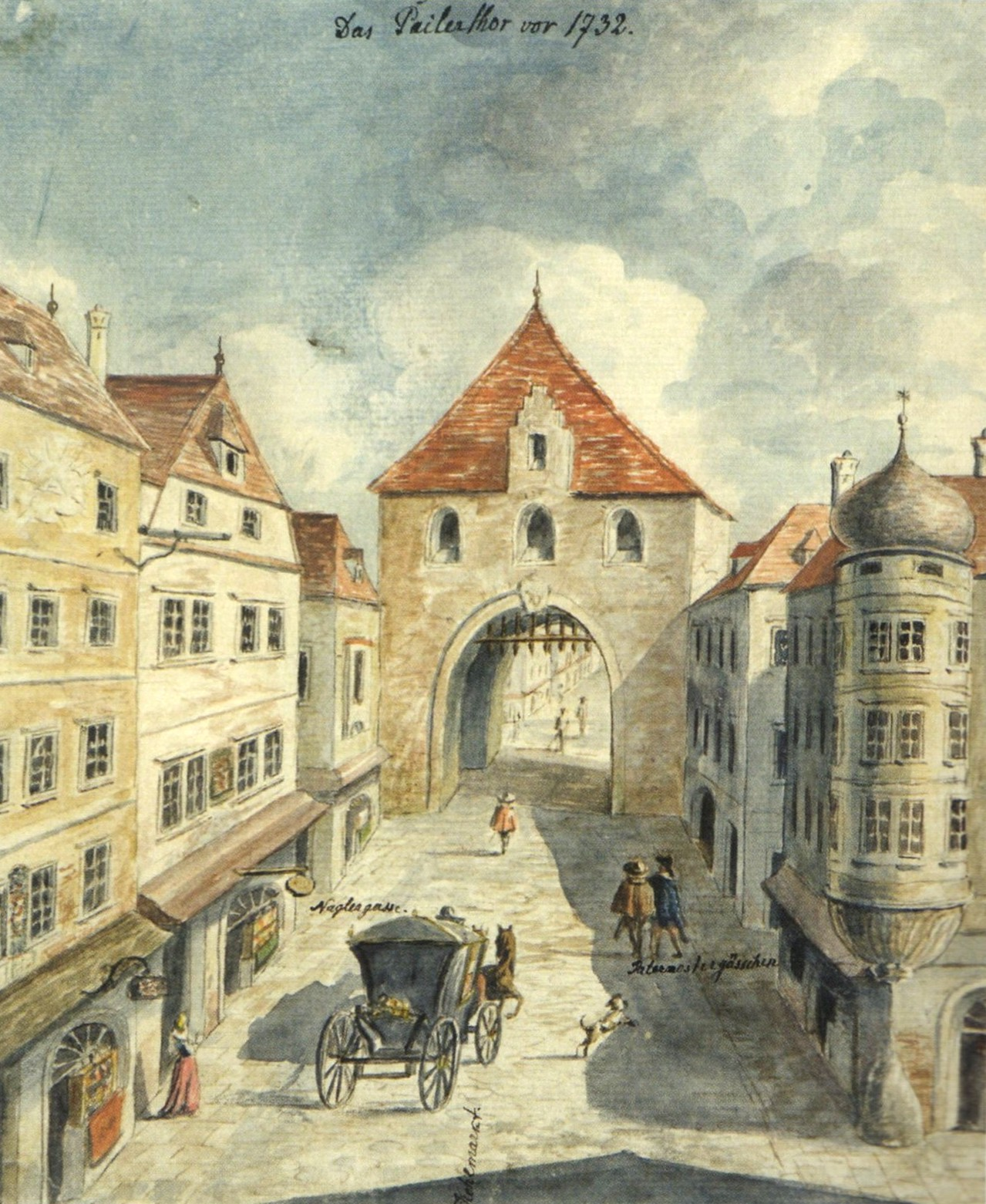
Das Peilertor an den Tuchlauben, wahrscheinlich ein Überrest der porta decumana, um 1732

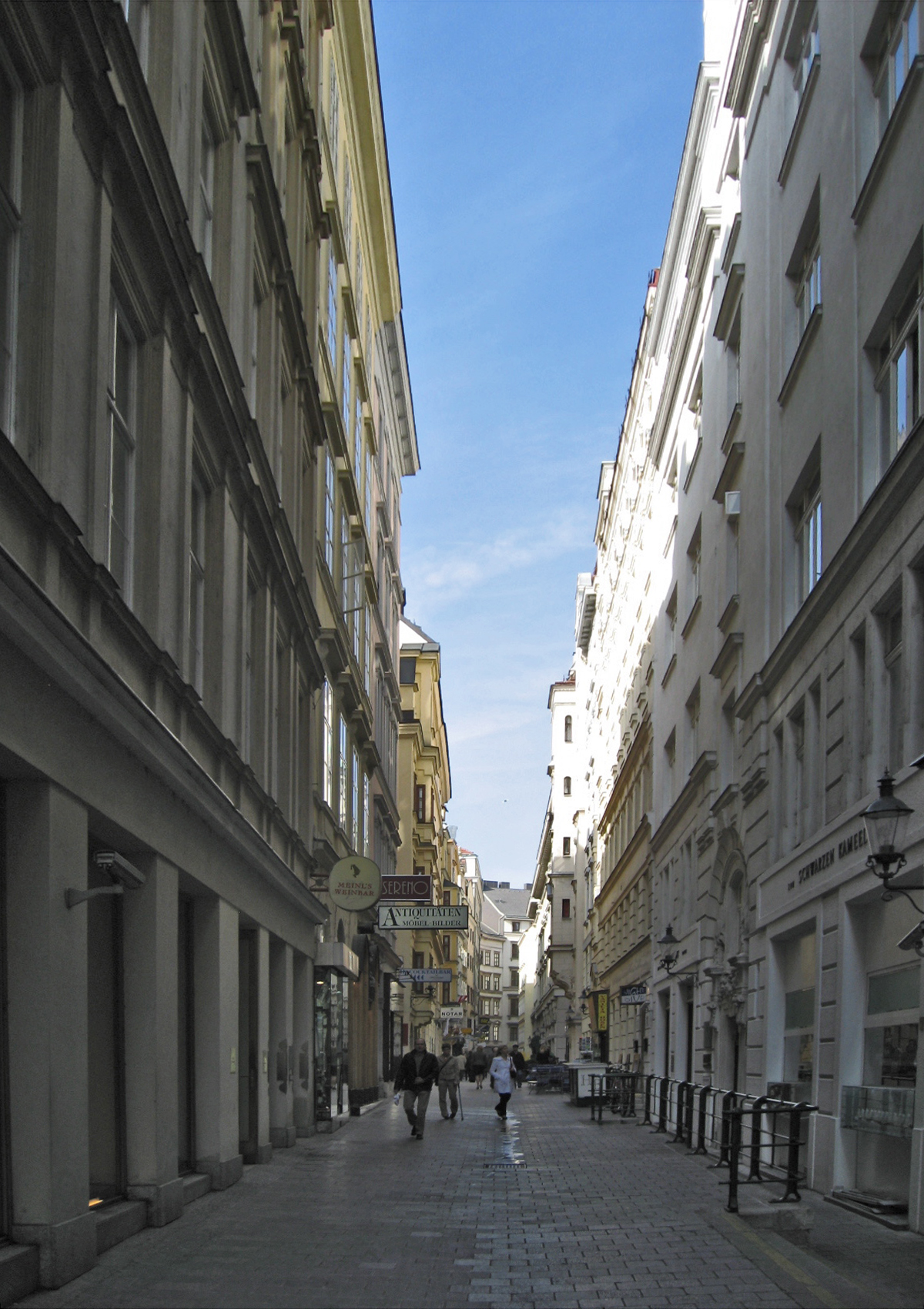
Die Naglergasse im 1. Bezirk, sie markiert den einstigen Verlauf eines Abschnittes der Südwestmauer des Legionslagers

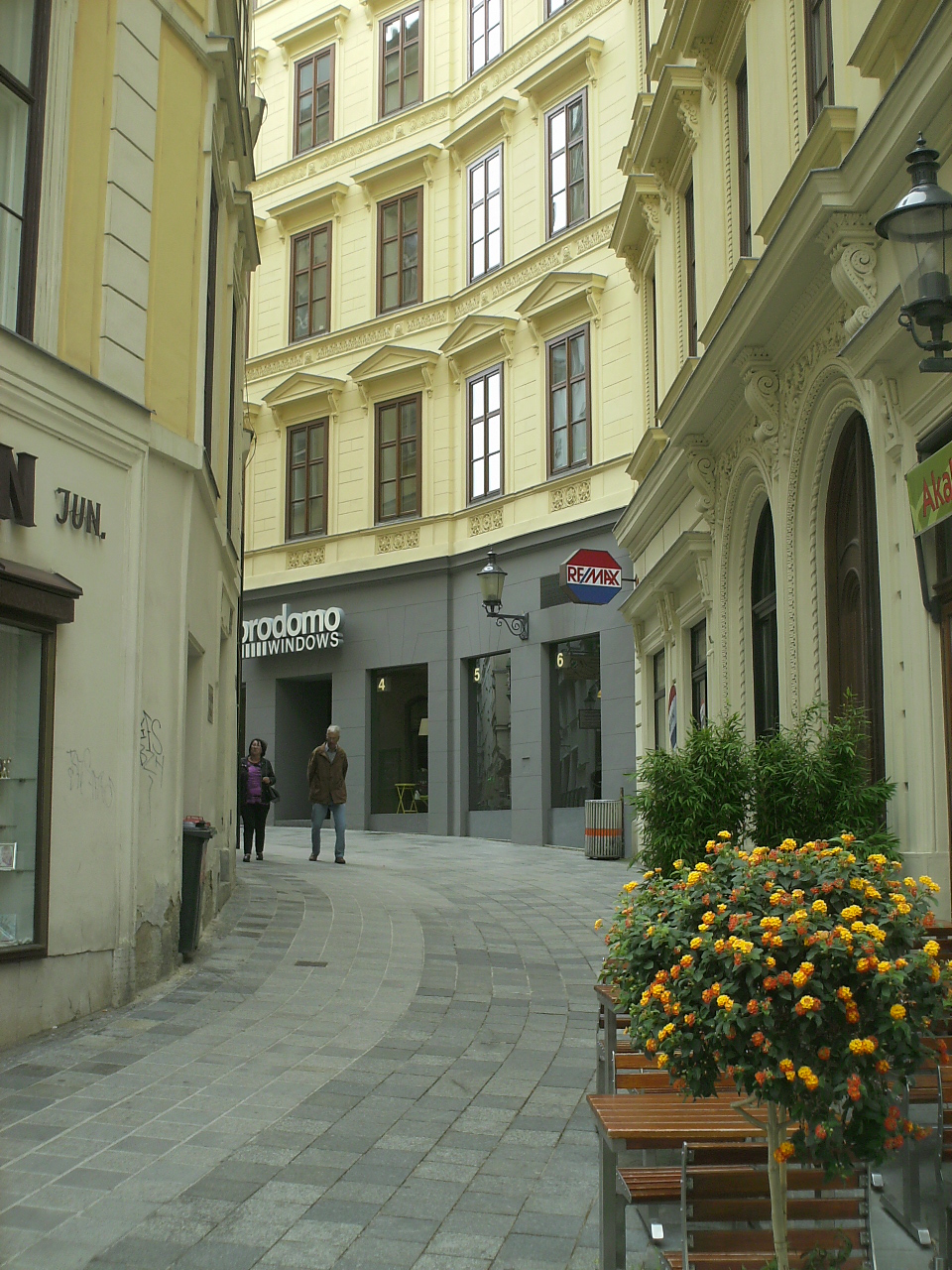
Einmündung der Naglergasse in den Heidenschuß, sie folgt exakt der ehemaligen (abgerundeten) SW-Ecke des Legionslagers

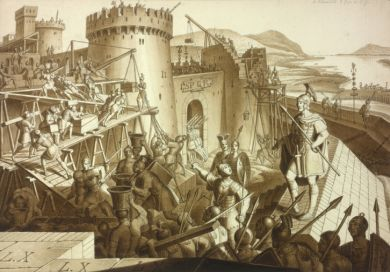
Die Römer errichten das Kastell Vindobona, Zeichnung von Karl Ruß (Mitte 19. Jahrhundert)

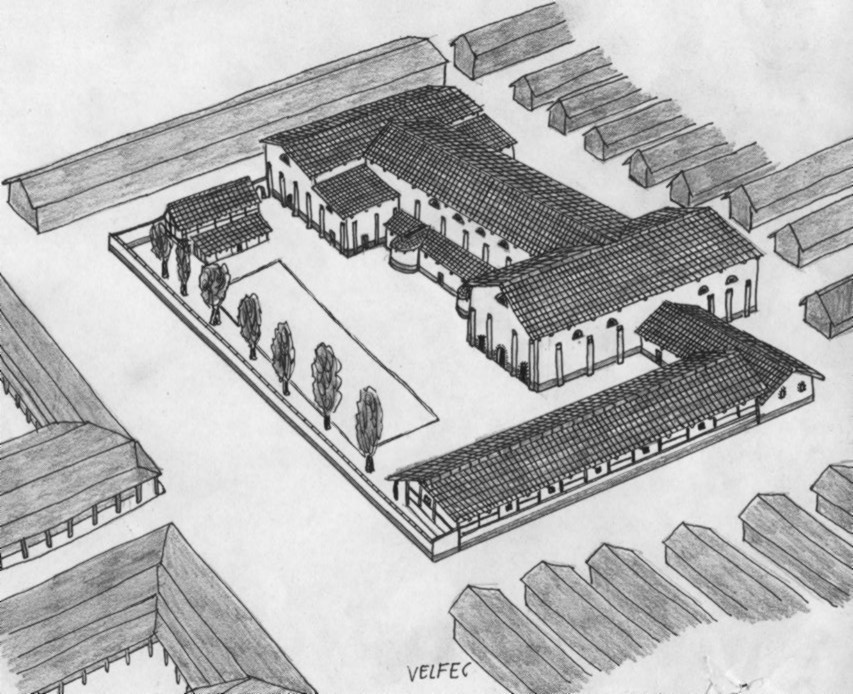
Rekonstruktionsversuch der Lagertherme, 2. Jahrhundert n. Chr.

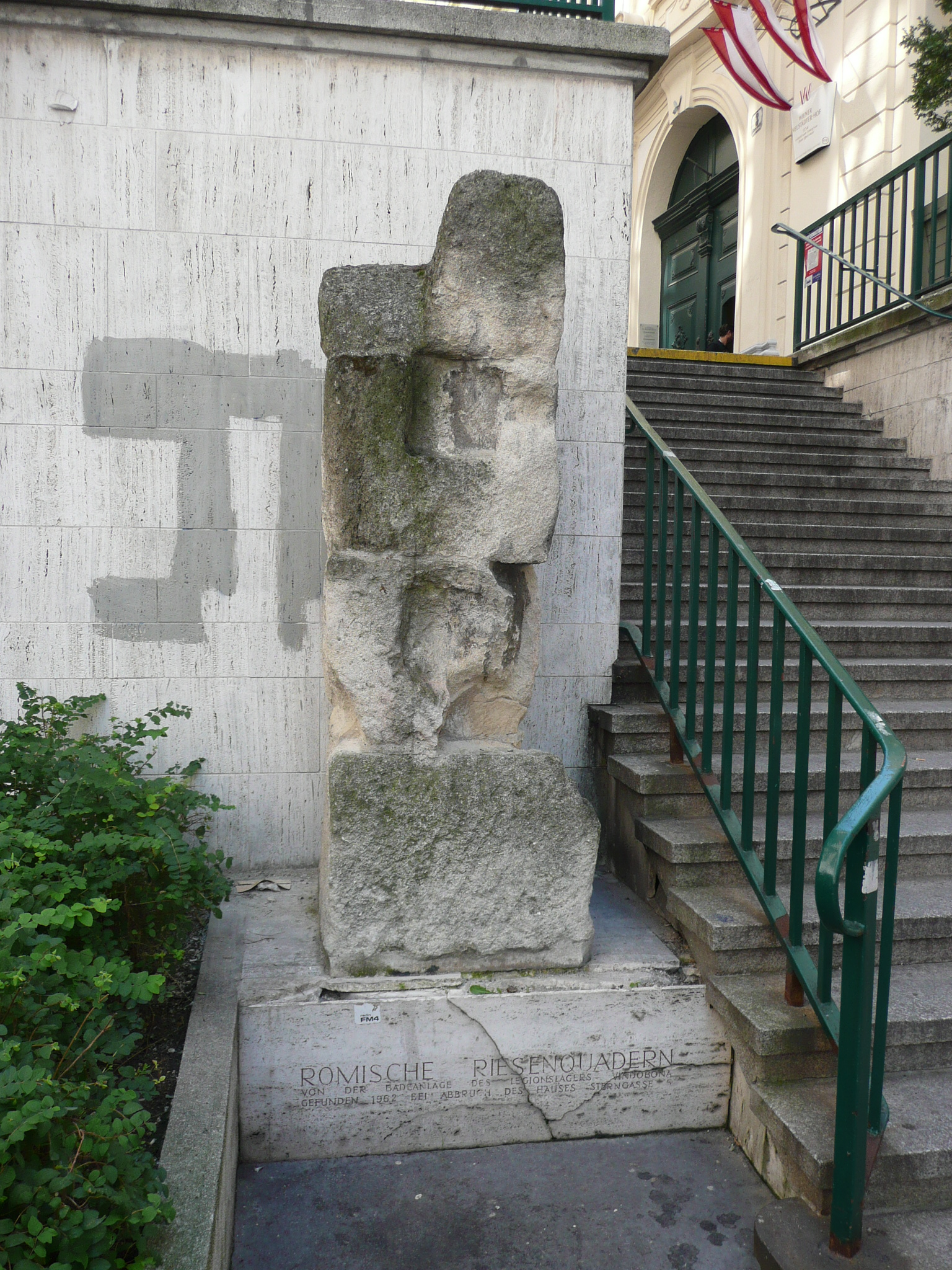
Steinquader von der Badeanlage des Legionslagers, Sterngasse

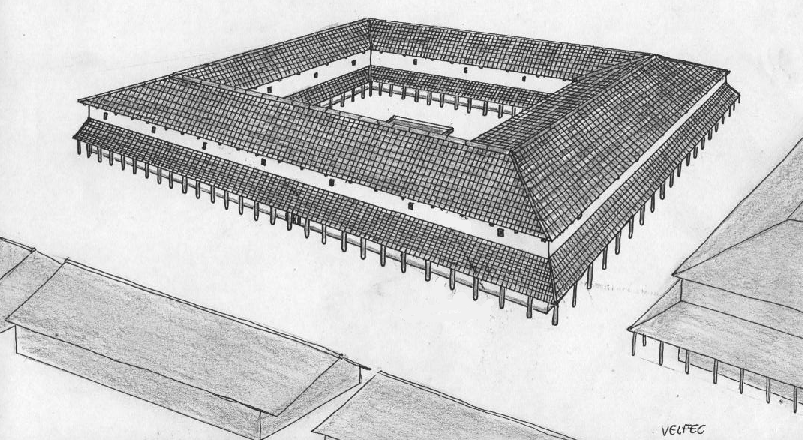
Rekonstruktionsversuch eines Tribunenhauses am Westtor, 2. Jahrhundert n. Chr.

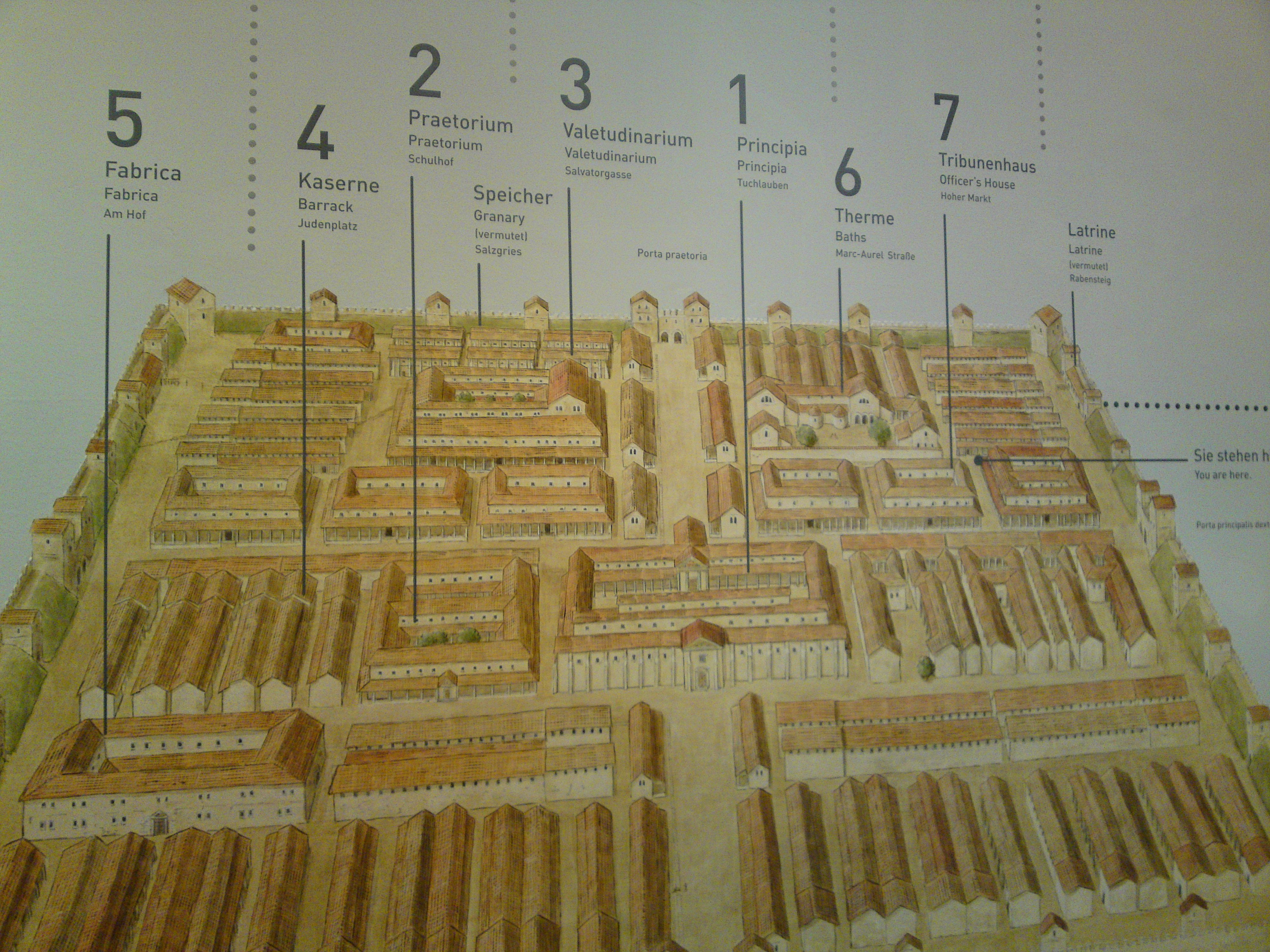
Rekonstruktion des Legionslagers im Römermuseum Hoher Markt

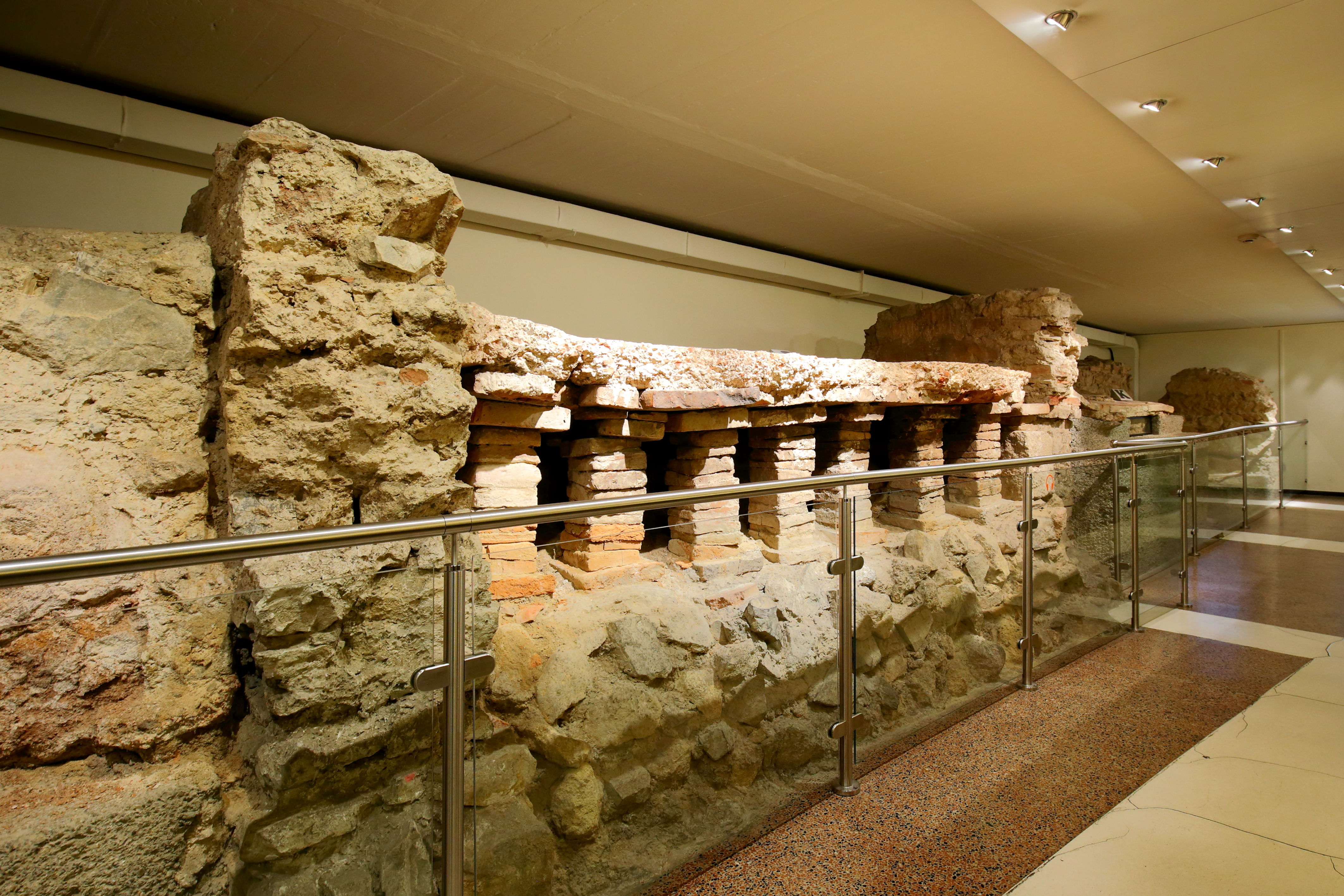
Konservierte Reste der Bodenheizung eines Tribunenhauses im Römermuseum am Hohen Markt

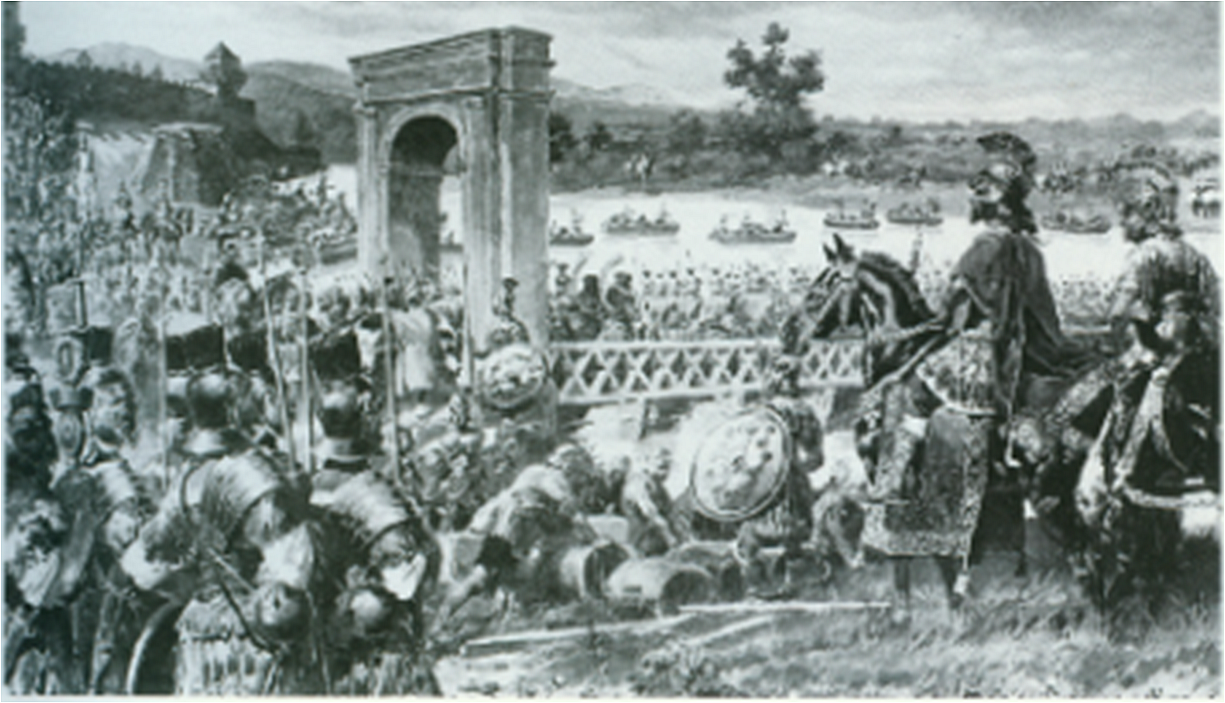
Marc Aurel überquert mit seinen Truppen bei Vindobona die Donau, Zeichnung aus dem späten 19. Jahrhundert (Österreichische Nationalbibliothek)

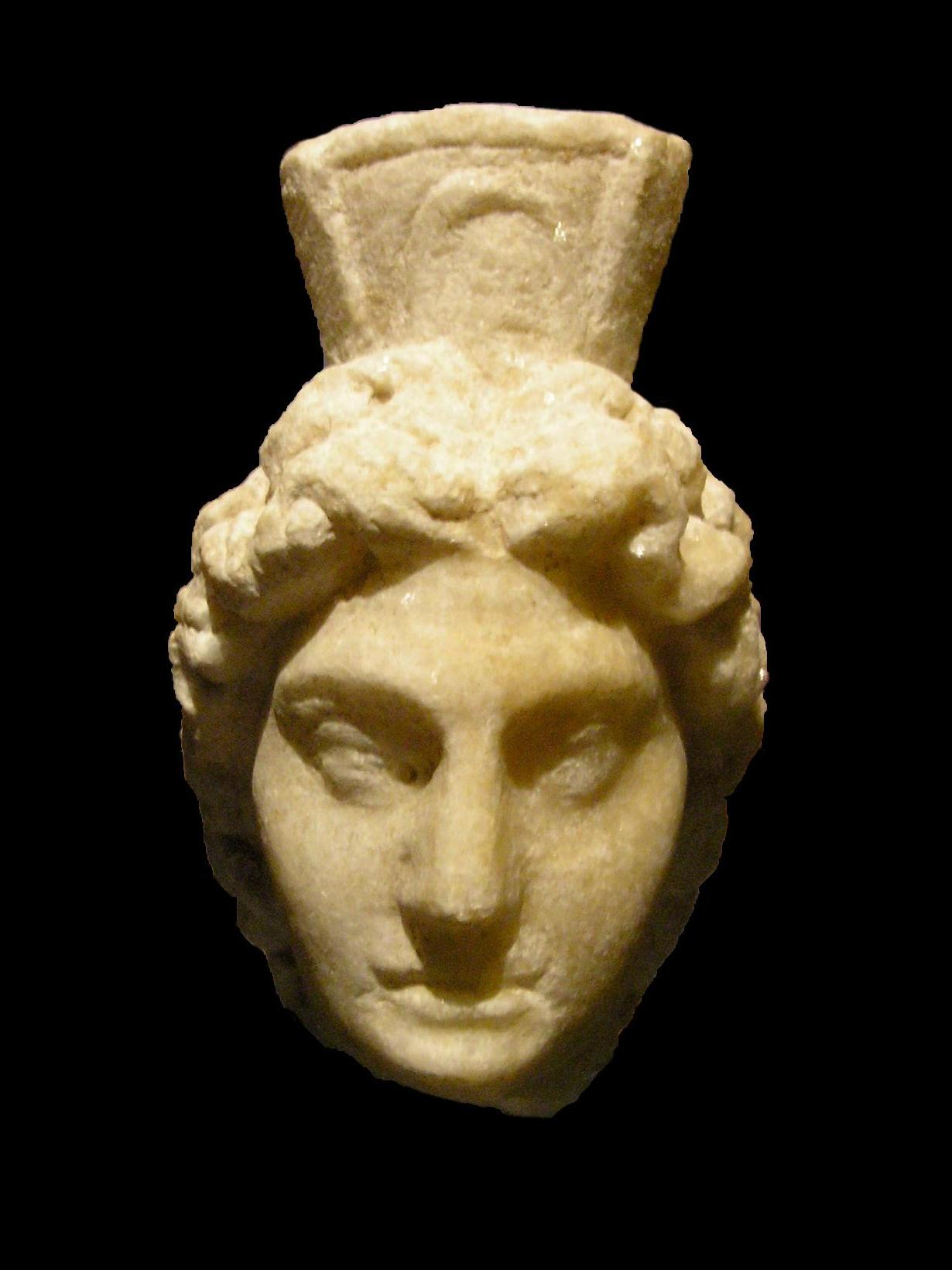
Am Hof gefundener Marmorkopf einer Geniusstatuette, 2.–3. Jahrhundert n. Chr.

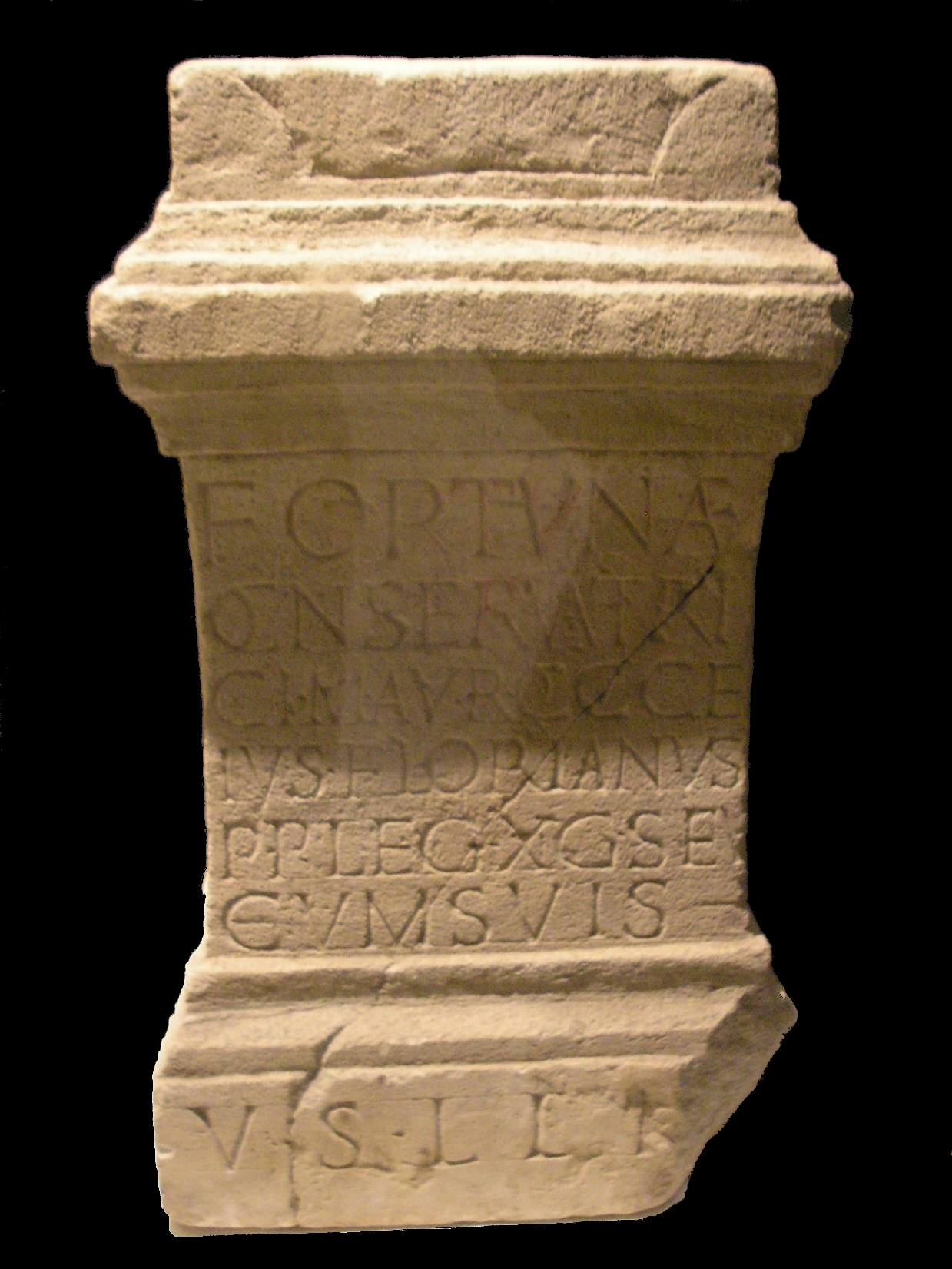
Fortunaaltar, gestiftet von Marcus Aurelius Cocceius Florianus, Angehöriger der Legio X (222–235), gefunden am Neuen Markt/Plankengasse

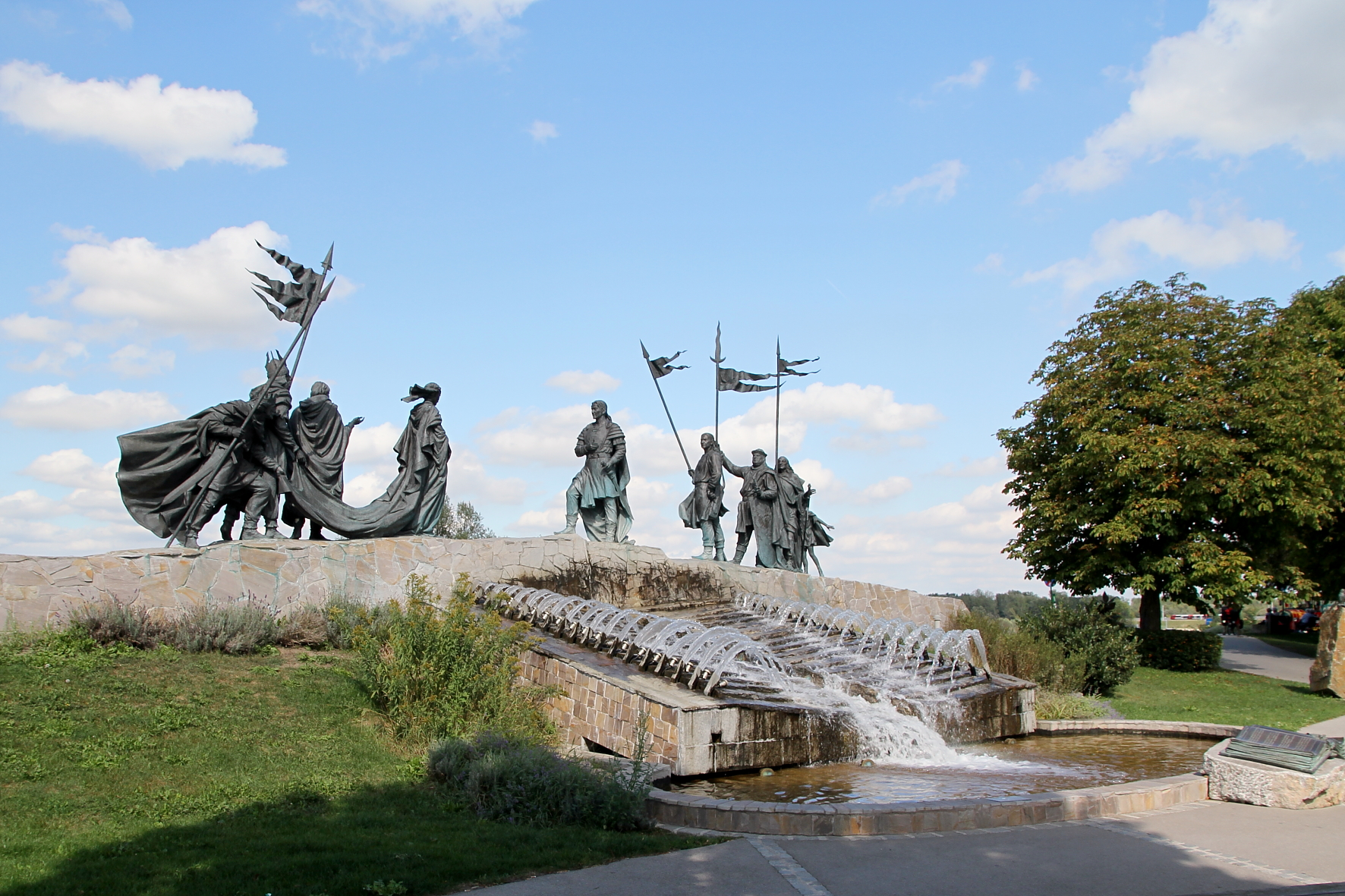
Die Figurengruppe des Nibelungenbrunnens in Tulln zeigt die Begegnung Kriemhilds und Etzels bei Comagena

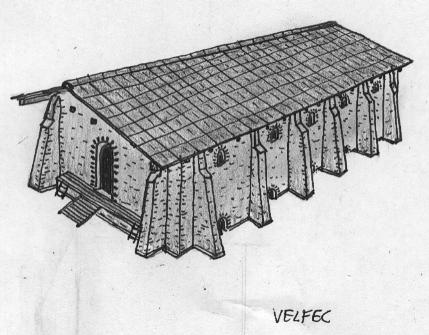
Rekonstruktionsversuch eines Horreums am Salzgries, 1. bis 2. Jahrhundert n. Chr.

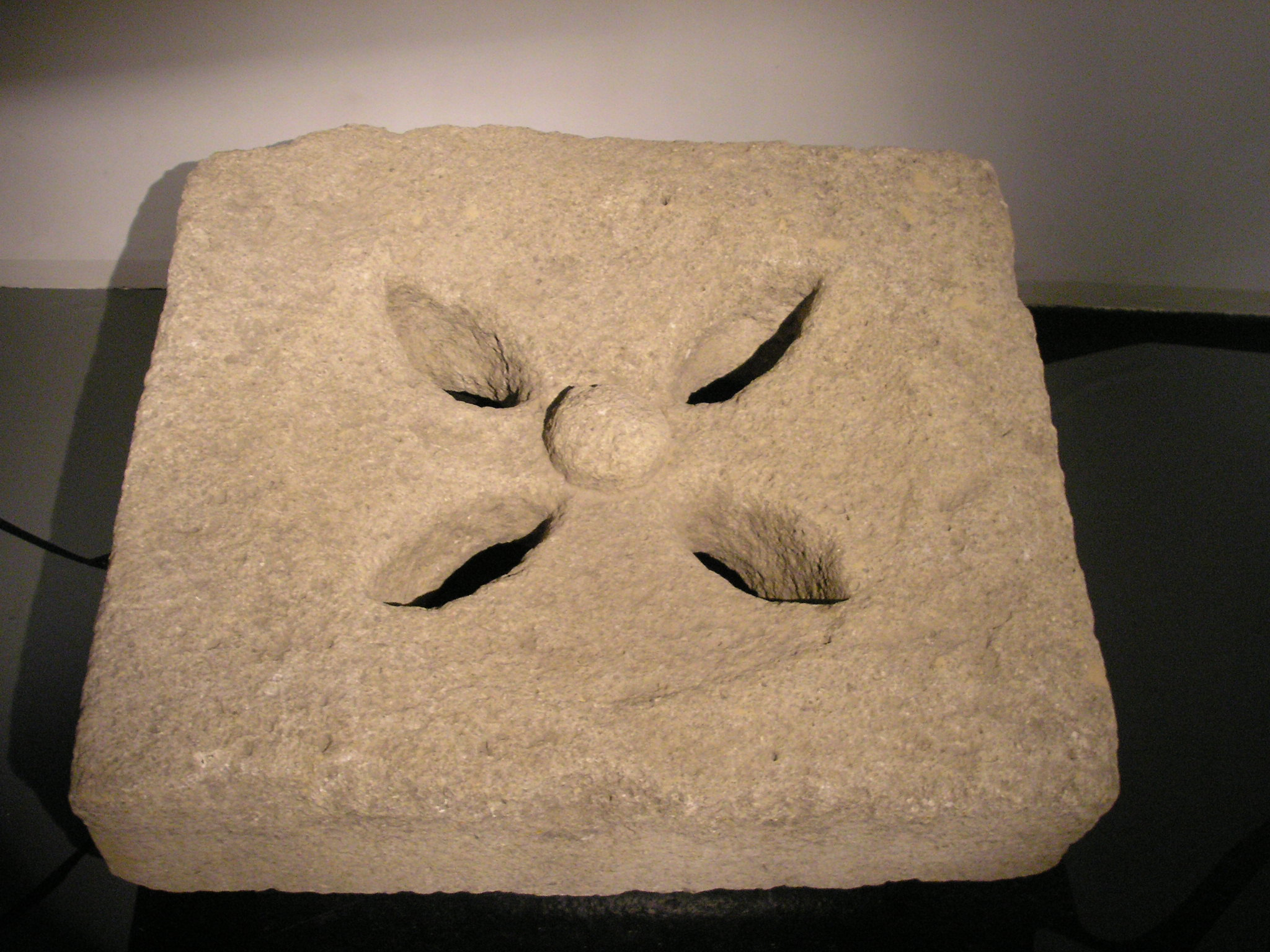
Römischer Kanaldeckel, gefunden am Hohen Markt

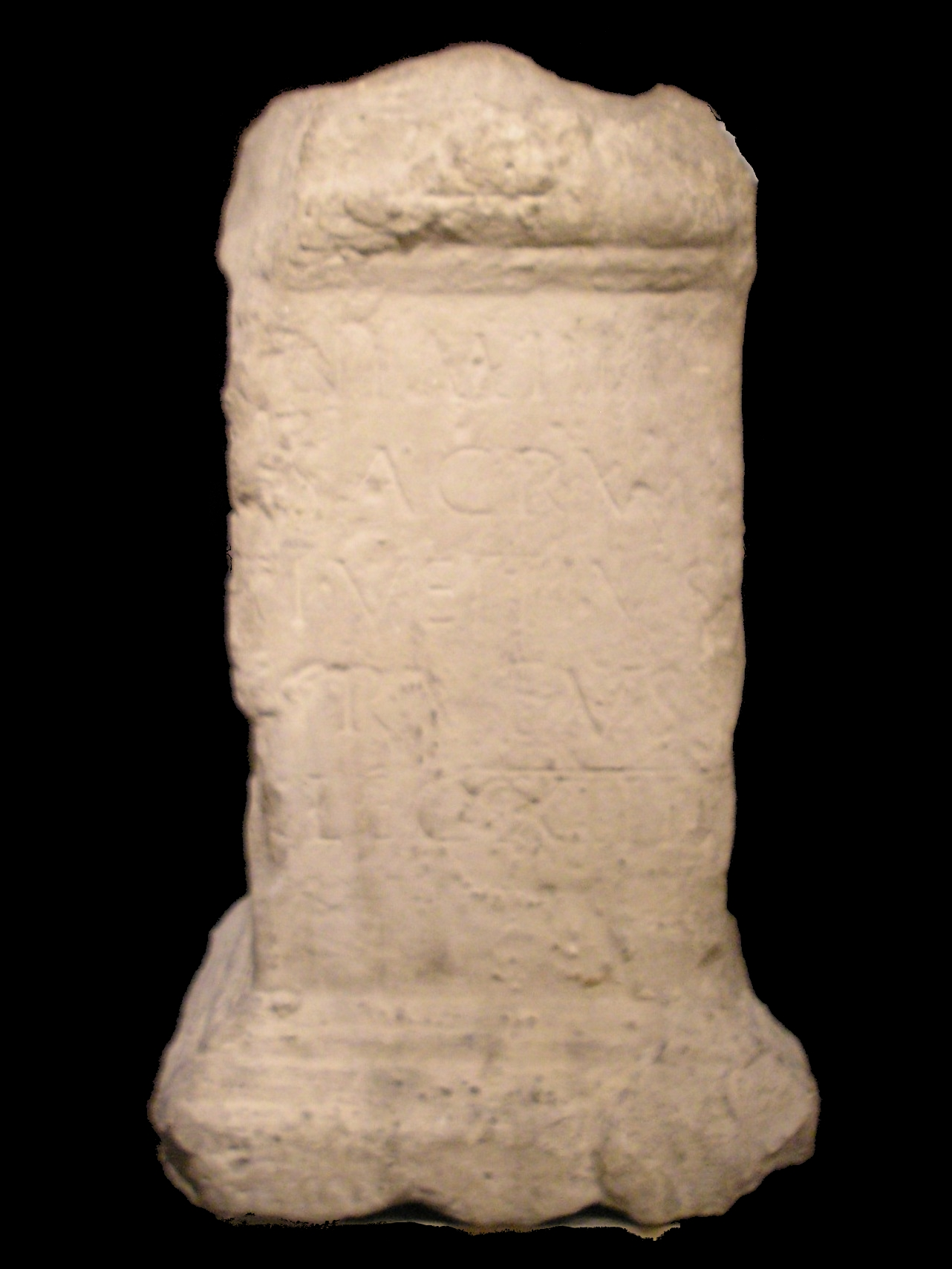
Den Nymphen geweihter Altar, gefunden 1853 im Bett des Wienflusses, Ende 1. bis Anfang 2. Jahrhundert, gestiftet von T. Vettius Rufus, Centurio der Legio XIIII (Römermuseum Hoher Markt)

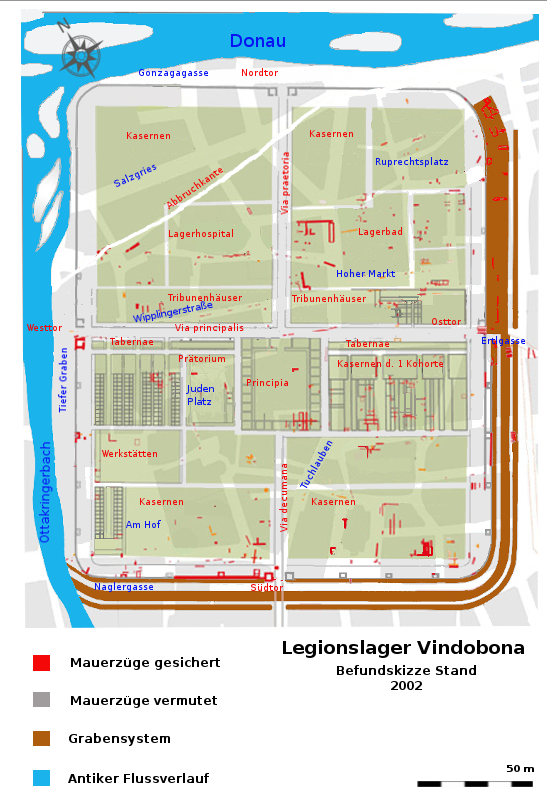
Befundskizze des Legionslagers (130 n. Chr.)

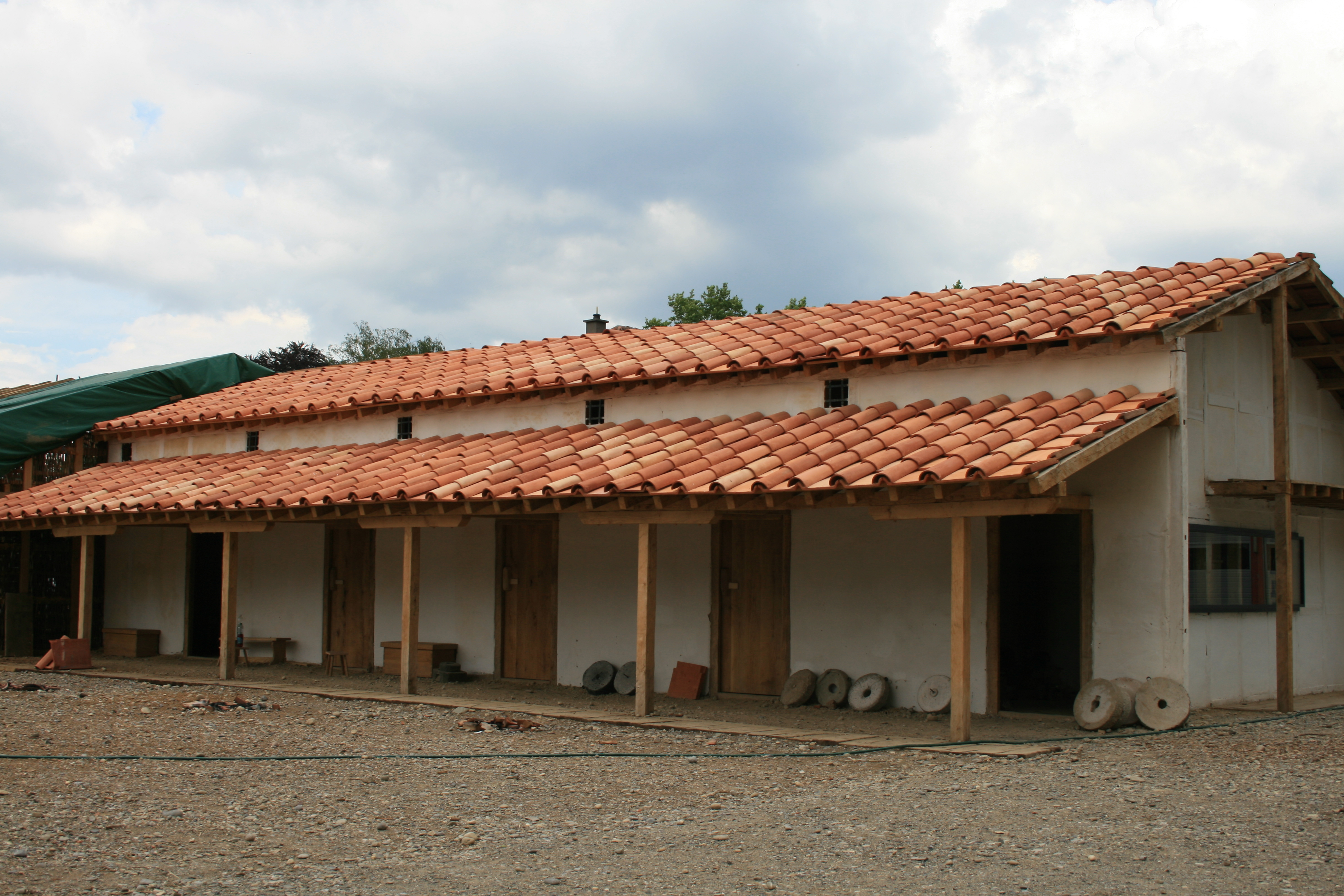
Rekonstruktionsversuch einer Mannschaftskaserne des Legionslagers Vindonissa, so könnte auch die Kaserne am Judenplatz im 2. Jahrhundert n. Chr. ausgesehen haben

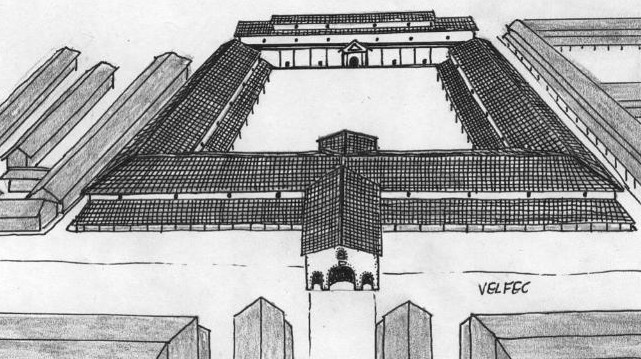
Rekonstruktionsversuch der Principia, Zustand 2. Jahrhundert n. Chr.

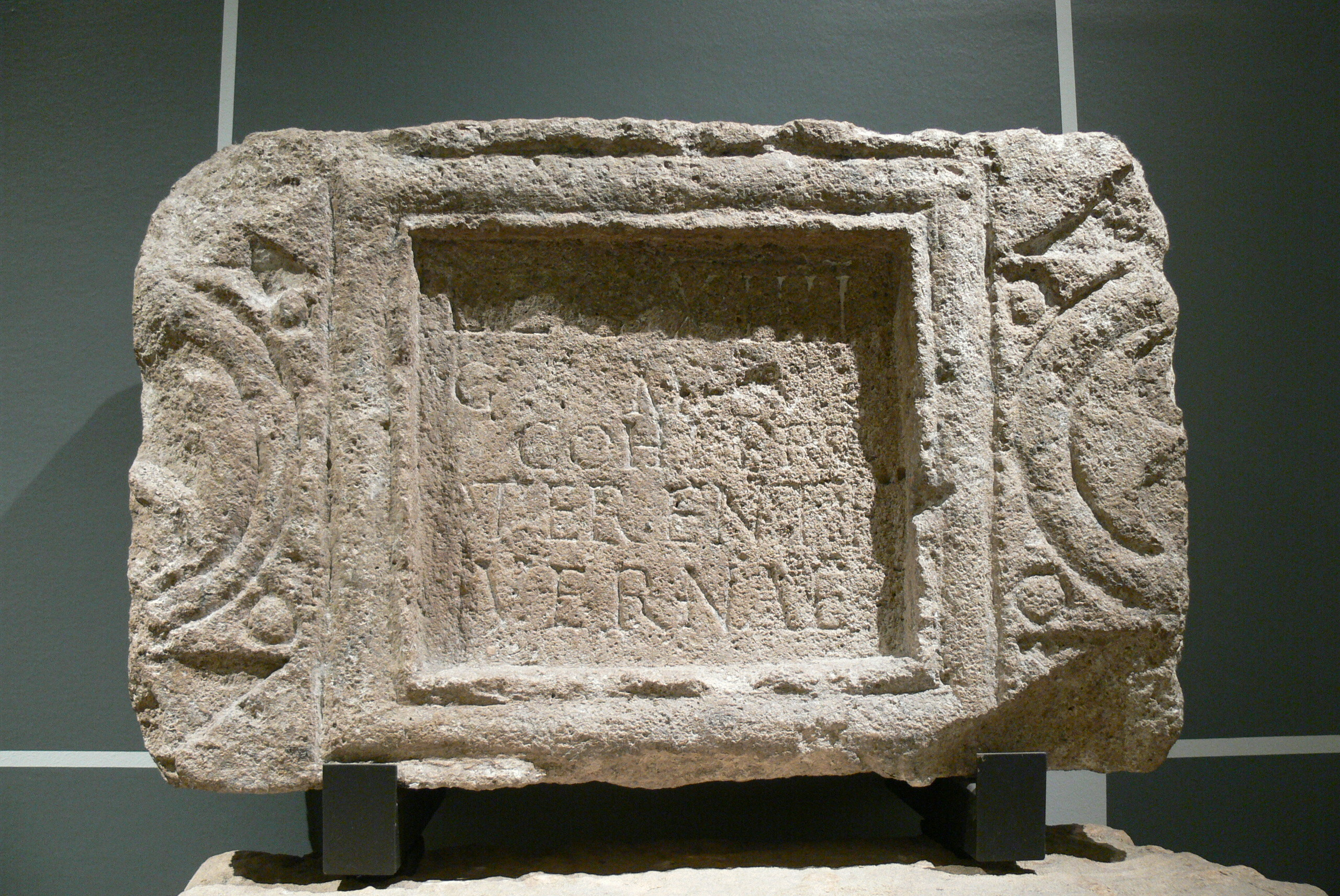
Quader mit Bauinschrift der Legio XIIII, gefunden 1911 am Fleischmarkt; vermutlich von einem Zwischenturm der östlichen Lagermauer

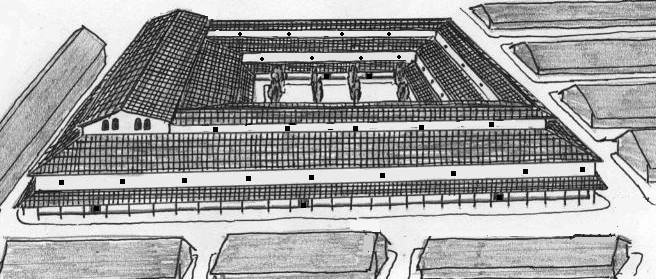
Rekonstruktionsversuch des Lagerhospitals, Zustand 2. Jahrhundert n. Chr.

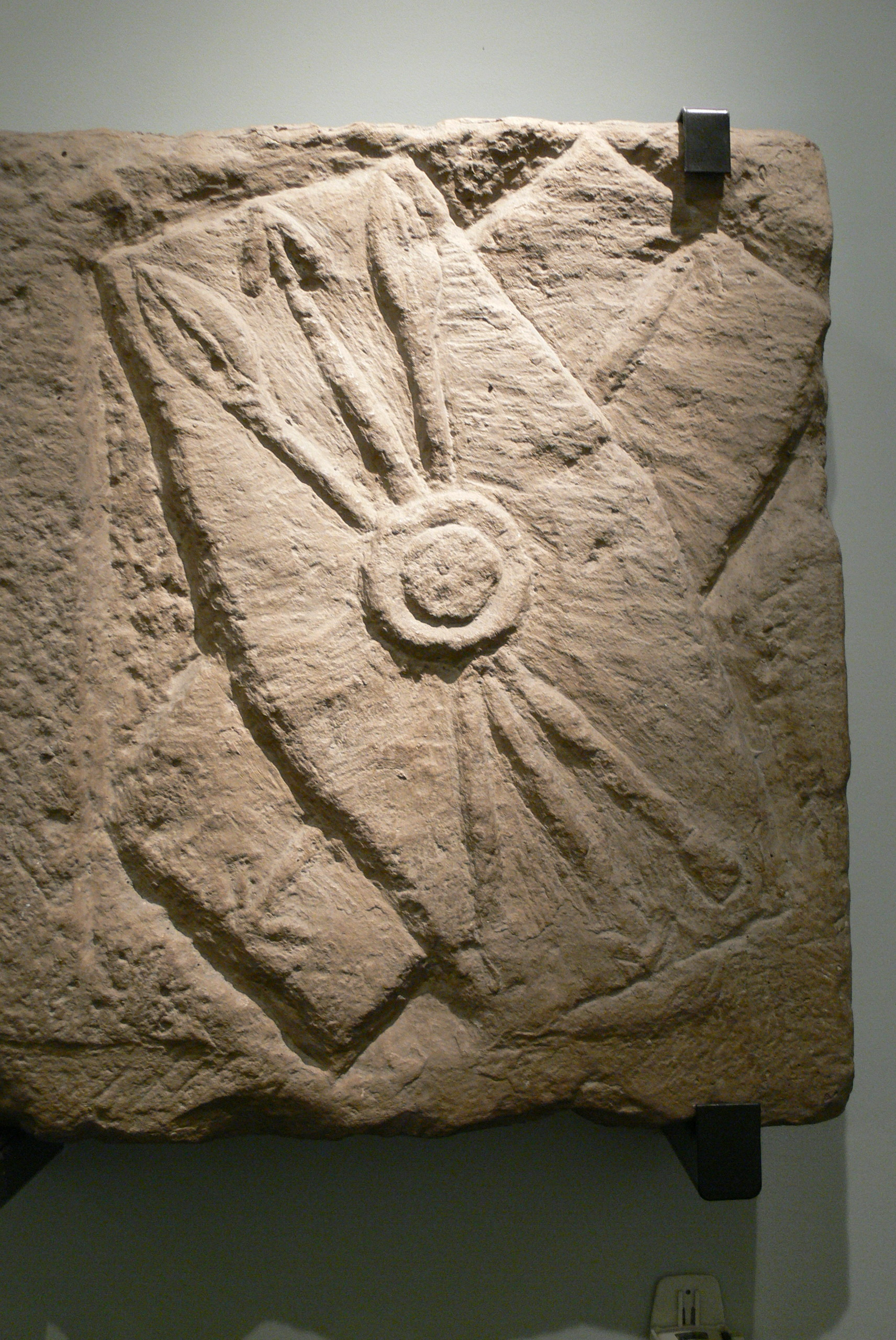
Relief aus dem 1. Jahrhundert n. Chr., vermutlich ursprünglich an der Porta principalis dextra angebracht; gefunden 1895 beim Abbruch von Kramergasse 4–6

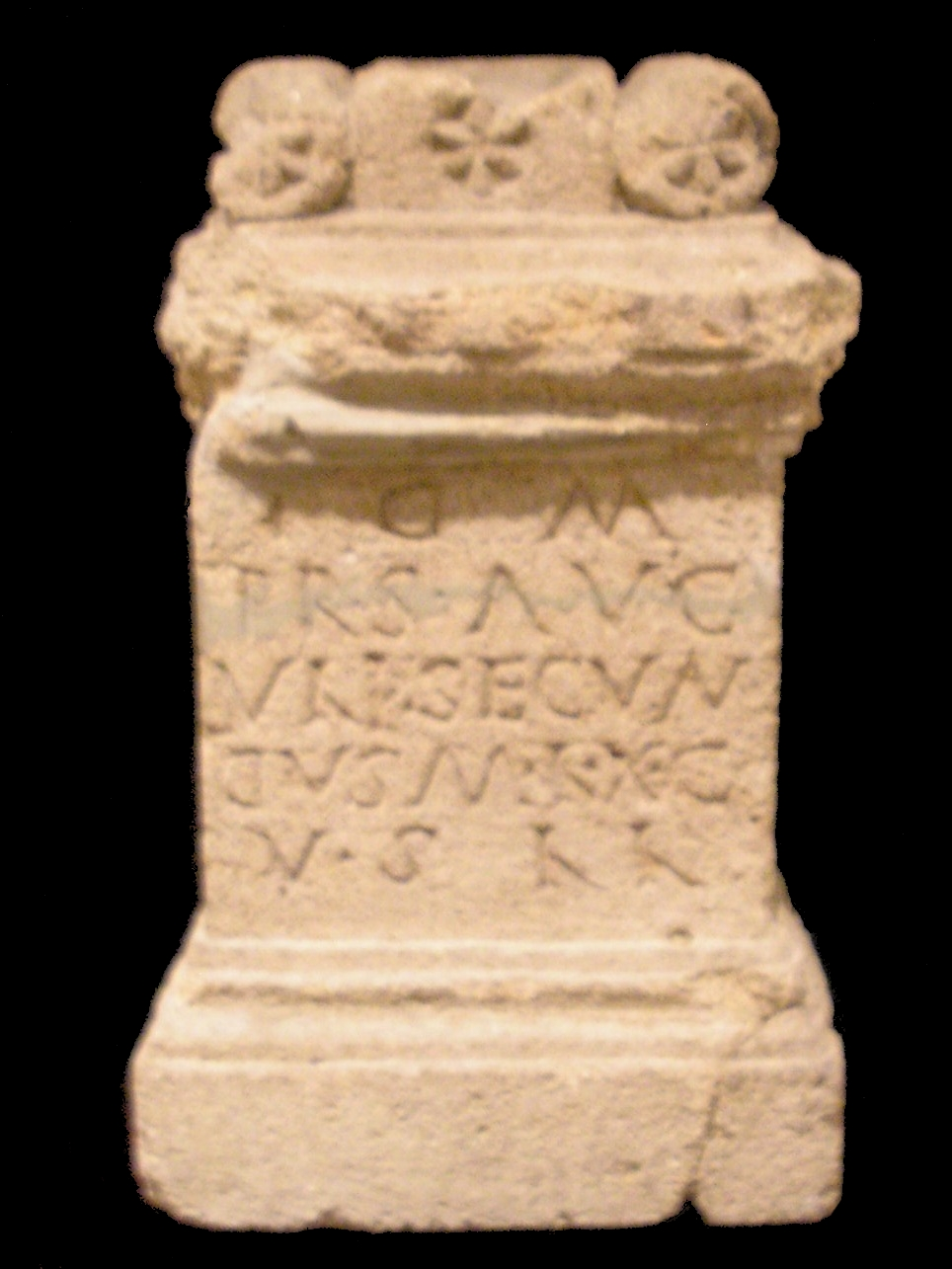
Weihealtar für Mithras. Wien 19, Sieveringer Straße 132, 1896. Aus einem unbekannten Mithräum auf dem Territorium Vindobonas, 2.–3. Jahrhundert, gestiftet vom Legionssoldaten Ulpius Secundus, X. Legion.

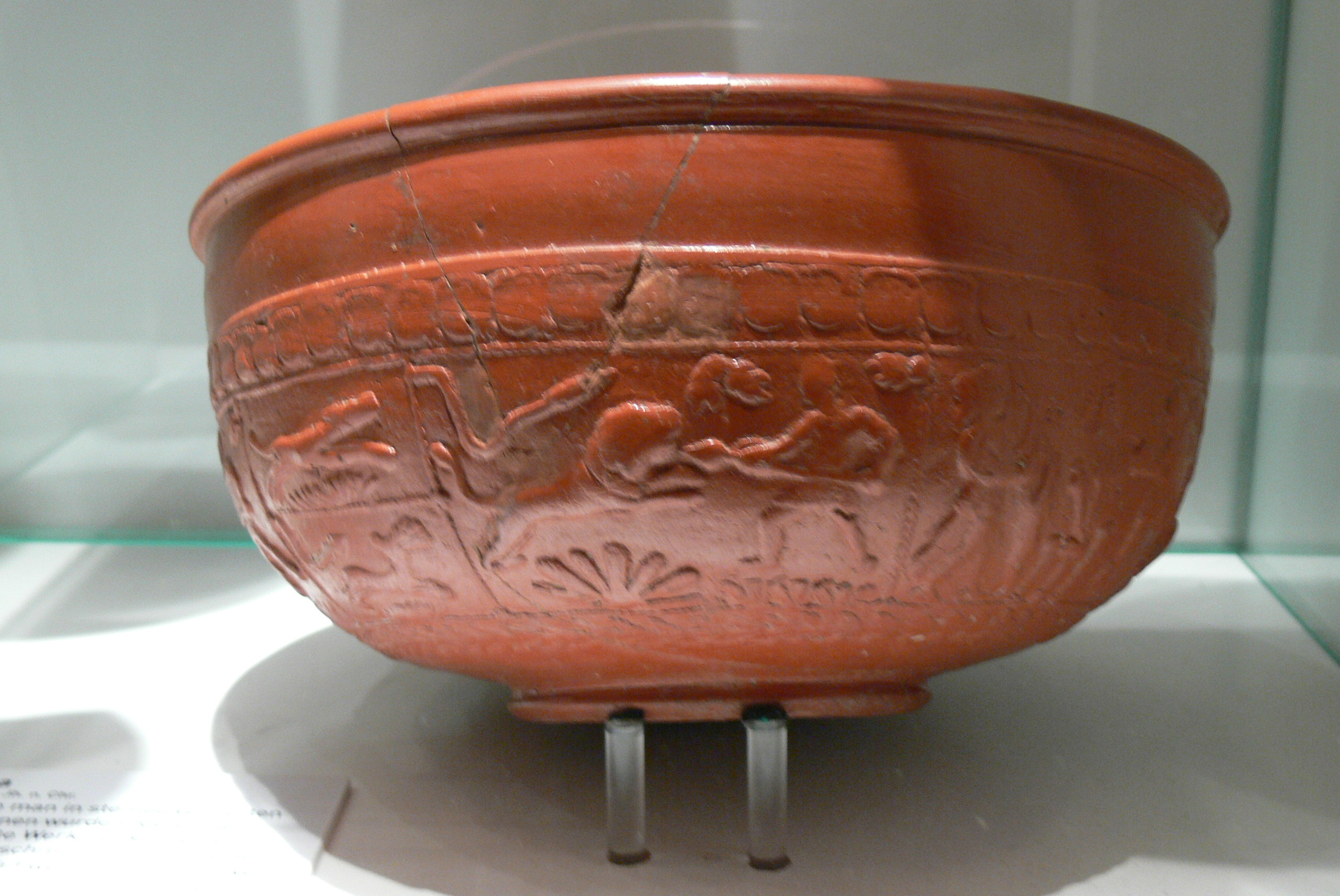
Reliefverzierte Terra sigilatta (1. Jahrhundert) aus La Graufesenque (Frankreich)

Vindobona ist der Sammelname für ein römisches Legionslager, eine Militärsiedlung und eine Zivilstadt am Limes Pannonicus, auf dem Gebiet der heutigen Bundeshauptstadt Wien in Österreich. Das Legionslager diente zum Schutz und der Überwachung der Reichsgrenze und Straßenverbindungen ins Barbaricum und Hinterland des Reiches. Obwohl die dichte, moderne Überbauung die Erforschung dieses Fundortes erheblich behinderte, konnten die Umrisse des Lagers und auch die Positionen einiger seiner Innenbauten bzw. der Zivilsiedlungen zweifelsfrei bestimmt werden. Die sichtbaren und unterirdisch erhaltenen antiken Baureste sind seit 2021 Bestandteil des zum UNESCO-Weltkulturerbe erhobenen Donaulimes.
Die Entwicklung zu einer der bedeutendsten römischen Städte und Legionsstandorte in Oberpannonien verdankt Vindobona unter anderem der günstigen geographischen Lage zwischen Alpenostrand und pannonischem Raum und den alten europäischen Verkehrsachsen, der Süd-Nord-Achse entlang des Alpenrands (Bernsteinstraße) und der West-Ost-Achse entlang Alpenvorland und der Donau als Wasserweg. Zivilsiedlungen und Legionslager standen am Südufer der Donau. Der Strom ließ sich bei Vindobona relativ leicht durchqueren, da er sich dort in zahlreiche mäandernde Arme mit dazwischen vom Wasser aufgeworfenen Schotterinseln auffächerte.
Stadt und Legionslager gehörten zum Territorium der römischen Provinz Pannonia und waren damit ihr am weitesten im Westen gelegener Legionsstandort. Ein Grabstein eines Angehörigen der Legio XV Apollinaris und Reste einer Holz-Erde-Befestigung lassen dort spätestens ab dem frühen 1. Jahrhundert n. Chr. einen ersten römischen Stützpunkt an der Limesstraße vermuten. Legionslager und Zivilsiedlungen sind seit dem späten 1. Jahrhundert n. Chr. nachweisbar. Nordwestlich des Legionslagers stand im 1. und 2. Jahrhundert möglicherweise auch ein Reiterkastell. Zeitweise waren in den Lagern vermutlich bis zu 6000 Soldaten stationiert.
Die direkt am Ufer eines Donauseitenarms gelegene Legionsfestung war seit dem späten 1. Jahrhundert auch von einer Canabae Legionis (Militärstadt) umgeben. Südöstlich davon entstand zur selben Zeit eine Zivilstadt, die rasch expandierte. Man schätzt, dass in ihrer Glanzzeit vom 2. bis in die erste Hälfte des 3. Jahrhunderts etwa 30.000 Menschen in und um Vindobona lebten. Die Zivilstadt erlangte vermutlich im frühen 3. Jahrhundert auch den rechtlichen Status einer autonomen Stadt zweiter Ordnung (Municipium).
Im 4. Jahrhundert wurde das Hauptquartier des Kommandanten der Donauflotte (Classis Histrica) von Carnuntum nach Vindobona verlegt. Das Legionslager bestand nach Zerstörung seiner Vorstädte als befestigte Siedlung noch bis Anfang des 5. Jahrhunderts und wurde dann endgültig von der Armee aufgegeben. Obwohl auch die römischen Siedlungsspuren in dieser Zeit enden, wurde Vindobona vermutlich nicht zur Gänze zerstört bzw. verlassen. Eine Restbevölkerung hielt sich bis in das frühe Mittelalter. Die römischen Ruinen wurden danach fast gänzlich durch Steinraub abgetragen oder zugeschüttet. Bei Notgrabungen infolge von Bauarbeiten oder Ähnlichem stoßen Archäologen immer wieder auf die antike Vergangenheit der österreichischen Bundeshauptstadt.

## Lage und Topographie
Wien befindet sich am nordöstlichen Ausläufer der Alpen, im Wiener Becken direkt am Ufer der Donau, einer der bedeutendsten europäischen West-Ost-Verbindungen der Antike. Eine stetige Westströmung sorgt fast ganzjährig für ein angenehmes Klima. Das Wiener Becken wird im Westen vom Wienerwald (mons cetium) begrenzt, der bei der Wiener Pforte bis an die Donau heranreicht. Vindobona zählte anfangs noch zum Territorium des benachbarten Noricum. Es wurde aber wegen der ständigen Gefahr durch Barbareneinfälle in seinem Abschnitt unter Tiberius an Pannonien angegliedert. Nach Zweiteilung der Provinz in Pannonia superior (Oberpannonien) und Pannonia inferior (Unterpannonien) unter Trajan kam der Ort zunächst zu Pannonia Superior und gehörte ab der Verwaltungsreform des Diokletian zur neu gegründeten Pannonia Prima (Diözese Illyrien).
Das Legionslager war das westlichste der vier Lager (Vindobona, Carnuntum, Brigetio und Aquincum) am pannonischen Donaulimes. In der Antike war diese Landschaft von dichter Auwaldvegetation überzogen. Auch die keltischen Siedlungsplätze waren meist noch von ausgedehnten Wäldern umschlossen. Die aus dem Wienerwald kommenden und in die Donau mündenden Bäche sorgten für ausreichend Frischwasser und erleichterten den Zugang zum Stromufer. Der Strom begünstigte die Nahrungsbeschaffung und den Transport von Handelsgütern. Auch die reichen Fischbestände in den Gewässern waren eine sichere und schier unerschöpfliche Nahrungsquelle für die Bewohner. Die weit verzweigten, sumpfigen Nebenarme der Donau und die dichte Vegetation sicherten ihre Siedlungen gegen Norden ab. Ablagerungen von Eiszeitgletschern ließen dort tertiäre Schotterterrassen mit Lößüberlagerungen entstehen, deren Schichten treppenförmig gegen den Rand des Wienerwaldes ansteigen und hervorragend als Siedlungsplätze geeignet sind.
Die Donau bot in der Vormoderne ein deutlich anderes Bild als heute. Während sie seit der Neuzeit immer stärker begradigt und verbaut worden ist, stellte sie in der Antike ein verzweigtes, mäandrierendes Flusssystem dar, das zahlreiche Seitenarme aufwies und in seinen Uferzonen überwiegend sumpfigen Charakter hatte. Die römischen Siedlungen befanden sich daher auf leicht erhöhten und damit vor Hochwasser geschützten Flussterrassen.
Auch das Legionslager stand auf einer vor Hochwasser geschützten Flussschotterterrasse, begrenzt vom Ottakringer Bach (Tiefer Graben) im Westen, vom Möhringbach im Süden und dem Flussbett der Wien (Acaunus) im Osten. Der Ottakringer Bach ersparte zudem den Aushub des westlichen Lagergrabens. Im Norden schloss sich das Donauufer an, das in etwa dem heutigen Verlauf des Donaukanals entsprach. Den Umriss des Legionslagers kann man noch im Straßenraster des 1. Bezirks deutlich erkennen, da die Babenbergerherzöge die Lagermauer zum großen Teil in ihre Befestigungsanlagen einbezogen. Sie diente teilweise noch bis ins späte 12. Jahrhundert als Stadtmauer. Die mittelkaiserzeitlichen Canabae legionis breiteten sich halbkreisförmig im Westen, Süden und Osten um das Lager aus. Die Zivilstadt stand östlich des Wienflusses, im heutigen 3. Bezirk. Durchreisende hatten bei Vindobona die Möglichkeit eines relativ bequemen Donauübergangs und der weiträumigen Umgehung der unwegsamen Alpen. Von dort aus führten auch stark frequentierte Handelsrouten in die Alpen, ins Alpenvorland, nach Böhmen, in die Karpaten, in die pannonische Tiefebene und weiter in den Osten des Römischen Reiches. In Richtung Süden konnte man über die weite Ebene des Wiener Beckens und leicht zu passierende Mittelgebirge rasch nach Norditalien gelangen.

## Straßenverbindungen
Mehrere antike Straßenbefunde in Wien wurden schon früh als aus der Römerzeit stammend erkannt. Besonders Friedrich von Kenner bemühte sich um eine präzise Dokumentation des antiken Straßennetzes. Auch bei jüngeren Ausgrabungen wurden immer wieder Straßenpflasterungen angeschnitten (Michaelerplatz, Palais Harrach, Freyung). Als Information für Reisende, zu Propagandazwecken und auch als eine Art Leistungsnachweis für Straßenbaumaßnahmen der römischen Kaiser waren an ihren Rändern abschnittsweise Meilensteine aufgestellt worden. Fünf davon wurden in Inzersdorf aufgefunden, die die Entfernung von Vindobona mit vier römischen Meilen angaben. Nach den Inschriften wurden die Straßen in den Regierungsperioden unter Antoninus Pius (2. Jahrhundert), Septimius Severus, Gallienus und Valerian (3. Jahrhundert) angelegt bzw. saniert, meist zur Vorbereitung größerer Feldzüge. Die Straßenführungen hatten auch großen Einfluss auf die Siedlungsentwicklung Vindobonas. Anhand der Befunde konnte man deutlich erkennen, dass die Bebauung vor allem an den Hauptstraßen ihren Ausgang nahm. Vindobona stand nahe dem Kreuzungspunkt der Bernsteinstraße bei Carnuntum, die von Nordeuropa über das Wiener Becken zum Mittelmeer (Adria) führte, mit der Limesstraße (via iuxta Danuvium), die entlang des rechten Donauufers die West- und Osthälfte des Reiches miteinander verband. Die Limesstraße erreichte bei Heiligenstadt das Stadtgebiet, auch ihr Verlauf in der heutigen Wiener Innenstadt ist weitgehend gesichert. Am Rennweg traf sie auf die aus dem Südtor führende via decumana, die Vindobona mit Scarbantia (Szombathely) verband. An der heutigen Ringstraße führte eine Abzweigung nach Aquae (Baden), das vermutlich auch als Heilbad für die Garnison des Legionslagers diente. Die Straße führte dann über den Semmering-Pass in das Mur- und das Mürztal und damit in weiterer Folge zu den großen inneralpinen Erz- und Salzlagerstätten. Im Westen traf die Limesstraße am heutigen Schottentor auf die aus dem Westtor kommende Straße. Auf der aus dem Osttor führenden Straßentrasse gelangte man über Wollzeile und Landstraßer Hauptstraße im Bereich des Rennweges (Zivilstadt) wieder zurück auf die Limesstraße. Die Straße durch das Nordtor (via praetoria) querte in der Leopoldau die Donau und führte von dort aus weiter über Wien-Aspern in das Gebiet des freien Germaniens. Eine Straße durch das Flusstal der Wien verband Vindobona mit den Siedlungen im Wienerwald und im Tullnerfeld.

## Name
Der Name Vindobona (Betonung: Vinˑdoˑboˑna) lässt sich aus dem Keltischen ableiten und ist ein Komposit aus zwei Gliedern, dessen erstes Glied vindo- zu keltisch uindo- mit der Bedeutung „weiß“ (vgl.die einzelsprachlichen Varianten: bretonisch gwenn, walisisch gwynn und irisch finn) oder dem Personennamen Vindos gehört. Das zweite Glied, das Substantiv -bona hat im Keltischen die Bedeutung „Quelle (Fluss), Gründung (Siedlung/Dorf)“. Vindobona lässt sich daher als Uindo-bona, „weiße Gründung, Boden, Dorf oder Gut“ auflösen. Die vormals römischen Ortsnamen Windisch (Vindonissa), Regensburg (Ratisbona) und Lillebonne (Iuliobona) enthalten jeweils eines der beiden Elemente.
Daneben ließe sich Vindobona auch als „Gut oder Hof des Vindos“ übersetzen, da Vindo bei den Kelten ein recht häufiger Personenname war. Mangels archäologischer Nachweise für die Existenz einer römischen Siedlung vor dem Bau des claudisch-neronischen Hilfstruppenkastells bietet sich die Erklärung an, dass die Römer den Ortsnamen von einem in der Nähe gelegenen keltischen Hof oder dem bojischen Oppidum auf dem Leopoldsberg übernommen haben. Heute nimmt man jedoch an, dass Vindobona nicht von der keltischen Siedlung auf dem Leopoldsberg, sondern von einem sich nahe dem Legionslager befindlichen keltischen Landsitz entlehnt wurde. Auf antiken Inschriften wird Vindobona meist als VIND oder VINDOB abgekürzt. Eine frühe Erwähnung hat sich als Vin[…] auf einer Ehreninschrift in Rom erhalten, welche auf den Beginn des 2. Jahrhunderts datiert wird. Weitere Belege finden sich auf Ziegeln des Marcus Antonius Tiberianus, der die Buchstabenfolge VINDOB auf seine Produkte stempelte (Datierung: spätes 2. Jahrhundert). Seine Fabrik war im heutigen 3. Bezirk (Mechelgasse 1) ansässig.
Vom klassischen Latein über das im Wiener Becken gesprochene mundartliche „Romanisch“ mit keltischen Elementen verwandelte sich Vindobona vermutlich im Laufe der Zeit zu Vindovona, Vindovina, Vindomina. Über nicht erhaltene Formen in Sprachen, die während der Völkerwanderung im Wiener Raum gesprochen wurden, entwickelte sich das slawische Videnica, Vidunji, Viden (wie es heute noch im Tschechischen heißt) und schließlich das deutsche Wienne und „Wien“. Ein etymologischer Zusammenhang des heutigen Ortsnamens Wien mit dem keltisch-römischen Vindobona ist dennoch nicht nachzuweisen. Wahrscheinlich ist aber Wieden, der heutige 4. Wiener Gemeindebezirkes, eine Kurzform des römischen Ortsnamens. Der althochdeutsche Name Wenia, von dem das heutige Wien abzuleiten ist, könnte dagegen auf die keltoromanische Bezeichnung des Wienflusses, Vedunia („Waldbach“), zurückgehen; auch eine slawische Zwischenform wäre denkbar, ist aber bislang nicht hinreichend belegt.
Stadt und Legionskastell werden in zahlreichen antiken Quellen erwähnt:
- Die früheste bekannt gewordene Erwähnung von Vindobona stammt von einem Fragment einer Ehreninschrift aus Rom (spätes erstes Jahrhundert).
- Claudius Ptolemäus erwähnte Vindobona in seinem Werk Geographike Hyphegesis als Iuliobona oder Vilobona, wo auch seine geographische Lage näher angegeben wird.[11]
- In der Tabula Peutingeriana wurde Vindobona durch eine Zweiturmvignette als Etappenstation an der Limesstraße markiert.[12]
- Im Itinerarium Antonini erscheinen sie als Vindomana/Vindomenia,[13] und Vindobona/Vendobona.[14]
- In der Notitia dignitatum ist Vindomarae/Vindomanae als Stationierungsort von zwei Einheiten unter dem Befehl des Dux von Ufernoricum und der Pannonia I aufgelistet.[15]
- In Vegetius’ Kriegshandbuch Epitoma rei militaris werden sie als Bendobona bezeichnet.[16]
- Beim spätrömischen Chronisten Jordanes erscheinen sie als Vindomina/Vendomina.[17]

## Funktion
Der Uferstreifen der Donau zwischen Klosterneuburg und Hainburg gehörte zu den am stärksten gefährdeten Grenzabschnitten des Römischen Reiches. Er war besonders von elbgermanischen Stämmen aus dem Norden bedroht. Dies war auch der Grund, warum dort in relativ kurzem Abstand zu Carnuntum ein weiteres Legionslager als dessen westlicher Flankenschutz entstand. Zu den weiteren Aufgaben der Besatzung zählte die Überwachung und Signalweitergabe am Donaulimes, die Kontrolle der Handelswege, der Donau und der Limesstraße. Vindobona entwickelte sich zwar im Laufe der Zeit zu einem regionalen wirtschaftlichen, militärischen und kulturellen Zentrum, stand aber bis weit in die Spätantike im Schatten des benachbarten Carnuntum.

## Forschungsgeschichte
Die römische Baugeschichte Wiens lässt sich nicht nur anhand von baulichen Überresten erkennen, sondern zeichnet sich auch in den heutigen Straßenzügen und deren Namensgebung ab.
Die älteste bekannte Beschreibung der Stadt Wien wurde von Gutolf von Heiligenkreuz verfasst. Da die Lagermauer damals noch weitgehend aufrecht stand, bezeichnete er sie in seiner Translatio sanctae Delicanae als „...gewaltige und uralte Mauern der Stadt Favianis, die noch auf die Römer zurückgehen sollen...“. Zur Zeit des Bischofs Otto von Freising († 1158) bezog man die Erkenntnisse zur römischen Vergangenheit des Landes in erster Linie aus der Vita des Heiligen Severin, dem „Apostel der Noriker“, deswegen hielt man sie auch fälschlicherweise für die Überreste des spätantiken Kastells Favianis, heute Mautern an der Donau, den Schauplatz seiner ersten Klostergründung in der Provinz Noricum. Dieser Irrtum hielt sich bis weit ins 19. Jahrhundert. Letzte Zweifel konnten erst durch die Grabungen in Heiligenstadt von 1952/53 endgültig beseitigt werden. Erste römische Funde müssen schon beim Bau der Babenbergerresidenz, der Burg „am Hof“ und des Schottenklosters gemacht worden sein. Sie beeinflussten vermutlich auch die zeitgenössische darstellende Kunst. Die ältesten Reitersiegel der Babenberger aus dem 12. Jahrhundert könnten Motiven auf römischen Soldatengrabsteinen nachempfunden worden sein.

### 13. bis 16. Jahrhundert
Die ersten Hinweise über römische Funde in Wien stammen aus dem 13. Jahrhundert. Auch der Chronist Jans der Enikel berichtet in seiner Fürstenchronik, dass Wien das antike Faviana und bereits ummauert gewesen sei. Die möglicherweise intentional fälschliche Gleichsetzung mit Favianis erfolgte aber durch Otto von Freising. Otto inszenierte so seinen Bruder Heinrich II. Jasomirgott (seit 1156 Herzog von Österreich) als Fürsten über die Noriker. Es fällt auf, dass Heinrich dann annähernd zeitgleich Wien zu seiner Residenz bestimmte, so dass man annehmen kann, dass die unkorrekte Favianis-Wien-Identifikation für den Aufschwung der Stadt wohl als „ideologischer Anschub“ diente. Im Fürstenbuch des Jans Enikel ist unter anderem auch der „Perchhof“ (Berghof) angeführt. Da an seinem Standort auch später zahlreiche antike Hinterlassenschaften ans Tageslicht kamen, hielt es Paul Uiblein nicht für ausgeschlossen, dass auch römisches Mauerwerk beim Bau des Gebäudes verwendet bzw. einbezogen wurde und dies zusätzlich die Entstehung der Legende über Wiens angeblich ältestes Bauwerk förderte. 1277 schenkte der Bischof Konrad von Freising einem Magister Heinrich ein durch ein Feuer zerstörtes und baufälliges Steinhaus ab extremitate muri neben dem alten Turm, das sich bis zur St.-Georgs-Kapelle von Osten nach Westen erstreckte. Diese Kapelle gehörte zum ehemaligen, seit 1468 sog. Freisinger Hof (heute Trattnerhof/Graben), 47 der noch durch einige historische Pläne lokalisierbar ist. Dieser alte Turm wurde durch Friedrich Kenner mit Befunden in der Goldschmiedgasse 5–7 in Zusammenhang gebracht und von ihm als ein Überrest der Lagerbefestigung angesehen. Gutolf von Heiligenkreuz schreibt in seiner Translatio Sanctae Delicianae aus der 2. Hälfte des 13. Jahrhunderts, dass römische Mauern noch aufrecht standen. Die ersten Ansätze für die wissenschaftliche Erforschung des römischen Wien gehen auf das 15. Jahrhundert zurück. Der Theologe Thomas Ebendorfer von Haselbach erwähnte in seiner Chronica Austrie wiederum den Berghof als ältesten Bau Wiens und nahm an, dass die Stadt schon unter Gaius Iulius Caesar gegründet wurde. Am Ende des 15. Jahrhunderts wurde jedoch den römischen Bodendenkmälern nur wenig Aufmerksamkeit geschenkt. Man konzentrierte sich allein auf die Enträtselung des antiken Ortsnamens und auf das Sammeln von Inschriften, von denen zwei 1493 in der Wipplingerstraße gefunden wurden und eine vor der Wiener Universität aufgestellt war. Im zweiten Viertel des 16. Jahrhunderts sammelte der Leibarzt des Wiener Kaiserhofes, Wolfgang Lazius, systematisch Berichte über römische Bodenfunde in Wien bzw. römische Altertümer und Inschriften, publizierte sie und stellte einige von ihnen in seinem Haus, dem Lazenhof am Bauernmarkt, aus. Bis auf fünf Exemplare gingen sie wieder verloren. Eine weitere Inschriftensammlung geht auf den Festungsbaumeister Hermes Schallauczer zurück, der zwischen 1553 und 1559 bei Ausbesserungs- und Verstärkungsarbeiten an der Wiener Stadtmauer sechs antike Inschriftensteine bergen konnte. Mit dem Ende der Renaissance verloren die Gelehrten jedoch wieder das Interesse an der römischen Vergangenheit Wiens.

### 18. und 19. Jahrhundert
Zwischen dem Ende des 17. und der Mitte des 18. Jahrhunderts konnten zwei römische Sarkophage, ein Münzhort und das Fragment einer Namensliste der Legio X geborgen werden. Um 1800 entdeckte man bei der Anlage des Neustädter Kanals im 3. Bezirk antike Baureste und Gräber. Die Beifunde wurden aber meist sofort an Privatsammler verkauft. Zur Mitte des 19. Jahrhunderts widmete sich Anton von Steinbüchel wieder verstärkt der Erforschung römischer Inschriften aus Wien. Fundbeschreibungen wurden von Adolf Schmidl zwischen 1844 und 1848 in den Österreichischen Blättern für Literatur und Kunst publiziert. 1849 bis 1867 veröffentlichte auch Johann Gabriel Seidl Fundberichte in seinem Archiv für Kunde österreichischer Geschichtsquellen. In der zweiten Hälfte des 19. Jahrhunderts erfuhr die Stadtarchäologie durch den Abriss der Stadtbefestigungen einen neuen Aufschwung. Im Jahr 1865 begann man unter der Leitung von Friedrich von Kenner vom k.k. Münz- und Antikenkabinett mit der nach streng wissenschaftlichen Methoden durchgeführten Dokumentation der Befunde, einer systematischen Aufnahme der Steindenkmäler und der Suche nach dem genauen Standort des Legionslagers. Unterstützt wurde er dabei von Josef Hilarius Nowalski de Lilia, der einen archäologischen Fundnachrichtendienst organisierte, mit dessen Hilfe er die damals zahlreichen Baustellen in der Innenstadt von Wien lückenlos überwachen und antike Funde sofort sicherstellen konnte. Besonders die spätantiken Gräber wurden im 19. Jahrhundert akribisch dokumentiert. Auch im Bereich der canabae legionis galt das Interesse lange nicht dem Siedlungsbefund, sondern ausschließlich den Gräberfeldern.

### 20. und 21. Jahrhundert
Im Jahr 1901 gründete die Stadt Wien einen „Gemeinderatsausschuß zur Förderung der archäologischen Erforschung Wiens“. Auf dessen Betreiben wurde 1903 das Römische Museum der Stadt Wien eingerichtet. Zu seinem ersten Direktor wurde Nowalski de Lilia bestellt. Wilhelm Kubitschek und Emil Polaschek (Römermuseum Wien) leiteten die Ausgrabungen in der Wipplingerstraße und am Hohen Markt. Polaschek beschäftigte sich in erster Linie mit der Erforschung des Lager-Grundrisses. Begünstigt durch die verstärkte Bautätigkeit zur Jahrhundertwende kamen nach und nach immer mehr Reste des Legionslagers ans Tageslicht, so zum Beispiel bei der Hohen Brücke das Westtor (1900–1903). Auch der Verlauf der südlichen Mauer konnte von der ehemaligen Südwestecke der heutigen Naglergasse bis zum Graben erstmals nachverfolgt werden. Kubitschek gelang schließlich seine exakte Lokalisierung und auch die der Zivilstadt im 3. Bezirk. Ab 1946 wurden die Forschungsarbeiten von Alfred Neumann, Mitarbeiter des Historischen Museums der Stadt Wien, weitergeführt. Ihm gelang bei den Arbeiten zur Beseitigung der Kriegsschäden die Bergung weiterer wertvoller Funde und die archäologische Klärung wichtiger historischer Zusammenhänge. Neumann sind auch zahlreiche Detailerkenntnisse über das Legionslager zu verdanken. Bei Wiederaufbauarbeiten im Stadtzentrum wurden Gebäudereste der Innenbebauung des Lagers, wie zum Beispiel die einer Therme am Hohen Markt, gefunden. Bei den Baumaßnahmen barg man vor allem große Mengen von Keramikscherben und Kleinfunden. Neumann initiierte auch die Einrichtung der archäologischen Schauräume an Hohen Markt und Am Hof. Sein Amt wurde später von Ortolf Harl übernommen, der die Wiener Stadtarchäologie neu organisierte. Weitere Forschungsergebnisse wurden vor allem beim Bau der Wiener U-Bahn ab den 1970er Jahren, bei Grabungen am Wildpretmarkt (im Jahr 1980, bei der Identifizierung der Kasernen der 1. Kohorte und Grundrissrekonstruktionen in Abgleich mit Altgrabungen), am Michaelerplatz, auf der Freyung und in Unterlaa (Johanneskirche) gewonnen. Die Ausgrabung in den Jahren 1989 und 1990 am Rennweg Nr. 44 erbrachte weitere Befunde von Gebäuden und Werkstätten. Bei den Grabungen am Michaelerplatz 1990/1991 und auf der Freyung zwischen 1992 und 1994 sowie am Neuen Markt konnten die Baustrukturen der canabae näher untersucht und dabei auch die Siedlungschronologie bestimmt werden. Auch die Grabungen zwischen 1995 und 1998 am Judenplatz erbrachten wieder eine Fülle von neuen Informationen.
Zwischen 1994 und 2000 grub man wieder auf dem Areal der Zivilstadt. Dabei stellte man fest, dass die dort aufgefundenen Spitzgräben nicht von einem Militärlager stammen konnten. Die Wiener Stadtarchäologie erfasste bis 1998 die Fundstellen in einer Datenbank und arbeitete die Altgrabungen auf. Von 2000 bis 2011 konnten wieder Siedlungsbefunde, Straßen, Gräber, Öfen und ein Teil der Befestigung der Zivilstadt aufgedeckt werden. Ende 2012 bis Anfang 2013 führte die Stadtarchäologie Wien in der Steinergasse und der Geblergasse auf dem Areal der ehemaligen Legionsziegelei wieder Ausgrabungen durch. Dabei konnten zwei nebeneinander stehende, noch gut erhaltene Ziegelbrennöfen untersucht werden. Vor allem die Notgrabungen im Zuge von Neubauten führen immer wieder zu neuen Erkenntnissen über das Wien in römischer Zeit.
Im Mai 2019 wurden, wieder bei einer Notgrabung, erstmals die Fundamentsteine der Porta Decumana, des Südtors, archäologisch bestätigt und somit seine exakte Lokalisation möglich. Das Fundament liegt an der Ecke Naglergasse–Tuchlauben.
Während der Arbeit zu seiner Dissertation fand der Historiker Niklas Rafetseder die Bedeutung einer Bronzetafel heraus, deren Fragment schon 1913 entdeckt wurde und die fast 100 Jahre unbeachtet im Depot des Wien Museums lag. Es gelang ihm, aus den erhaltenen 41 Buchstaben die wahre Bedeutung dieses nur 13,2 × 5,5 × 0,4 cm großen Metallstücks zu entschlüsseln – das Fragment war Teil einer Stadtrechtstafel. Somit besaß wohl bereits das römische Vindobona etwa 1000 Jahre davor das Stadtrecht (Municipium), lange vor dem mittelalterlichen Wien (seit 1221). Ende Oktober 2024 wurde im Wien-Simmering ein Massengrab aus römischer Zeit aufgedeckt. Skelette von bis zu 150 römischen Soldaten weisen auf einen blutigen Kampf vor knapp 2000 Jahren hin. Entdeckt wurden ihre Überreste bei der Sanierung eines Fußballplatzes. Ein Grabungsteam der Novetus GmbH unter der Grabungsleitung von Anette Slonek in Zusammenarbeit mit einem Team der Stadtarchäologie um die Archäologin Kristina Adler-Wölfl konnte mindestens 129 zusammenhängende Individuen dokumentieren. Man schätzt die Gesamtzahl der dort bestatteten Opfer aber auf mehr als 150. DNA- und Isotopenanalysen lassen auf neue Erkenntnisse zur Herkunft und den Lebensbedingungen der in der Hasenleitengasse bestatteten Soldaten hoffen.

## Entwicklung

### Vorrömische Zeit
Das Wiener Becken war schon in vorrömischer Zeit ein begehrter Siedlungsboden. Funde der neolithischen Donau-Kultur im Wiener Prater stammen aus der Zeit um 3000 v. Chr. Die hauptsächlich Ackerbau betreibende Bevölkerung (Boier, ostalpine Kelten) lebte in kleinen verstreuten Dörfern. Die Kelten wanderten im 4. Jahrhundert v. Chr. ins Wiener Becken ein. In dieser Zeit entstand wahrscheinlich auf dem Leopoldsberg ein befestigtes Oppidum der Boier. Ob auch schon in der Ebene um den zukünftigen römischen Siedlungsplatz in dieser Zeit Keltensiedlungen angelegt wurden, ist unbekannt, aber aufgrund der fruchtbaren Böden doch sehr wahrscheinlich. Spätlatènezeitliche Befunde in der Ungargasse sowie Spuren von Holzstrukturen im Bereich des Legionslagers und in der Klimschgasse bei der Klinik Landstraße (vormals Rudolfstiftung) deuten darauf hin. Eine Bojersiedlung wird auf der Stadtterrasse östlich des Wienflusses, im heutigen 3. Bezirk, vermutet (Keramikfunde).

### 1. Jahrhundert
In der zweiten Hälfte des 1. Jahrhunderts v. Chr. drangen Daker und Boier von Osten bis in das regnum Noricum vor. Zu seinem Schutz mussten die mit den Norikern verbündeten Römer immer wieder Truppenkontingente in Marsch setzen. Nach einem großangelegten Plünderungszug von Norikern und Pannoniern nach Istrien unterwarf Augustus 16/15 v. Chr. auch die östlichen Alpenvölker und besetzte ihre Siedlungsgebiete bis zur Donau (Augusteische Alpenfeldzüge). Bei diesem Feldzug gelangte die römische Armee auch nach Vindobona. Hier fanden sie einen außerordentlich günstig gelegenen Siedlungsplatz vor, eine eiszeitliche Terrassenlandschaft, die von Wasserläufen umgeben war. Um 15 v. Chr. wurde das Königreich Noricum dem Römischen Reich einverleibt und die Donau damit zur neuen Reichsgrenze. Vermutlich um das Jahr 14 wurde auch das Wiener Becken in die Provinz Pannonien eingegliedert. Bis zur Ankunft der Römer wurde die Region noch vom Oppidum auf dem Leopoldsberg aus beherrscht. Möglicherweise war es auch die namensgebende Siedlung für den späteren Legionsstandort. Sonst ist darüber nur wenig bekannt, oberirdisch sind nur seine Wälle noch anhand von leichten Geländeerhebungen zu erkennen.
Das Fundgut deutet auf Gründung eines ersten römischen Stützpunktes in claudisch-neronischer Zeit hin. Vermutlich handelte es sich nur um ein kleineres, provisorisches Lager, vielleicht um einen Außenposten des Legionslagers von Carnuntum. Bei den Ausgrabungen am Hohen Markt wurden diverse Holzkonstruktionen und Beifunde aus dem 1. Jahrhundert untersucht, die von Hertha Ladenbauer-Orel als Überreste eines Kastells interpretiert wurden. In der Zeit der Herrschaft Neros und Galbas (54 bis 69) wurde es noch etwas weiter ausgebaut. Hier fand man unter anderem auch Ziegel der kaiserlichen Ziegelei Pansiana, die in Aquileia gebrannt worden waren. Dies lässt den Schluss zu, dass die Region um Vindobona damals noch nicht sehr weit entwickelt war, da selbst die Ziegel aus Oberitalien herangeschafft werden mussten. Geringe Mengen an aufgefundenen norditalischen Gefäßfragmenten, die ab claudischer Zeit hergestellt wurden, unterstützen ebenfalls diese Annahme. Gleichzeitig gilt ein Großteil dieser Scherben – Teller mit Appliken – als Nachweis für die Anwesenheit römischer Hilfstruppen im 1. Jahrhundert n. Chr. Weitere Keramikfunde, diesmal aus der Regierungszeit der Flavier, lassen annehmen, dass zu dieser Zeit dort auch ein Handelsplatz existiert haben muss.
Um die keltische Bevölkerung besser kontrollieren zu können, ließen die Römer nach der Konsolidierung ihrer Herrschaft alle oppida zwangsweise räumen und zerstören. Die meisten ihrer Bewohner wurden in Vindobona angesiedelt. Die übrige indigene Bevölkerung zog sich in die Täler des Wienerwaldes zurück. Nach 41 begann auch der systematische Ausbau des Donaulimes. Die Trasse der Limesstraße wurde vermutlich schon zur Zeit des Tiberius geplant und von der Legio XV angelegt. Ab da muss zumindest schon der Abschnitt über die Wiener Stadtterrasse existiert haben. Am westlichen Rand des Wiener Beckens wurden Wachtürme errichtet. Vom Nussberg aus hatte man zum Beispiel Sichtkontakt zum Pfaffenberg bei Carnuntum. Von diesen Anhöhen aus war das Hinterland zwischen Vindobona und Carnuntum gut einzusehen. Vindobona entwickelte sich ab dem späten 1. Jahrhundert n. Chr. zu einem Legionskastell mit einer prosperierenden Militär- und Zivilstadt (Canabae Legionis bzw. Municipium). Ersteres wurde vermutlich in der Regierungsperiode des Domitian oder des Trajan errichtet, der sich im Jahr 98 u. a. auch in Pannonien aufhielt. In dieser Zeit wurde wohl auch die Limesstraße nach Carnuntum weiter ausgebaut.

### 2. Jahrhundert
An den nördlichen Reichsgrenzen herrschte zu dieser Zeit weitgehend Ruhe, da Rom mit den meisten benachbarten Germanenstämme Bündnisverträge abgeschlossen hatte. Die lang anhaltende Friedensperiode (pax Romana) ermöglichte eine stetige Expansion der Lager- und Zivilstadt. Auf dem linken Donauufer ist ab dem 2. Jahrhundert unter anderem eine germanische Siedlung mit einem Handelsplatz nachweisbar. Zwischen 103/104 wurde die Provinz in Ober- und Unterpannonien geteilt. Vindobona befand sich nun auf dem Gebiet der Provinz Oberpannonien (Pannonia Superior). In Oberpannonien selbst war die römische Herrschaft so weit gefestigt, dass auch Vexillationen der Legio X Gemina zur Niederschlagung des Bar-Kochba-Aufstandes (132–135) in Judäa und für einen Einsatz im Krieg gegen die Mauren unter Antoninus Pius in Nordafrika abgezogen werden konnten (145–152).
Das Siedlungsgebiet erweiterte sich im Laufe der Zeit weiter nach Süden bis in die Flusstäler der Wien und der Liesing. Wasserleitungen, Tempel und Gräberfelder wurden angelegt. Zivilisten und Legionssoldaten wurden von römischen Gutshöfen (Villae rusticae) aus der Umgebung mit Nahrungsmitteln versorgt, eine davon wurde in Unterlaa aufgedeckt (siehe unten). Neben Einrichtungen des Militärs wie zum Beispiel Steinbrüche (Sievering), Ziegeleien (Hernals) entstanden rund um Vindobona auch einige von Veteranen gegründete Siedlungen (Inzersdorf). In der Zeitperiode zwischen Hadrian und Antoninus Pius erreichte Vindobona seine höchste Blüte. Zu dieser Zeit dürften dort rund 30.000 Menschen gelebt haben, die einheimischen Kelten und die eingewanderten Römer vermischten sich und gingen in der zweiten und dritten Generation im neuen Volk der Romanen auf.
Von 166 bis 169 beendeten die Einschleppung der Antoninischen Pest und die Überwindung des Limes durch Markomannen und Quaden unter ihrem Heerkönig Ballomar zwischen Carnuntum und Vindobona das Goldene Zeitalter des Römischen Reiches (Erster Markomannenkrieg). Legionslager, Lagerstadt und Zivilstadt wurden zum großen Teil verwüstet. Ob das Legionskastell von den Invasoren eingenommen oder von der Besatzung planmäßig geräumt und angezündet wurde, um es für den Feind unbrauchbar zu machen, konnte bislang nicht geklärt werden. Münzhorte belegen, dass wohl auch die Zivilbevölkerung große Verluste hinnehmen musste. Vermutlich brach damals die römische Herrschaft im Wiener Becken vollkommen zusammen. Zwischen 170 und 178 gelang es Mark Aurel nach langwierigen Kämpfen Pannonien wieder zu befrieden, Vindobona wurde von der römischen Armee erneut besetzt. Als nächsten Schritt plante Rom, die Siedlungsgebiete der Angreifer nördlich der Donau zu okkupieren und als neue Provinz Markomannia ins Reich einzugliedern. Dazu kam es jedoch nicht mehr, denn schon 177 fielen die Markomannen erneut in Pannonien ein (zweiter Markomannenkrieg). Ein Gegenschlag erfolgte wohl von Vindobona aus, da zwei große temporäre Feldlager nördlich der Donau, Stillfried an der March und Charvátská Nová Ves direkt an der vom Wiener Legionslager ausgehenden Vormarschroute liegen. Der Historiker Aurelius Victor berichtete, dass der amtsmüde Kaiser, der dort wohl während der Markomannenkriege eines seiner Hauptquartiere hatte, schließlich am 17. März 180 „in Vendobonae“ an der Pest verstarb, sein tatsächlicher Sterbeort dürfte jedoch die Stadt Sirmium an der unteren Donau gewesen sein.
Die Kämpfe des Zweiten Markomannenkrieges hatten auf die Region um Wien keine unmittelbaren Auswirkungen mehr und man konnte deshalb relativ ungestört mit dem Wiederaufbau beginnen. 193 gelangte der in Carnuntum residierende Statthalter Septimius Severus mit Hilfe der kampfstarken Donauarmee auf den Kaiserthron, was für die pannonischen Limesgebiete und auch Vindobona einen neuerlichen wirtschaftlichen Aufschwung zur Folge hatte. Da ihn die pannonischen Legionen bei seiner Thronbesteigung besonders tatkräftig unterstützt hatten, war er diesen Provinzen zu besonderem Dank verpflichtet.
1913 wurde bei Ausgrabungen Am Hof das Bruchstück einer beschrifteten Bronzetafel gefunden. Anhand von Vergleichen mit anderen derartigen Texten könnte auf ihr das Stadtrecht Vindobonas, dessen Existenz als umstritten gilt, niedergeschrieben gewesen sein. Die Tafel wird grob auf den Zeitraum zwischen 120 und 250 n. Chr. datiert.

### 3. Jahrhundert
Nach der Stabilisierung der politischen und militärischen Verhältnisse strömten bald wieder zahlreiche Neusiedler in die oberpannonische Provinz und beschleunigten den Wiederaufbau. Aus der Zeit ab dem frühen 3. Jahrhundert mehrten sich die Funde germanischer Bestattungen; auch die Anwesenheit einer riesigen kaiserlichen Armee förderte die wirtschaftliche Gesundung Vindobonas erheblich. Bei einer Inspektionsreise des Severus zwischen den Jahren 202 und 212 oder unter seinem Nachfolger Caracalla wurde die Zivilstadt zur autonomen Stadt zweiter Ordnung (Municipium) erklärt und dadurch auch gegenüber der Provinzhauptstadt Carnuntum, die kurz zuvor den Titel Colonia erhalten hatte, etwas aufgewertet. Zur selben Zeit wurde auch die Limesstraße von der Legio X zwischen Vindobona und Carnuntum repariert.
Die Nachblüte der Stadt endete in der zweiten Hälfte des 3. Jahrhunderts. Zuerst löste ein Donauhochwasser durch Unterspülung das Abrutschen großer Teile des nordwestlich gelegenen Lagerareals aus, dem auch einige Gebäude der westlichen Vorstadt zum Opfer fielen. Nachfolgende Einfälle der Markomannen, Quaden, Alamannen, Sarmaten und Vandalen (258–260 und 270–283) führten neuerlich zu schweren Verwüstungen in der ganzen Provinz. Ob auch Vindobona davon betroffen war, konnte archäologisch nicht bestätigt werden. Schließlich wurde auch Oberpannonien unter Diokletian um 293 in zwei neue Provinzen geteilt, Pannonia I und Savia. Vindobona gehörte nun verwaltungsrechtlich zur Pannonia I.

### 4. Jahrhundert
Die Militärreformen in der Spätantike unter Diokletian und Konstantin I. (3. bis 4. Jahrhundert) reduzierten schrittweise die Mannschaftsstärke der Legio X. Die dadurch frei gewordenen Flächen im Kastell wurden nach der Zerstörung von Lager- und Zivilstadt von der Bevölkerung als Wohn- und Werkplätze übernommen. Das Legionskastell verwandelte sich in eine Art Festungsstadt (Oppidum) mit militärischer Besatzung. Die weitgehend verwüsteten Vorstädte wurden fast vollständig aufgegeben und größtenteils einplaniert. Das Abbruchmaterial wurde zur Ausbesserung der Lagermauer und Errichtung von zusätzlichen Verteidigungsanlagen verwendet. Entlang der Ausfallstraßen entstanden neue Gräberfelder. Zwischen 320 und 325 wurde Vindobona Bischofssitz, der Amtsinhaber vertrat seine Gemeinde auch beim Konzil von Nicäa. 342 besuchte Kaiser Constans Pannonien und passierte dabei wahrscheinlich auch Vindobona. Unter Valentinian I. (364–375) wurde der pannonische Limes noch einmal verstärkt. Er dürfte der letzte römische Kaiser gewesen sein, der sich in Vindobona aufhielt.
Im Jahr 375 oder 378 brannten die Sarmaten das benachbarte Carnuntum nieder, worauf das Hauptquartier der Donauflotte, classis Histrica, nach Vindobona verlegt werden musste. Nach der katastrophalen Niederlage der oströmischen Armee gegen die Greuthungen und Alanen bei Adrianopel im Jahr 378 wanderten Hunnen- und Germanenstämme nach Pannonien ein und wurden dort als Foederaten angesiedelt. Diese Ereignisse schlugen sich auch im Fundgut aus dem Lager und der Gräberfelder von Vindobona nieder. Laut der Notitia dignitatum waren in der Pannonia Prima unter anderem markomannische Foederaten stationiert, die von einem Tribunen (tribunus gentis Marcomannorum) befehligt wurden. Dieser schlug seine Residenz vermutlich auf dem Oberleiser Berg auf. Mit dem Vordringen der Hunnen unter Attila nach Westen erreichte die Völkerwanderung ihren ersten Höhepunkt, deren Auswirkungen auch in Vindobona deutliche Spuren hinterließen. In dieser Zeit gingen die meisten Militärsiedlungen an der mittleren Donau unter, was auch mit einem weiteren Einfall der Markomannen um 395 zusammenhängen könnte.

### 5. Jahrhundert
Wie mehrfach an norischen und pannonischen Kastellplätzen zu beobachten war, setzte auch im Vindobona des beginnenden 5. Jahrhunderts der endgültige Niedergang der römischen Kultur bzw. der römischen Siedlungstätigkeit ein. 401 überschritten die Vandalen den Limes. Danach verheerten zwischen 405 und 406 die Ostgoten unter Radageis auf ihrem Zug nach Italien das ehemalige Legionslager, trotzdem wurde es aber anscheinend teilweise wieder aufgebaut. Ein Münzhort am Fleischmarkt wurde um 408 (Schlussmünze) verborgen, wahrscheinlich zum Zeitpunkt des Endes der Römerherrschaft über Vindobona. 433 trat Kaiser Theodosius II. das westliche Pannonien per Föderatenvertrag an die Hunnen ab. Vindobona lag zu dieser Zeit wohl zum größten Teil in Trümmern. In der zweiten Hälfte des 5. Jahrhunderts brechen auch auf dem Boden des Legionslagers die Bebauungsspuren größtenteils ab. Das Ende des Legionslagers konnte gut an den eingestürzten Dächern der Kasernen beobachtet werden. Über ihnen lag eine Schicht, in der zwar keine Neubauten mehr nachzuweisen waren, aber noch vereinzelt spätantike Funde geborgen werden konnten. Darüber lag eine fundleere Schicht, die ohne erkennbaren Übergang zu den hochmittelalterlichen Fundhorizonten überleitete. Für eine Weiterbesiedlung während der „Dunklen Jahrhunderte“ käme einzig das Areal um die Ruprechtskirche in Frage, wo sich aber bisher keine Gelegenheit für eine neue wissenschaftliche Ausgrabung bot.
In vorangegangenen archäologischen Grabungen konnte jedoch eindeutig nachgewiesen werden, dass in der Ostecke des Legionslagers, heute das Areal um die Ruprechtskirche, die Besiedlung durch die mannigfaltigen Umwälzungen zu Beginn des 5. Jahrhunderts nicht beeinträchtigt wurde. Dort waren deutlich die Spuren einer frühmittelalterlichen Siedlung in Wien erkennbar. Dieser Befund passt auch zur Aufdeckung langobardischer Gräber in der Salvatorgasse (6. Jahrhundert). Er wird auch durch die Angaben des Jans Enikel über die Bedeutung des Berghofs in alter Zeit gestützt. Hinzu kommt die besonders geschützte Lage dieses Abschnitts (der höchstgelegene Punkt des ehemaligen Legionslagers) und die Gründung der Ruprechtskirche in karolingischer Zeit.
Die Stadt war der Legende nach auch Schauplatz einer Episode des Nibelungenliedes. Nach dem gewaltsamen Tod Siegfrieds reiste Kriemhild mit großem Gefolge der Donau entlang ins Land der Hunnen (Pannonien), um sich mit deren König zu vermählen. Etzel zog ihr auf halbem Weg entgegen und die Hochzeitsfeierlichkeiten wurden in Vindobona abgehalten. 453 siedelten sich die Rugier in seinem Umland an. Nach dem von den ostgermanischen Gepiden eingeleiteten Ende des Hunnenreiches im Zuge der Schlacht am Nedao versuchte der weströmische Kaiser Avitus (455–456) im Herbst 455 Pannonien zurückzugewinnen, das schon seit langem ein Zankapfel zwischen Ravenna und Konstantinopel war. Die Herrschaft Westroms über die Provinz scheint zu dieser Zeit aber auch offiziell beendet gewesen zu sein, denn es war der oströmische Kaiser Markian (450–457), der es den Ostgoten gestattete, sich auf dem Land zwischen Sirmium und Vindobona niederzulassen. 473 übernahm der Heerführer Odoaker die Herrschaft über das Kernland des Weströmischen Reiches, Italien, und setzte den Kaiser in Ravenna ab. Das Legionslager war wohl – spätestens ab der Mitte des 5. Jahrhunderts – von seinen Bewohnern nach und nach verlassen worden. Ein Großteil der romanischen Volksgruppe wanderte nach der Vernichtung des Rugierreiches um 488 auf Anordnung des Odoaker nach Italien ab. Grabfunde in der Nähe des Legionslagers deuten auf die Anwesenheit von ostgermanischen und hunnischen Foederaten in dieser Zeit hin.

### Frühmittelalter
Das frühe Wien entwickelte sich offenbar innerhalb der römischen Lagermauern, das im 5. Jahrhundert seine militärische Funktion verlor. Die Siedlungstätigkeit brach spätestens gegen Mitte des 5. Jahrhunderts innerhalb des Lagerreals ab. Von der noch in der Forschung der 1970er Jahre als sicher bewiesen geglaubten Siedlungskontinuität ist heute kaum noch die Rede. Das Wiener Becken wurde danach wechselweise von Goten, Langobarden und Awaren beherrscht. Wie im benachbarten Carnuntum ließen sich nach den Durchzügen diverser Heerhaufen dort sicher wieder neue Siedler (eventuell Heruler) nieder, die das Baumaterial für ihre Behausungen den Ruinen der Römerstadt bzw. dem Legionslager entnahmen. Sie verschanzten sich im ehemaligen Lagerbad und errichteten dort eine provisorische Befestigung, aus der später eine Burganlage bzw. in weiterer Folge der Berghof hervorging. Im Nordosten des Lagerareals (Fischerstiege-Fleischmarkt-Fischhof), das während der Völkerwanderungszeit als Fluchtpunkt gedient hatte, etablierte sich ein Marktplatz, der die Lebensgrundlage der neuen Bewohner sicherte. Auch das Areal um die heutige Peterskirche war noch bewohnt. Sie könnte noch auf einen antiken Vorgängerbau zurückgehen, als Kirche aber – trotz der Lazius-Legende von der Gründung durch Karl den Großen – wohl doch erst in das 11. Jahrhundert datiert werden muss. Die Siedlung um St. Peter wies haufendorfartige Züge auf und dürfte vom 5. bis zum 8. Jahrhundert bewohnt gewesen sein. Ihre Chronologie ist jedenfalls im Vergleich mit dem Siedlungsbereichen um den Berghof und St. Ruprecht eher auf das Ende dieser Zeitspanne, also auf die karolingische Epoche (um oder nach 800) einzugrenzen.
Im Jahr 489 erreichten die Langobarden die mittlere Donau und ließen sich nördlich des Stroms nieder. 511 schüttelten sie unter ihrem König Tato die herulische Oberherrschaft ab und besetzten auch Vindobona. Ihre Grabbeigaben, byzantinische Kupfermünzen aus dem 6. Jahrhundert, lassen auf rege Handelskontakte mit dem Osten schließen. Bei den Grabungen in der Salvatorgasse wurden weitere Gräber aus dieser Zeit aufgedeckt. 568 zogen auch die Langobarden in Richtung Italien ab. Bis ca. 600 waren keine weiteren Siedlungsspuren mehr zu beobachten. Einige Keramikfunde aus dem Bauschutt des Berghofs weisen zumindest auf eine Begehung der Lagerruine im Frühmittelalter im 8. und 9. Jahrhundert hin. In Vindobona herrschten nun bis zu ihrer Unterwerfung durch Karl den Großen die Awaren. Die kleine Befestigung im Lagerbad existierte noch bis ins 8. Jahrhundert, danach ist auch dort bis zum 12. Jahrhundert keinerlei Siedlungstätigkeit mehr nachweisbar. Zwischen 791 und 796 wurde Westpannonien schließlich als Teil der Awarenmark ins aufstrebende fränkische Reich eingegliedert und von den Bajuwaren kolonisiert. Die Chancen auf eine allmähliche Konsolidierung und Aufschwung der Restsiedlung schwand aber bereits in der zweiten Hälfte des 9. Jahrhunderts wieder dahin, da nun die Magyaren den Wiener Raum überrannten.
Dabei wurde der Name Wien zum ersten Mal seit der Spätantike wieder urkundlich erwähnt. Die Erwähnung von apud Wenia in den Annales Juvavenses maximi von 881 im Zusammenhang mit einer Schlacht gegen die Magyaren lässt annehmen, dass der Ort trotzdem nie gänzlich aufgegeben bzw. verlassen wurde. Als eine der Keimzellen der mittelalterlichen Stadt wurde der Ruprechtsplatz angesehen, wo sich Siedlungsreste und Funde aus dem 9. und 10. Jahrhundert häuften. Aber auch außerhalb des ehemaligen Legionslagers dürfte es in dieser Zeit bereits zu Siedlungstätigkeiten gekommen sein. Ausgrabungen im Stephansdom erbrachten Spuren von Bestattungen ab dem 9. und 10. Jahrhundert. Damit wäre die These, nur von einem Siedlungskern auszugehen, obsolet. Darüber hinaus wurde dort ein turmartiger Bau freigelegt, der älter ist als die heutige Stephanskirche. Die Ruinen wurden zum Teil noch als Bestattungsplätze genutzt.

## Außenposten
Bei Grabungen an der Kreuzung Herrengasse-Freyung fand man Überreste einer kleinen Holz-Erde-Befestigung. Vermutlich handelte es sich um einen Außenposten des Legionslagers in Carnuntum, von dem aus entweder eine Abteilung der Legio XV oder eine ca. 100 Mann starke Auxiliarkohorte die Furt über die Donau überwachte. Sie stand in der Nähe der Limesstraße, möglicherweise war darin auch eine Bauvexillation untergebracht, die mit der Anlage der Straße beauftragt war.

## Alenkastell
Das möglicherweise 4,29 Hektar große Reiterkastell befand sich im heutigen 1. Wiener Gemeindebezirk und wurde vermutlich zwischen 85 und 100 erbaut. Es könnte noch vor dem Legionslager, während oder auch kurz nach dem Feldzug Domitians gegen die Quaden, Markomannen und Jazygen, zwischen 91 und 92 n. Chr. etwas nordöstlich der Limesstraße gegründet worden sein. Im Palais Harrach wurden Überreste eines Holzbaus aus dem 1. Jahrhundert ergraben, der als Kasernenblock angesehen wurde. 1995 gelang bei Bauarbeiten in einem Kellergeschoß unter dem Innenhof des Schottenstifts der Nachweis eines 8,3 m breiten Spitzgrabens, möglicherweise der Kastellgraben. Vielleicht diente ein Abschnitt der Limesstraße als via principalis des Lagers. Das Gräberfeld seiner ersten Besatzungseinheit, der Ala I Britannica, konnte im Bereich der Stallburggasse nachgewiesen werden, nur 600 m von der Fundstelle des Spitzgrabens entfernt. Der Vicus des Lagers könnte sich von Am Hof über die Freyung bis zum Michaelerplatz hingezogen haben. Jüngste, im Bereich Freyung-Schottenkloster-Harrachpalais-Porciapalais vorgenommene Grabungen haben ergeben, dass es wohl tatsächlich dort gestanden hat, dessen Hauptachse dürfte der Straßenzug Schottengasse-Herrengasse gewesen sein.

## Legionslager
Das ca. 18 bis 18,5 ha große Legionslager wurde vermutlich um 97 n. Chr. im heutigen 1. Wiener Gemeindebezirk an einem Nebenarm der Donau in Steinbauweise errichtet.
Die Festung bot Platz für ca. 6000 Soldaten und bedeckte im Vollausbau eine Fläche von schätzungsweise 400 m × 500 m. Sie war mit ihrer Schmalseite zur Donau hin orientiert. Der Nordteil verlief geländebedingt schräg entlang der im 3. Jahrhundert entstandenen Abbruchkante (heute Am Gestade) des Lagerplateaus zum Donauufer. Das ursprüngliche Legionslager muss aber ursprünglich den klassischen rechteckigen Grundriss mit abgerundeten Ecken (Spielkartenform) gehabt haben. Die Fläche der principia wäre sonst die größte am gesamten römischen Limes gewesen. Ein in dieser Form konstruiertes Lager hätte 6000 Soldaten nicht ausreichend Platz bieten können. Das Achsenkreuz des Lagers muss im Bereich der Jordangasse gelegen haben, die West-Ost-Achse wurde von der via principalis gebildet, die zwischen der Wipplingerstraße und in der Ertlgasse verlief. Dem Lager war als Annäherungshindernis ein Grabensystem vorgelagert. Die Toranlagen konnten erwartungsgemäß im Westen, Süden und Osten lokalisiert werden.
Eine Inschrift der Legio X und das Fragment der monumentalen Bauinschrift des Osttores gelten als die ältesten epigraphischen Zeugnisse des Legionslagers. Die Innengebäude dürften von Anfang an in Stein errichtet worden sein. Die Befunde am Judenplatz zeigten jedoch, dass die Kasernen noch größtenteils aus Holz bestanden. Im 2. Jahrhundert war nur wenig Bautätigkeit nachzuweisen. In den Markomannenkriegen wurde das Lager durch ein Feuer fast komplett zerstört. Unter Mark Aurel erfolgte der Wiederaufbau, wobei noch verwendbare Mauern in die Neubauten einbezogen wurden. Das neue Lager unterschied sich offensichtlich kaum von seinem Vorgängerbau. Ab dem 3. Jahrhundert wurden wohl infolge der Truppenabzüge einige Gebäude aufgegeben oder verkleinert. Für diese Zeit war auch ein Überschwemmungsereignis nachweisbar, dem im Nordteil – wegen einer Hangrutschung – fast ein Drittel des Lagerareals zum Opfer fiel.
Durch die Grabungen am Judenplatz konnte nachgewiesen werden, dass das Lager in der Spätantike stellenweise wieder völlig neu errichtet bzw. restauriert wurde. Besser erhalten gebliebene Abschnitte der früheren Befestigungsanlagen und Innenbauten wurden weiterverwendet. Besonders der Flankenturm des Westtores ist dafür ein gutes Beispiel. Sein quadratischer Grundriss entsprach immer noch den Tortürmen spätflavischer Lager, es gab keinerlei Anzeichen dafür, dass er in spätrömischer Zeit nicht mehr verwendet wurde. Spolien wie zum Beispiel Grabsteine, Reliefs und Architekturfragmente aus früh- und mittelkaiserlicher Zeit wurden nach den Kriegswirren und der Naturkatastrophe in der zweiten Hälfte des 3. Jahrhunderts als willkommene Ergänzung des Baumaterials in die spätrömischen Befestigungen eingebaut. Diese Vorgehensweise war an allen archäologisch untersuchten Punkten des Lagers zu beobachten.
In der Mitte des 4. Jahrhunderts wurde das Lager neuerlich, vermutlich durch ein Erdbeben, schwer beschädigt. Auch die dabei offensichtlich stark zerstörte Ostmauer wurde rasch wieder aufgebaut bzw. repariert. Für diese Ausbesserungsarbeiten wurden ebenfalls vermehrt Spolien wie zum Beispiel Grabsteine von den umliegenden Gräberfeldern verwendet. Die Kastellmauer wurde später durch Zubau neuer Türme noch weiter verstärkt. Die letzte Bauphase des Legionslagers fiel in die erste Hälfte des 5. Jahrhunderts. Über die bisherige Parzellengliederungen wurden einfache Fachwerk- oder Holzgebäude auf Fundamenten aus Bruchsteinen ohne Mörtelbindung und mit hastig gegossenen Estrichfußböden gesetzt. Sie waren nicht mehr nach den Lagerachsen orientiert und hatten auch nichts mehr mit dem bisherigen römisch-militärischen Bebauungsschema gemein. Die nun mehrheitlich aus Zivilisten bestehenden Bewohner des Lagers gestalteten teilweise auch noch verwendbare Gebäude aus früheren Bauphasen in kleinere Wohneinheiten um. Ein spätantiker Burgus oder ein Restkastell in einer der Lagerecken, um die verbliebene Besatzung aufzunehmen, konnte bislang archäologisch nicht nachgewiesen werden.
Der Grundriss des Lagers lässt sich noch am Verlauf folgender Straßenzüge erkennen:
- Graben: Die Bezeichnung soll noch auf die Befestigungsgräben des römischen Lagers zurückgehen; ob der heute nicht mehr vorhandene, allerdings bis in die Neuzeit östlich am Lagerareal vorbeifließende Möhringbach ein schon in der Römerzeit künstlich angelegter Abwasserkanal war, ist nicht restlos geklärt.
- Naglergasse: Bei der Biegung der Häuserfront in Richtung Norden wird der südwestliche Eckturm des Lagers vermutet, in den südlichen Seitengassen ist auch noch das Grabensystem im Gelände sichtbar.
- Tiefer Graben: Westlicher Abschluss der Lagerbefestigung, das tief eingeschnittene, vermutlich natürlich entstandene, Bachbett des bis in die Neuzeit sichtbaren Ottakringer Baches.
- Rabensteig,
- Rotenturmstraße,
- Salzgries: Der abgeschrägte Teil im Bereich des Salzgries entstand durch die Unterspülung und Abrutschung der Nordwestecke im 3. Jahrhundert. Die Auswirkungen dieser Katastrophe sind noch an der Geländekante der Ruprechtskirche bzw. Ruprechtsstiege und bei der Kirche Maria am Gestade deutlich zu erkennen.[41]

### Lagermauer
Die Kastellmauer hatte eine Stärke von drei Metern und bestand aus Bruchsteinen, die fischgrätartig aufgeschichtet worden waren. Nach außen hin war sie mit Buckelquadern verblendet und im oberen Bereich mit Zinnen versehen. Der Südabschnitt war von Beginn an der am massivsten befestigte Teil der Wehrmauer, da dort keine natürlichen Annäherungshindernisse vorhanden waren. Er wurde in der Spätantike noch einmal erheblich verstärkt. Der exakte Verlauf der Nordmauer des 1. und 2. Jahrhunderts ist stellenweise unbekannt. Nach Unterspülung und Abrutschung des Prallhangs der Donau an der Nordwestecke des Lagers musste der nördliche Mauerabschnitt fast völlig neu aufgebaut bzw. dem Verlauf der Abbruchkante angepasst werden. Hierzu wurden an der Uferlinie zur Stabilisierung zusätzliche Stützpfeiler errichtet. Für das spätrömische Vindomarae mit seiner schon stark verringerten Besatzung war eine Lagerfläche in den früheren Ausmaßen auch nicht mehr notwendig. An Bohrprofilen aus der Gonzagagasse, deren westlicher Abschnitt sich ungefähr mit dem Verlauf der nördlichen Lagermauer deckt, waren die Auswirkungen dieser Naturkatastrophe noch deutlich erkennbar. Einige der Bohrprofile zeigten noch weit unterhalb der Schwemmschichten der Donau das Vorhandensein von Mauerresten bzw. Schuttablagerungen aus Stein-, Ziegel- und Keramikmaterial an. Selbst in zwölf Meter Tiefe stieß man noch auf hervorragend erhaltene Palisadenhölzer. Ein 1899 in der Vorderen Zollamtsstraße 5–9/Marxerbrücke gefundener Altarstein des Flussgottes Acaunus (die Personifizierung des Wienflusses) wurde vielleicht im Zusammenhang mit diesem Hochwasserereignis gestiftet. Große Teile der Kastellmauer standen noch bis weit ins Mittelalter aufrecht, wie im 13. Jahrhundert der Chronist Gutolf von Heiligenkreuz berichtete. Besonders im Westen und Süden waren Mauer und Tore noch gut erhalten, wie man anhand der heutigen Straßenzüge erkennen kann.
Mit der im September 1156 erfolgten Ernennung der Babenberger zu Herzögen von Österreich (Privilegium minus) dürfte Heinrich II. Jasomirgott Wien zu seiner Residenz ausgebaut haben, wobei ihm wohl das bayrische Regensburg als Vorbild diente. Er ließ eine Burg in der SW-Ecke des ehemaligen Legionslagers bauen (Am Hof). Zudem gründete Heinrich das Schottenkloster, vor der mittelalterlichen Stadtmauer, die dem Verlauf des Legionslagers folgte. Nur die schon zu stark zerstörte Ostmauer wurde abgerissen. Das Lagerareal wurde aufgrund der raschen Expansion der Stadt schon bald zu klein. Auch der Vorgängerbau des Stephansdoms (ab 1137) musste schon außerhalb der Mauern errichtet werden. In Folge der ersten großen Stadterweiterung unter Herzog Leopold V. um 1200 (finanziert mit dem Lösegeld für die Freilassung des englischen Königs Richard Löwenherz) wurde die Lagermauer dann vollständig abgebrochen. Das Klosterareal wurde erst nach der Stadterweiterung spätestens unter Leopold VI. (1198–1230) von der neuen Stadtbefestigung, die nun einen weitaus größeren Bereich einbezog, umschlossen. Von Kenntnis und auch Nutzung des befestigten Areals des ehemaligen Lagers in dieser Zeit zeugen Adaptierungsarbeiten an römischen Mauern sowie an den Lagerthermen. Zur Gewinnung des Baumaterials der im Mittelalter errichtete Gebäude dürften die römischen Ruinen gedient haben, andererseits wurden sie teilweise als Fundamente genutzt (Grabungen auf dem Judenplatz, im Hof des Hauses Tuchlauben 17 und Am Hof). Das dabei angefallene Steinmaterial, in dem auch noch zahlreiche mittelkaiserzeitliche Spolien enthalten waren, wurde zur Auffüllung des römischen Wehrgrabens oder für andere Bauvorhaben (zum Beispiel den Stephansdom) verwendet. Weitere Steine der römischen Mauer haben sich im Sockelbereich der Häuser Salvatorgasse 9–11/Stoß im Himmel 3 erhalten.

### Grabensystem und Annäherungshindernisse
Das südliche und östliche Glacis des Legionslagers wurde zusätzlich durch eine 55 m bis 60 m breite „Todeszone“ mit verschiedenartigen Annäherungshindernissen geschützt. Die Berme direkt vor der Lagermauer war ca. 60 cm breit. Eine Böschung fiel steil zu insgesamt drei parallel zueinander verlaufenden, 6,5 m tiefen Spitzgräben ab. Vor den Gräben befand sich ein Postenweg, der von einer Palisade gedeckt wurde. Dieser folgte eine Straße, die wohl um das ganze Lager verlief. Sie wurde durch einen 18 m breiten Sicherheitsstreifen abgelöst, der mit unregelmäßig angelegten, 1,2 m × 4,5 m großen Fallgruben gespickt war. Der südliche Lagergraben wurde bis ins 12. Jahrhundert verwendet.

### Türme und Tore
Die Mauer war mit innen angesetzten quadratischen Zwischentürmen verstärkt. An der West-, Nord- und Ostmauer ließen sich keiner bzw. nur wenige dieser Türme archäologisch nachweisen. Am Hof Nr. 9 (neue Feuerwehrzentrale) kamen in 3 m Tiefe die Reste eines 2,90 m × 1,90 m großen Zwischenturmes der Westmauer und der inneren Erdrampe (Wehrgang) zum Vorschein. Entlang der Naglergasse konnten drei Exemplare der Südmauer lokalisiert werden. Der Fund von Halbsäulenfragmenten (Pilaster), Kranzgesimsen (Kärntner Straße), monumentalen Bauinschriften und korinthischen Säulenkapitellen (Ertlgasse) lässt darauf schließen, dass die Tore mit einer triumphbogenartigen Blendfassaden dekoriert waren.
Der Standort von drei der vier Toranlagen ist jeweils durch einen ausgegrabenen Flankenturm gesichert.
- Nordtor (porta praetoria)

Seine Position ist noch unbekannt. Möglicherweise handelte sich dabei nur um eine kleine Schlupfpforte zum Hafengelände, die sich im Bereich der Kirche Maria am Gestade befand.
- Südtor (porta decumana)

Der westliche Flankenturm und ein geringer Rest des östlichen Exemplars konnten 1902 im Bereich Naglergasse-Tuchlauben lokalisiert werden. Die Kernsubstanz des Tores, das vielleicht noch bis ins 12. Jahrhundert bestand, soll sich im Peiler- oder Bairertor erhalten haben. Fundamentreste eines turmartigen Gebäudes, auf die man beim Umbau der Bognergasse stieß, stammten noch aus römischer Zeit. Das Peilertor stand an der Ecke Tuchlauben-Bognergasse und wurde 1732 beseitigt, da es den stetig anwachsenden Durchgangsverkehr behinderte. 2019 stieß man im Bereich Graben/Tuchlauben auf massive Steinquader, die bei Grabungen nach einem Gasgebrechen zum Vorschein kamen, sie gehörten zum Fundament des römischen Tors. Dank dieser Entdeckung konnte es nun exakt verortet werden. Nur wenige Meter entfernt wurde ein weiterer Quader freigelegt, der den Mittelpfeiler (spina) des Tores markierte. Auch Schotterreste des antiken Fahrbahnbelages, der wesentlich haltbarer war als jener der im späten Mittelalter aufgetragen wurde, konnten dabei beobachtet werden. Weitere Torreste kamen im Rahmen von Bauarbeiten für eine Fernkälteleitung im Bereich Graben/Tuchlauben zum Vorschein. Die entdeckten Baureste stammen vom Tor selbst und der Lagermauer. Erste geologische Untersuchungen sowie ihre Analogie zu den schon im Römermuseum ausgestellten Steinen haben das bestätigt. Gefunden wurden sie allerdings im mittleren der drei Lagergräben, das deutet darauf hin, dass das Tor im Mittelalter, als das Peilertor errichtet wurde, umgebaut und manches von seiner Bausubstanz zur Planierung der alten römischen Gräben verwendet wurden.
- Westtor (porta principalis sinistra)

Die Toranlage befand sich an der Hohen Brücke/Wipplingerstraße Nr. 21. Bis 1900 vermutete man es noch im Umkreis des mittelalterlichen Ungartors (Lichtensteg-Rotgasse). An der Hohen Brücke stand der beim Bau der Jugendstilbrücke, 1903, archäologisch nachgewiesene nördliche Flankenturm. Am Tiefen Graben stieß man auf Turmfundamente, die etwa 2,50 m breit waren. Die Toranlage war ursprünglich ca. 20 m hoch und durch zwei Durchfahrten passierbar. Unter einer Durchfahrt verlief ein Abwasserkanal. Bei den Grabungen wurden auch Bauteile des Turmes wie zum Beispiel ein Pfannenstein mit Zapfenloch, Fragmente des Torgewölbes, Dachziegel und ein profilierter Fundamentsockel geborgen. Letzterer lässt annehmen, dass die Turmwände durch Pilaster gegliedert waren. Dem Torbau war kein künstliches Grabensystem vorgelagert, es wurde durch das steil abfallende Bett des Ottakringer Baches ausreichend geschützt.
- Osttor (porta principalis dextra)

Die Toranlage stand im Bereich Kramergasse-Ertlgasse. Durch Spiegelung des linken Flankenturmes des Westtores konnte die Position des rechten Flankenturmes ausgemacht werden (Standort: Krammergasse 9 bzw. Bauernmarkt 14). Im Bereich Kramergasse-Ertlgasse kamen bei Kanalgrabungen Mitte des 19. Jahrhunderts 2,26 m hohe, 2,5 m breite und 10,1 m lange Mauerreste des Tores zum Vorschein. Es handelte sich um insgesamt vier Mauerzüge, die parallel zueinander standen (Mauer A,B,C,D), der Zwischenraum hatte eine Breite von 5,6 m. Das aufgehende Mauerwerk bestand aus vermörtelten Bruchsteinen (Opus spicatum). Das Tor war durch zwei Durchfahrten passierbar. Unter den Tordurchfahrten stieß man auf zwei Abwasserkanäle. 1971 schnitt Alfred Neumann neuerlich die Torfundamente bei einer Grabung in der Ertlgasse an. Die Front des Flankenturmes in der Kramergasse wurde bei späteren Umbauten (Ende 2. Jahrhundert?) noch etwas vor die Lagermauer gezogen. Die im Bereich des Tores aufgefundenen 24 Ziegelstempel stammen ausnahmslos von der Legio XIII. Aus dem ehemaligen Wehrgraben (Bereich Kramergasse) konnten auch einige Architekturfragmente sichergestellt werden. In der Rotgasse stieß man 1896 auf das Bruchstück einer Bauinschrift mit der Buchstabenfolge „NERV“, die vermutlich einst am Torbau angebracht war.

### Innenbebauung
Die Innenbebauung des Lagers entsprach dem für derartige Limesbefestigungen üblichen Schema. Die ost-westlich verlaufende Lagerhauptstraße (via principalis) trennte das umwehrte Areal in eine kleinere Nordhälfte (praetentura) und eine etwas größere Südhälfte (retentura).
Die Erforschung dieses Bereiches des Lagers war auf Grund der starken neuzeitlichen Bebauung stets auf Zufallsfunde in begrenzten Grabungszonen angewiesen. Von den Innenbauten ist gerade so viel bekannt, um den Grundriss des Lagers grob skizzieren zu können. Die Ausgrabung des Seitenkanals der via principalis 1937 bewies, dass die Lagerbauten in einem rechtwinkeligen Raster angelegt worden waren. Es konnten sich vor allem die principia (Kommandantur) und das praetorium (Haus des Lagerkommandanten) sowie die via principalis (westöstliche Lagerhauptstraße) exakt bestimmen lassen. Ab der Spätantike sind im Lagerinneren vermehrt Befunde und Funde im zivilen Kontext erkennbar (Handwerksutensilien, Armreifen aus Glas und Elfenbein, Bestattungen von Neugeborenen); dies ist wohl auf den Teilabzug der Legio X zurückzuführen. Inschriftlich ist aus dieser Zeit, genauer der Regierungszeit von Valentinian I. (364–375), die Existenz eines ballistarium bezeugt, womit wohl ein Lagergebäude für Artilleriegeschütze gemeint ist. Auch auf dem Areal der Mannschaftsbaracken (Judenplatz) zeigten sich deutliche Veränderung der Baustrukturen, die Reste von Werkstätten und Öfen deuten ebenfalls auf eine spätere zivile Nutzung. Die Gebäude der Spätphase des Lagers im 5. Jahrhundert wurden nur in einfacher Trockenmauertechnik hochgezogen.

#### Kasernen
Reste der Kasernenbauten wurden Am Hof, Judenplatz, Ruprechtsplatz und am Wildpretmarkt angeschnitten. Die erste Peterskirche war der älteste Kirchenbau Wiens. Sie entstand in der zweiten Hälfte des 4. Jahrhunderts und stand auf den Mauern eines Kasernengebäudes, auf denen eine einschiffige Saalkirche (Basilika) errichtet wurde.
Am Wildpretmarkt gelang es erstmals, das volle Ausmaß eines der Quartiere der 1. Kohorte zu erfassen. Es handelte sich um eine langrechteckige, einstöckige, 60 m × 35 m große Doppelkaserne mit einem 7,5 m breiten Mittelgang. In den meist in Fachwerkbauweise errichteten Mannschaftskasernen fanden bis zu 80 Soldaten (centuria) Platz. Sie waren in Wohngemeinschaften zu acht Personen (contubernia) organisiert. Diese waren wiederum in drei Räume, Wohn- und Schlafbereich, Kochstelle (papilio) und Waffenraum (arma), gegliedert. Die Unterkünfte der 1. Kohorte wurden schon in ihrer ersten Phase wie die Hauptgebäude des Lagers in Steinbauweise errichtet.
Am Judenplatz konnten beim Bau des Holocaustmahnmals auf einer Fläche von 250 m² vier Mannschaftsbaracken mit dazwischenliegenden geschotterten Straßen und Wegen archäologisch untersucht werden. Zwei Kasernen standen jeweils mit den Eingängen zueinander und wiesen einen Portikus aus Holzpfosten auf. Pro Gebäude waren noch die Fundamente von fünf Wohneinheiten jeweils mit Wohn- und Waffenraum erhalten. Sie waren direkt an die Centurionenquartiere angebaut. Die Baugeschichte der Kasernen gliedert sich in insgesamt sechs Perioden (darunter zwei Holzbauperioden). Die Gebäude bestanden zunächst nur aus Holz. Dazwischen verlief eine geschotterte Straße mit beidseitig angelegten Abflussrinnen. In der zweiten Hälfte des 2. Jahrhunderts bestanden die Außenwände der Baracken aus Lehmziegeln oder Lehmziegelfachwerk. Die 1 m hohen Fundamente und tragenden Innenmauern wurden aus Bruchsteinen und Mörtel hochgezogen. Für das Aufgehende der Trennmauern wurden ungebrannte Lehmziegel verwendet. Die Fußböden waren aus Lehm oder Mörtelestrich. Die Centurionen lebten in größeren Quartieren, die jeder Kaserne als sogenannte Kopfbauten angefügt waren.
Forschungen in den canabae bzw. den Gräberfeldern weisen darauf hin, dass ab dem 4. Jahrhundert ein Teil der Lagerfläche der Zivilbevölkerung überlassen wurde. Dies war vor allem durch die schrittweise Reduktion der Mannschaftsstärke der Legion möglich geworden. Am Judenplatz waren zwar weiterhin typische Militärbauten feststellbar, allerdings dürften diese contubernien weniger zur Unterbringung von Soldaten, sondern vielmehr als Werkstätten vorgesehen gewesen sein. Diese Gebäude standen bis in die erste Hälfte des 4. Jahrhunderts. Spätestens in der Regierungszeit von Valentinian I. (364–375) wurden sie zerstört. Danach wurden auf ihren Grundmauern die genannten Werkstätten errichtet, einzelne ihrer Räume waren mit einfachen Schlauchheizungen ausgestattet. Am Ende des 4. Jahrhunderts waren die Kasernenbauten am Judenplatz aber schon völlig verfallen. Für das späte 4. Jahrhundert waren dort größere Umstrukturierungen auf dem Areal der ehemaligen Kasernenbauten feststellbar. Noch brauchbares Mauerwerk wurde zwar weiterverwendet, die Grundrisse änderten sich aber grundlegend. Durch Einziehung neuer Zwischenmauern wurden zusätzliche Wohnräume geschaffen. In spätrömischer Zeit waren sie meist auf einer Lage aus mittelkaiserzeitlichem Dachziegelbruch gebaut worden. Die spätantiken Befunde des 4. und 5. Jahrhunderts legen den Schluss nahe, dass diese Gebäude in großer Eile und mit einfachsten Mitteln hochgezogen wurden. Zurückgegriffen wurde dabei größtenteils auf Abbruchmaterial früherer Epochen, das anscheinend bevorzugt als Baumaterial eingesetzt wurde. Zu welchem Zweck diese Bauten verwendet wurden, war nicht eindeutig zu klären.

#### Principia
Das Verwaltungs- und Kommandogebäude stand etwas südlich der via principalis und damit fast genau im Zentrum des Lagerareals. Es hatte einen fast quadratischen, vermutlich 70 m × 90 m großen Grundriss und konnte durch den Haupteingang im Süden betreten werden. Seine Räume gruppierten sich um zwei gepflasterte Innenhöfe (forum). Im Nordtrakt befanden sich die Waffenkammer (armamentaria), eine Versammlungs- und Exerzierhalle (basilica) und das Fahnenheiligtum (aedes). An den südlichen, westlichen und östlichen Seiten des Innenhofes standen die Verwaltungsräume der Lagerverwaltung (officia). Seine Fassaden waren als bisher einzigem der bekannten Gebäude des Lagers mit Reliefs verziert.

#### Praetorium (Legatenpalast)
Das Quartier des Lagerkommandanten (legatus legionis) lag vermutlich nordwestlich der Principia. Einige qualitativ hochwertige Reste von Wandmalereien- und Stuckfragmenten, die eventuell von diesem Gebäude stammen, wurden im östlichen Teil des Judenplatzes entdeckt.

#### Offiziersquartiere
Die repräsentativen, im griechisch-römischen Stil erbauten Gebäude der Stabsoffiziere (sogenannte Tribunenhäuser) standen hinter dem östlichen Lagertor, am heutigen Hohen Markt, unmittelbar am nördlichen Rand der via Principalis und bedeckten eine Grundfläche von ca. 3500 m². Sie zählen zu den am besten erforschten Gebäuden des Legionslagers. Die Häuserzeile (scamnum tribunorum) maß 40 m × 50 m und bestand ursprünglich aus sechs mehrphasigen Gebäuden:
- Phase 1, die Gründerzeit des Lagers, diese Gebäude wurden durch ein Feuer zerstört,
- Phase 2 fällt in die Zeit nach den Markomannenkriegen,
- Phase 3 in die erste Hälfte des 3. Jahrhunderts.
- Phase 4, frühes 5. Jahrhundert, sie konnte nur anhand einer Trockenmauer im westlichen Offiziershaus nachgewiesen werden.

Die Wohnhäuser wurden im 2. Jahrhundert noch einmal umgebaut. Um 169 brannten sie jedoch wieder nieder. Zu Beginn des 3. Jahrhunderts wurden die Häuser zwar auf den alten Grundrissen neu errichtet, ihre Innenräume aber völlig anders angeordnet. Die Gebäude der Spätantike, die sie ersetzten, waren nicht mehr nach dem klassischen Bauschema orientiert. Man nimmt man an, dass sie in dieser Zeit in der alten Form gar nicht mehr existierten. Auch die Durchgangsgasse zwischen den beiden Häusern war in dieser Zeit mit einer Mauer überbaut worden.
Zwei der Tribunenhäuser konnten beim Neubau der Häuser Hoher Markt Nr. 3 und 4 näher untersucht werden. Sie waren durch eine zwei Meter breite Gasse getrennt. Die heute noch sichtbaren Mauerteile sind die Reste der rückwärtigen Hauptmauern, ein Abschnitt der Vorderfront wurde in der Landskrongasse freigelegt. Die Wohn- und Wirtschaftsräume gruppierten sich jeweils um einen Innenhof (Atrium), der von einem Portikus umgeben war. Seine Zwischenräume wurden im 3. Jahrhundert zugemauert. Wände und Böden von einzelnen Räumen waren mit Hypokausten bzw. Hohlziegelkanälen beheizbar und mit Terrazzo- oder Lehmbelägen versehen. Die Überreste einer der Fußbodenheizungen und eines Abflusskanals sind im Schauraum im Keller des Römermuseums am Hohen Markt zu besichtigen. Die Wände waren vermutlich reich mit Malereien (Blumenmotive) dekoriert. Die Deckenbalken stützten sich auf Säulen und Kapitelle aus Marmor. Die Dachstühle erreichten vermutlich eine Spannweite von bis zu 12 m und waren als Spantenkonstruktionen ausgeführt.

#### Therme
Das ca. 100 m × 66 m große Lagerbad stand in der praetentura des Kastells (Marc-Aurel-Straße/Ruprechtsplatz/Hoher Markt) und wurde offenbar bis in die Spätantike benutzt. Es war mit Kalt- und Warmwasserbecken, einem Schwitzbad (sudatorium) und einem Innenhof ausgestattet. Die Badeanlage war wahrscheinlich über der Ruine eines Lagerhauses (horreum) errichtet worden. Schon beim Abriss des Berghofs kamen massive römerzeitliche Konstruktionen wie Apsiden und Hypokaustanlagen zutage. Im Jahre 1962 fand Herta Ladenbauer-Orel in der Sterngasse/Marc-Aurel-Straße eine einen Meter starke Mauer, zusammengesetzt aus 20 cm × 20 cm × 30 cm großen Quadersteinen der Badeanlage. Am Hohen Markt wurde eine Apsis des Caldariums aufgedeckt. Unter dem heutigen Fleischmarkt verlief ein Kanal, über den wahrscheinlich das Abwasser entsorgt wurde. Weitere Kanalabschnitte und Reste von Klärbecken wurden in der Marc-Aurel-Straße beobachtet. Die Ruine des Lagerbades war ab dem frühen Mittelalter zu einer befestigten Siedlung bzw. Burg ausgebaut worden.

#### Lagerhospital
Das Valetudinarium stand laut Alfred Neumann in der Nordwestecke des Lagers, ungefähr im Bereich der heutigen Salvatorgasse. Diese Annahme stützt sich jedoch nur auf den dortigen Fund eines den Göttern Jupiter, Apollo, Sirona und Äskulap geweihten Altars, der in der Kirche Maria am Gestade eingemauert worden war (Spolie). In diesem Bereich fand man in einer antiken Abfallgrube auch einige medizinische Geräte.

#### Fabrica
Im Bereich der Wiener Zentralfeuerwehrwache, Am Hof, stieß man zwischen 2007 und 2008 auf die Reste eines Werkstättengebäudes. So ein Funktionsgebäude konnte bislang in Vindobona nicht nachgewiesen werden. Die genauen Ausmaße des Gebäudes ließen sich nicht mehr feststellen, da der östliche Bereich durch eine in den 1960er Jahren errichtete Parkgarage gestört ist. Insgesamt konnten vier Räume der fabrica ergraben werden. Die westliche und südliche Außenmauer bestand aus Bruchsteinen, gebunden in Kalkmörtel. Die ältesten Befunden waren drei Gruben in den zwei südlichsten Räumen, die wohl als Öfen gedient hatten. Reste von Schlacke und Eisenobjekten lassen dort eine metallverarbeitende Werkstätte vermuten. Mehrere mittelkaiserzeitliche Bodenniveaus und Planierungen (durch Münzfunde datierbar) belegen eine durchgehende Nutzung des Gebäudes bis zum Ende des 4. Jahrhunderts. Sie waren stark verbrannt und mit Asche durchsetzt. Spätantike Planierungen enthielten noch blaue Farbreste. Weitere Farbreste an Keramikfragmenten machen eine Nutzung der Räume als Malerwerkstätten wahrscheinlich.

#### Lagerstraßen
1937 gelang Erich Polaschek die Aufdeckung der ca. 13 m breiten via principalis, der West-Ost-Lagerhauptstraße. Durch die Aufdeckung von Säulenbasen, Resten von Portiken, die die Straße an beiden Seiten begleiteten, konnte auch ihr genauer Verlauf rekonstruiert werden (von heutiger Schultergasse, Landskrongasse bis Ertlgasse und Kramergasse). In der Salvatorgasse konnten 1951 ein Teil der via praetoria, der Nord-Süd-Lagerhauptstraße und zwei ihrer Abwasserkanäle angeschnitten werden. Im Südosten kam ein Teil des Straßenmakadams der via sagularis zum Vorschein. Westlich der fabrica wurde von 2007 bis 2008 eine weitere der Lagerstraßen (via vallaris) freigelegt. Ihr Belag bestand aus mehreren Schotter- und Kieslagen, durchsetzt mit Ziegelsplit und Ziegelfragmenten. Zwischen der via vallaris und den östlich an sie angrenzenden Gebäuden verliefen eine Abflussrinne sowie ein Gehsteig. Insgesamt konnten vier Straßenbelag- und Gehwegniveaus unterschieden werden. In der Abflussrinne wie auch im Gehsteigbereich stieß man auf zahlreiche Funde, wie zum Beispiel eine Bernstein- und eine Jadeperle, eine Schanierfibel und ein knöcherner Messergriff.

#### Kanalsystem
An der östlichen Lagermauer hatten die Römer vermutlich einen Abwasserkanal angelegt, der bis in die Neuzeit bestand und als Möhring bezeichnet wurde. Am Hof wurde beim Bau der neuen Feuerwehrzentrale der einst bis zu 1,80 m hohe Ringkanal der Wallstraße (via sagularis), der für die Entwässerung des Lagers in den Ottakringer Bach sorgte, angeschnitten und konserviert. Er begleitete den Wall an der Innenseite des Lagers und verlief direkt unter der Wallstraße. Der freigelegte Abschnitt im Kellerschauraum nahm vermutlich die Abwässer aus dem südlichen Teil des Lagers auf und führte sie in den Tiefen Graben zum Ottakringer Bach. Er war mit flachen Steinplatten und stellenweise mit Kanalgittern abgedeckt. Die Kanalsohle bestand aus der Länge nach verlegten Dachziegeln (Leistenziegel), je zwei von ihnen kamen in der Mitte des Kanals mit den Leisten nebeneinander zu liegen. Die Ziegel trugen Stempel der Legio XIII in Form einer Tabula ansata. Am Ende des Stempels sind die Namen jener Centurionen zu lesen, die die Ziegelproduktion beaufsichtigten. Die Sohlen der in Wien aufgedeckten Kanäle aus der Römerzeit bestanden meist ebenfalls aus Dachziegeln, die mit den beiden seitlichen Haltewülsten nach oben verlegt wurden, manchmal wurde aber einfach nur eine Betonschicht aufgegossen. Die Abdeckungen der meist quadratisch oder rechteckig ausgeführten Kanäle bestanden aus 5 bis 15 Zentimeter dicken Steinplatten. Für kleinere Kanäle wurden Tonrohre in Form eines Kegelstutzens mit einem Durchmesser von rund 20 Zentimetern angefertigt. Die einzelnen Tonrohre wurden dann ineinandergesteckt und so zu einer Leitung zusammengebaut. Das Niederschlagswasser wurde durch steinerne Einlaufgitter in die Kanäle eingeleitet. Die Gitter waren aus circa zehn Zentimeter dicken quadratischen Steinplatten gefertigt und sternförmig mit rosettenartigen Öffnungen versehen.

## Garnison
Die Chronologie der römischen Truppengeschichte Wiens ließ sich ab domitianischer Zeit anhand zahlreicher hier aufgefundener Grabsteine, Weihealtäre und über 3000 Ziegelstempel sowie durch Bauinschriften einigermaßen zufriedenstellend rekonstruieren. Keramikreste aus dem 1. Bezirk sprechen für die Anwesenheit römischer Truppenverbände spätestens ab der Mitte des 1. Jahrhunderts n. Chr. Die Ziegelstempel stammen überwiegend von drei Legionen, der Legio XIII, der Legio XIIII und der Legio X. Die ersten beiden standen zwar nur relativ kurze Zeit in Vindobona, leisteten aber die Hauptarbeit beim Ausbau des Lagers. In Wien waren nicht ausschließlich Legionen, auch mindestens eine Hilfstruppeneinheit (Auxiliarkavallerie ala I Flavia Augusta) war dort nachweislich stationiert. Die Reitereinheiten waren wohl in einem eigenen Kastell im 1. Bezirk untergebracht. Ziegelstempel von Hilfstruppen sind von der im 2. Jahrhundert in Carnuntum stationierten ala I Thracum und den Bogenschützen der cohors I Aelia sagittariorum vom Kastell Klosterneuburg für Wien bekannt. Im Zuge der umfassenden Militärreformen unter Diokletian erhielt ab 305 ein Dux limites (Heerführer der Provinzarmee) den Oberbefehl über die in der Pannonia I stationierten Einheiten. Um 311 wurde die Legio X vermutlich auf 2000 oder 1000 Mann reduziert und in die neu formierten stationären Grenztruppen, die sogenannten riparenes, eingereiht.
| Zeitstellung                                           | Truppenname | Bemerkung | Abbildung |
| ------------------------------------------------------ | --- | --- | --------- |
| 1. bis 2. Jahrhundert n. Chr. (89/97–101)              | Legio XIII Gemina („die dreizehnte Zwillingslegion“) | Die Legion begann vermutlich in den Jahren zwischen 89 und 92/93 n. Chr. mit dem Bau des Lagers. Sie wurde wohl in den Germanenkriegen Domitians 89 bis 92 bzw. 98 von Poetovio an die Donau verlegt. In Wien wurden hunderte ihrer Ziegelstempel und Bauinschriften ihrer Zenturien geborgen. Grabsteine ihrer Angehörigen tauchten allerdings bisher nicht auf. Ihre Bautrupps stellten wahrscheinlich die wichtigsten Gebäude des Lagers (principia, praetorium, Türme) und die Lagermauer fertig. Auch die Sohlen des Kanalsystems, vor allem entlang der Lagerhauptstraßen und der via sagularis, wurden fast ausschließlich aus gestempelten Ziegeln dieser Legion errichtet. |           |
| 2. Jahrhundert n. Chr. (101–114)                       | Legio XIIII Gemina Martia Victrix („die vierzehnte Zwillingslegion des Mars, die siegreiche“) | Die Legio XIII wurde von Traian ab 101 n. Chr. in die Dakerkriege abkommandiert und für zehn Jahre durch die Legio XIIII abgelöst. Sie setzte den Bau des Lagers zusammen mit der ala Batavorum fort, bevor sie 114 n. Chr. nach Carnuntum verlegt wurde. Auch die Anwesenheit dieser Legion ist durch Bauinschriften, zusätzlich durch Weihealtäre und trotz der Kürze ihres Aufenthaltes durch überraschend viele Ziegelstempel nachweisbar. Diese könnten aber auch schon aus Carnuntum angeliefert worden sein, da die Legion dort bis ins 5. Jahrhundert stationiert war. |           |
| 1. Jahrhundert n. Chr. (vor 41)                        | Legio XV Apollinaris („die fünfzehnte Legion des Apollo“) | Das Fragment eines Grabsteines des Legionärs C. Atius, Angehöriger dieser Legion, das am Stephansplatz entdeckt wurde, ist das bisher älteste römische Schriftdenkmal in Wien und vor allem für die Geschichte des frühen Vindobona von großer Bedeutung. Man nimmt an, dass die Inschrift auf Grund ihrer epigraphischen und stilistischen Merkmale aus der Regierungszeit des Tiberius stammt (14–39 n. Chr.) Die Legion stand wahrscheinlich zu dieser Zeit noch in Savaria und rund 100 Soldaten waren hierher abkommandiert worden. Der Legionär diente zehn Jahre und starb mit 28 Jahren, noch während seines aktiven Dienstes, in Vindobona. Die Inschrift ist das einzige archäologische Indiz für eine, zumindest kurzfristige, Stationierung einer Vexillation dieser Legion in Wien, bevor sie ihr Standlager in Carnuntum bezog. Ihr vorclaudischer Stationierungsort ist unbekannt. |           |
| 2. bis 5. Jahrhundert n. Chr. (114 bis 5. Jahrhundert) | Legio X Gemina pia fidelis („die zehnte Zwillingslegion, die pflichtbewusste und treue“) | Sie hat wahrscheinlich das Lager fertiggestellt. Kaiser Trajan teilte noch vor 107 n. Chr. Pannonien in Pannonia superior und Pannonia inferior. Die Legion wurde 114 n. Chr. als Bestandteil der Armee der Pannonia superior von Aquincum nach Vindobona verlegt und avancierte damit zum Wiener „Hausregiment“. Sie ist nicht nur durch Inschriften auf einer Reihe von Soldaten- und Veteranengrabsteinen, Weihungen und Ziegelstempel gut fassbar, sondern auch durch ein Relief, auf dem ihr Wappentier, der Stier, abgebildet ist. Es war höchstwahrscheinlich als Metope am Osttor angebracht. Eine Resttruppe (vexillatio) der Legion stand offenbar bis ins 5. Jahrhundert in Vindomarae, da in der Notitia Dignitatum ein praefectus legionis decimae geminae unter dem Befehl des Dux Pannoniae Primae et Norici Ripensis aufscheint.                                                  |           |
| 1. bis 2. Jahrhundert n. Chr. (89–101)                 | Ala I Flavia Domitiana Augusta Britannica milliaria civium Romanorum bis torquata ob virtutem („die erste flavische Reiterschwadron der Britannier, römische Bürger, 1000 Mann stark, ausgezeichnet für Tapferkeit“) | Die erste historisch fassbare römische Truppe in Vindobona wurde vermutlich zum Schutz der Bauvexillationen der Legio XIII abkommandiert. Ihre Stationierung ist durch den Fund von drei Grabsteinen (Hofburg/Stallburg, Grabstele des Titus Flavius Barbus, Titus Flavius Draccus und Titus Flavius Verecundus) nachgewiesen. Die Anwesenheit der Britannier lässt sich aufgrund der darauf befindlichen Inschriften mit ziemlicher Sicherheit in den Zeitraum 93 bis 101 n. Chr. eingrenzen. Vielleicht kam sie im Zuge des Krieges des Domitian gegen Markomannen und Quaden nach Vindobona. Ab 101 nahm sie gemeinsam mit der Legio XIII am Feldzug des Trajan gegen die Daker teil. |           |
| 1. bis 2. Jahrhundert n. Chr. (101–114)                | Ala I Batavorum milliaria pia fidelis („die erste Reiterschwadron der Bataver, 1000 Mann stark, die pflichtbewusste und treue“)                                                                                      | Die ursprünglich vom Niederrhein stammende Kavallerietruppe lag wahrscheinlich von 101 bis 118/119 n. Chr. in Vindobona. Aufgrund eines Militärdiploms aus dem Jahr 112 nimmt Barnabás Lőrincz an, dass die Truppe zu diesem Zeitpunkt die ala I Britannica abgelöst hat. Danach könnte sie nach Schwechat verlegt worden sein, wo sie eventuell auch an der Gründung des Kastell Ala Nova beteiligt war. |           |
| 1. Jahrhundert n. Chr.                                 | Cohors I Aelia sagittariorum („die erste aelische Kohorte der Bogenschützen“) | Nur Funde von Ziegelstempeln, die Truppe ist auch für das Kastell Klosterneuburg nachweisbar. |           |
| 1. Jahrhundert n. Chr.                                 | Ala I Thracum („die erste Reiterschwadron der Thraker“) | Funde von Ziegelstempel. |           |
| 1. bis 5. Jahrhundert n. Chr.                          | Classis Pannonica und Classis Histricae („Pannonische Flotte, Donauflotte“) | Auch Flottensoldaten (liburnari) der classis Pannonica sind in Vindobona aufgrund seiner strategisch wichtigen Lage an der Donau anzunehmen. Ab der Mittleren Kaiserzeit war Vindobona auch Flottenstützpunkt eines Geschwaders der Donauflotte. Für die Spätantike ist in der Notitia dignitatum, ein praefectus classis Histricae, [C]Arr[n]unto siue Vindomanae unter dem Befehl des Dux Pannoniae Primae et Norici Ripensis, verzeichnet. Die Verlegung der classis Histricae von Carnuntum nach Vindobona im 4. Jahrhundert brachte wohl auch eine erhebliche Aufwertung des Standortes mit sich. |           |

## Hafen
An der Nordfront des Legionslagers, am heutigen Stiegenaufgang (Rabensteig 3) zur Kirche Maria am Gestade, wurden 1999 am Fuße des Lagerplateaus einige römische Quadersteine gefunden, die vermutlich einst Bestandteil der Kaimauer einer spätantiken Hafenanlage waren. Der Höhenunterschied des Fundplatzes zum Lagerplateau betrug etwa zwölf Meter. Auf halber Höhe kamen zwischen 1901 und 1902 auch ein mit Steinplatten gepflasterter Weg und die Reste einer direkt am antiken Steilhang zum Donauufer gelegenen Befestigung zum Vorschein (Toranlage mit vorgelagertem Quaderwerk). Wann die ersten Hafenanlagen errichtet wurden, ist nicht bekannt. Aufgrund der Bauausführung könnten die Befunde in die Spätantike (4. Jahrhundert) datiert werden.

## Zivilsiedlungen

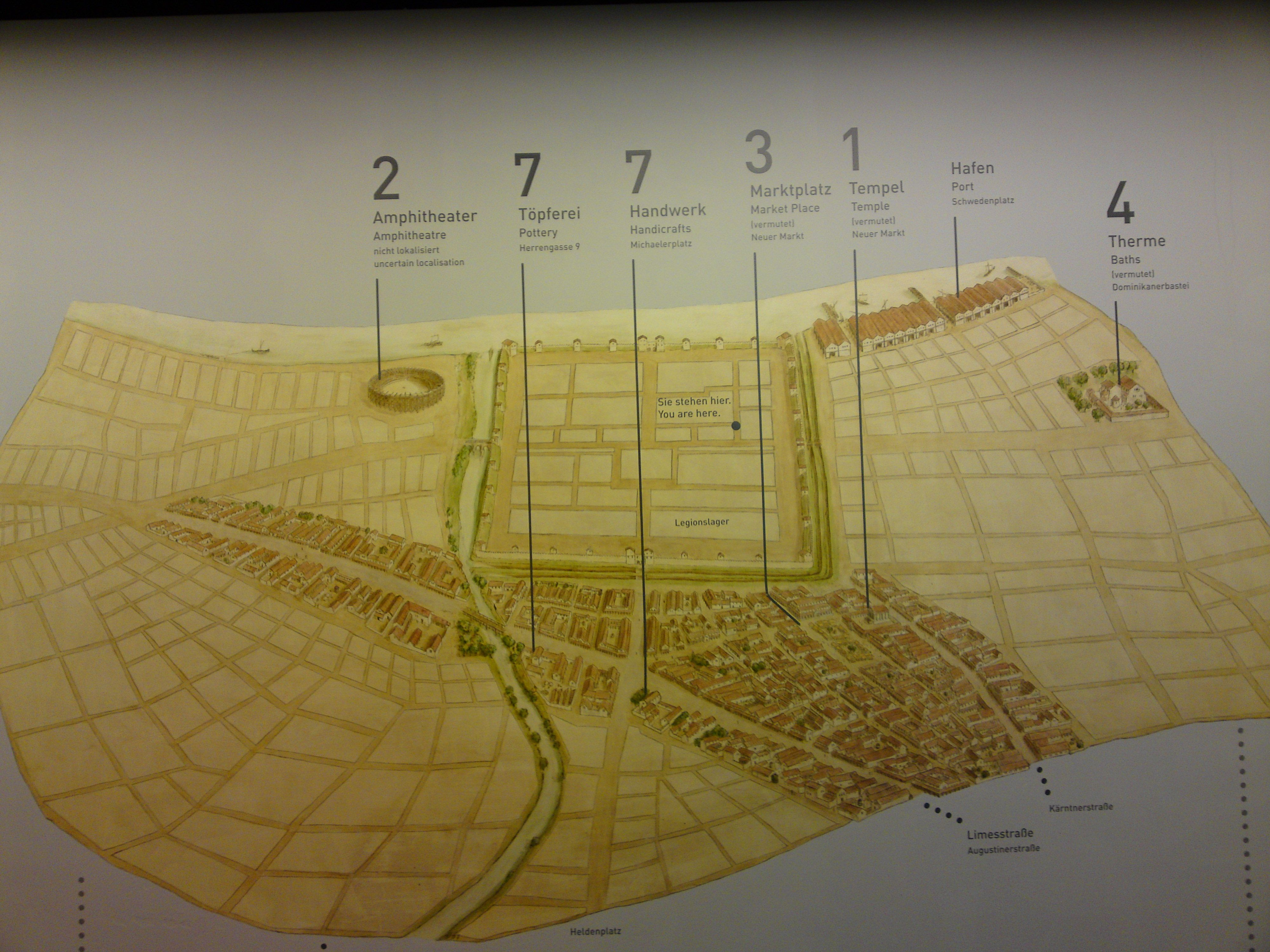
Rekonstruktion der Canabae Legionis (Römermuseum Hoher Markt)

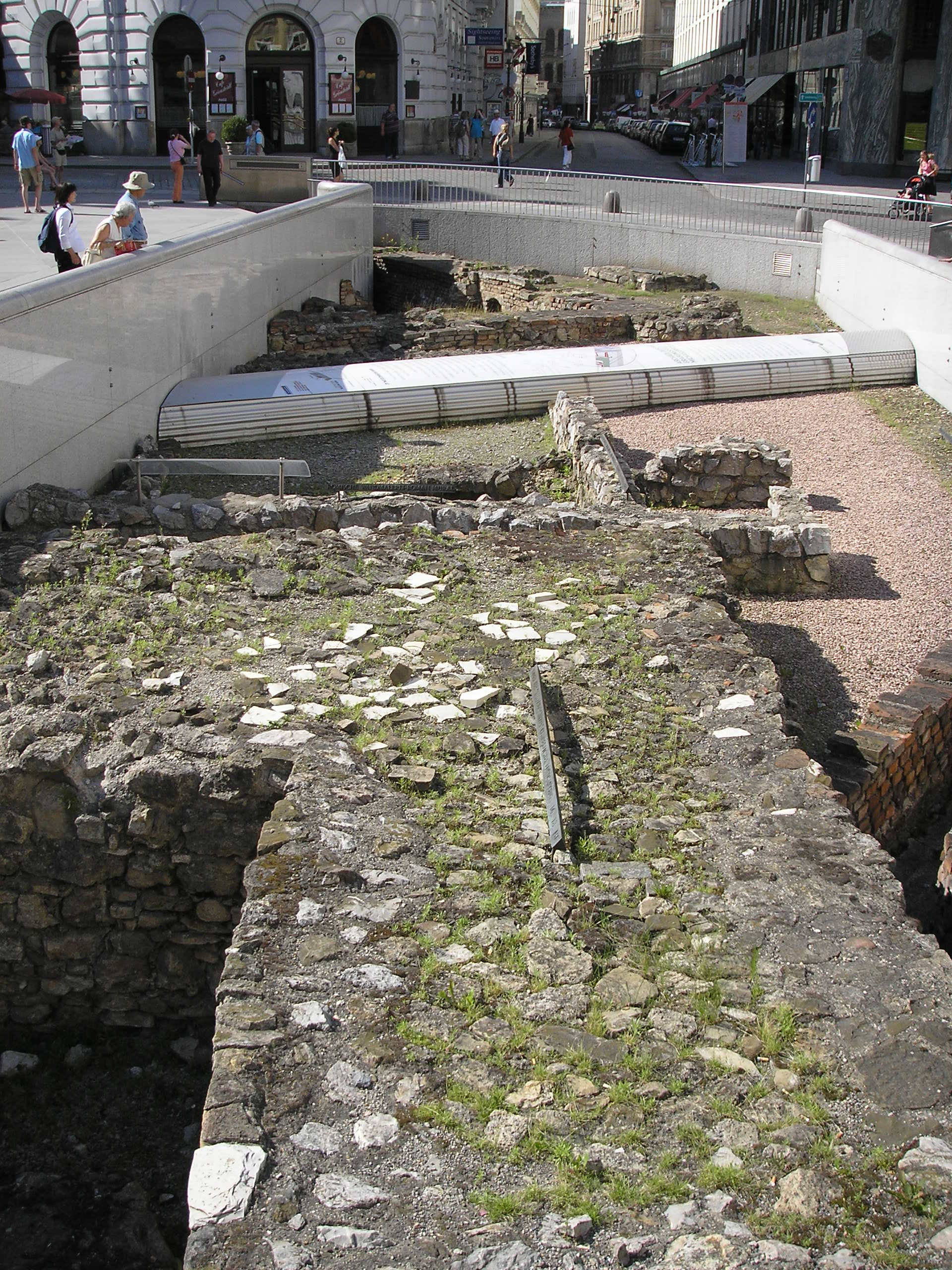
Schaugelände am Michaelerplatz mit römischen Mauerresten

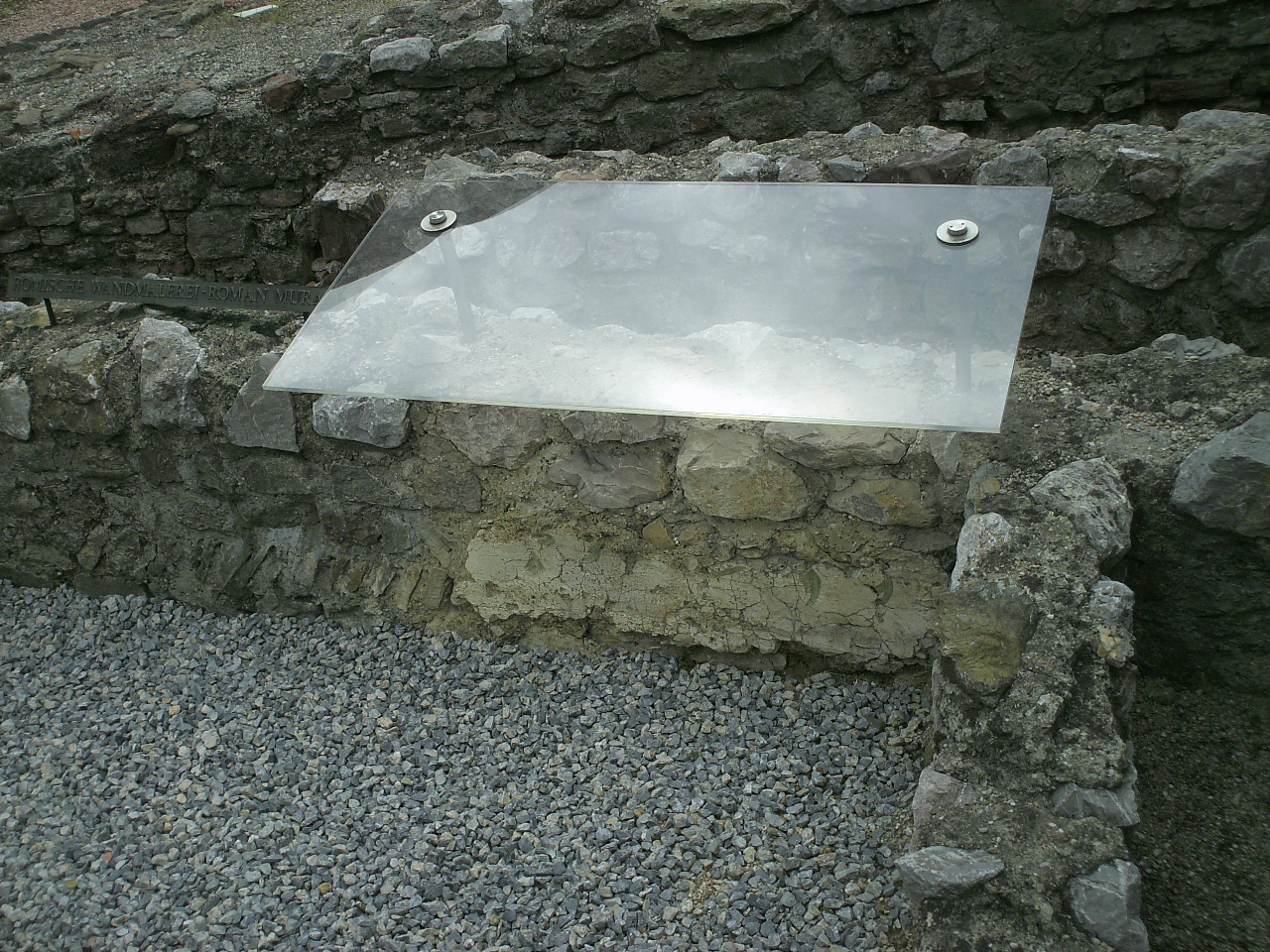
Michaelerplatz: Reste von Wandmalereien eines Hauses der Lagerstadt

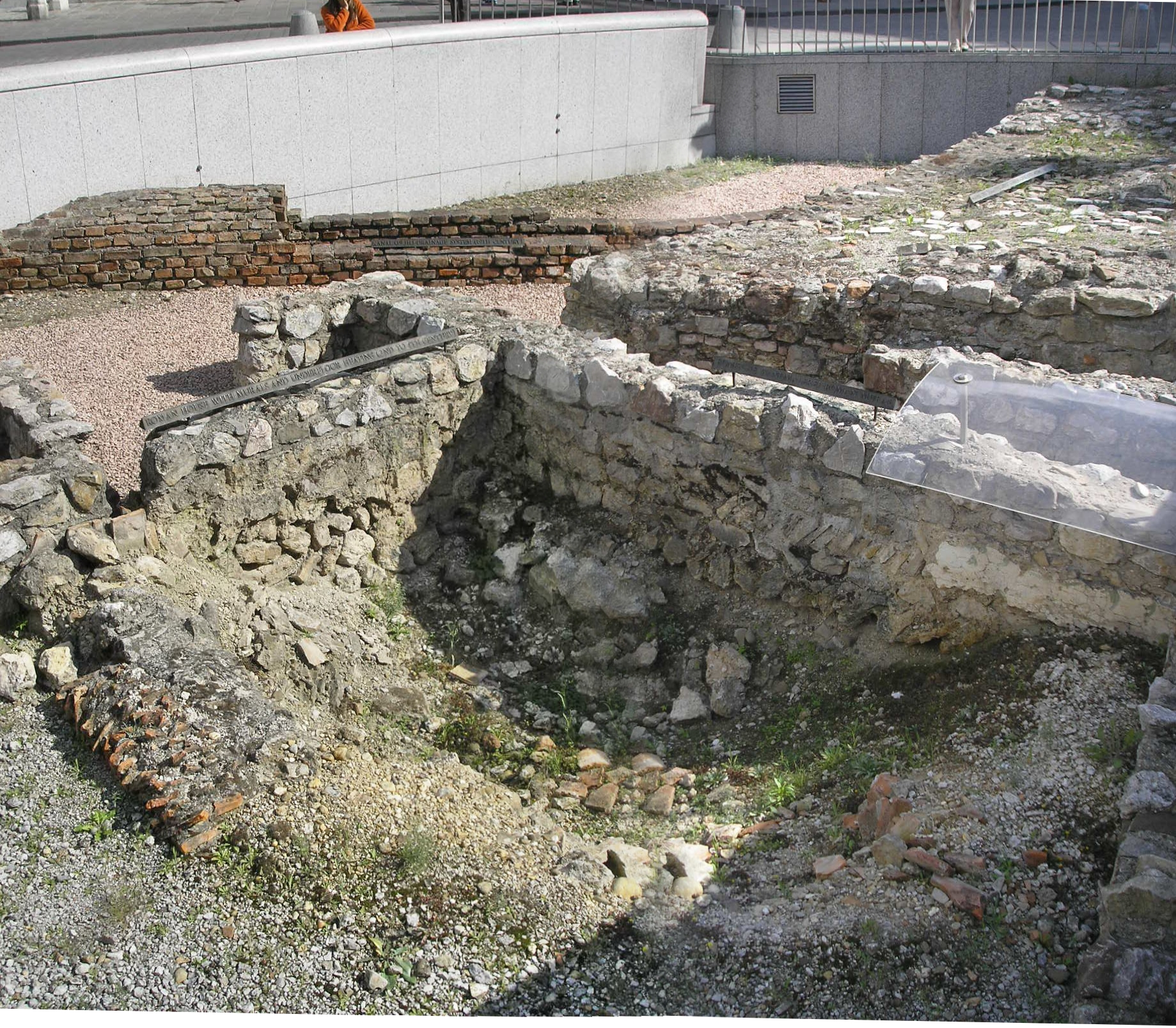
Reste der Lagerstadt am Michaelerplatz

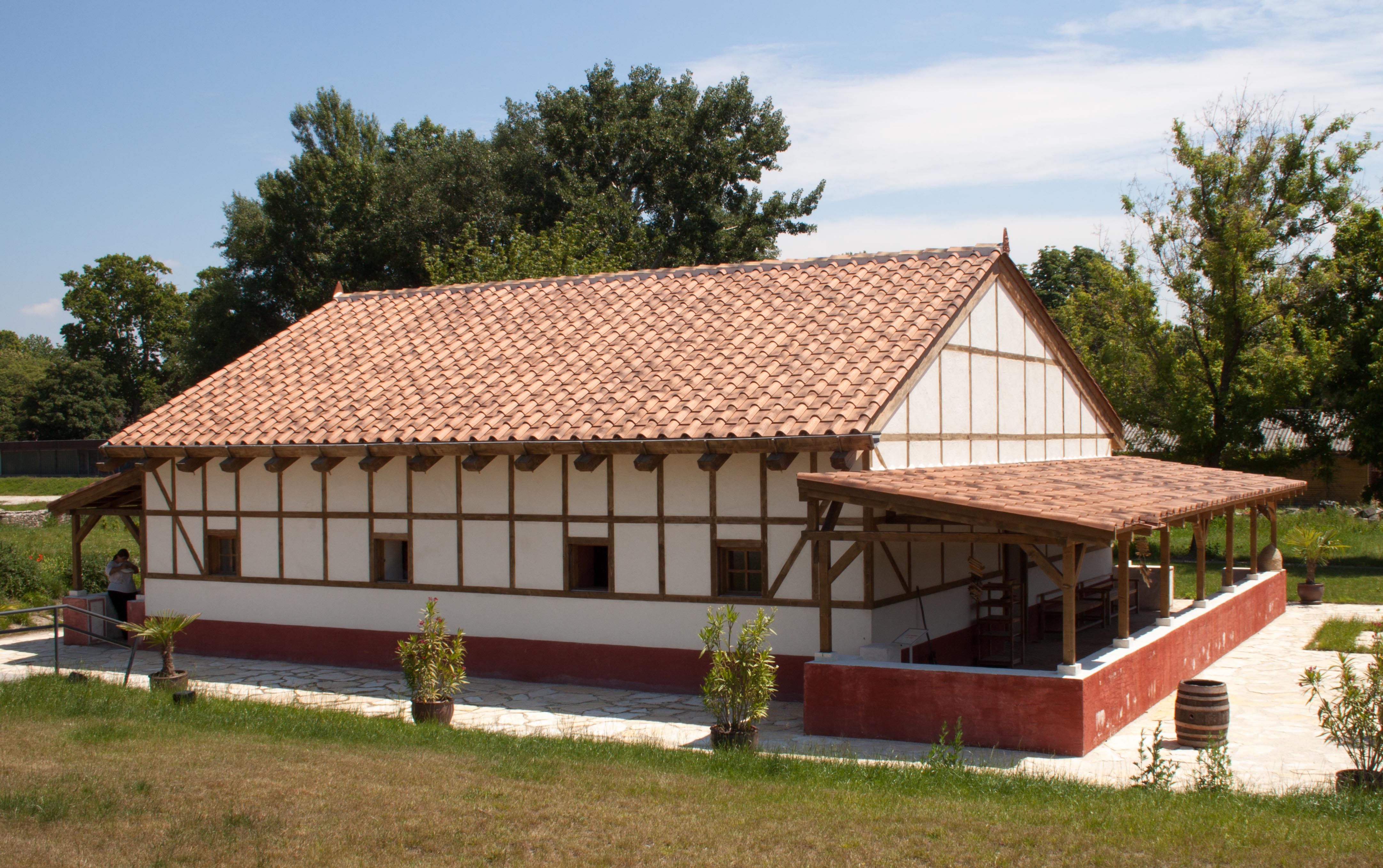
Rekonstruktion eines Streifenhauses in der Lagervorstadt von Aquincum, (2.–3. Jahrhundert)

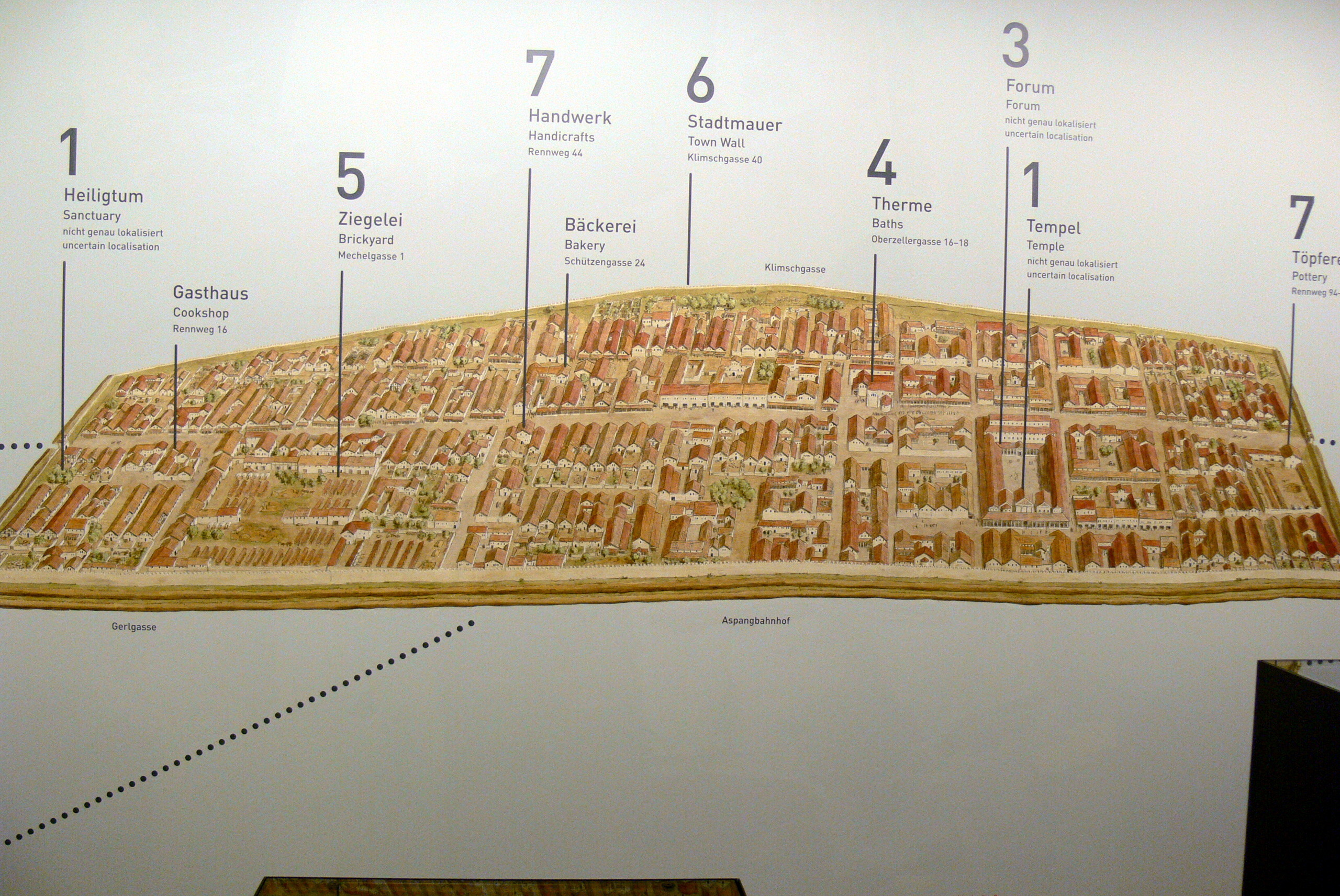
Rekonstruktion der Zivilstadt (Römermuseum Hoher Markt)

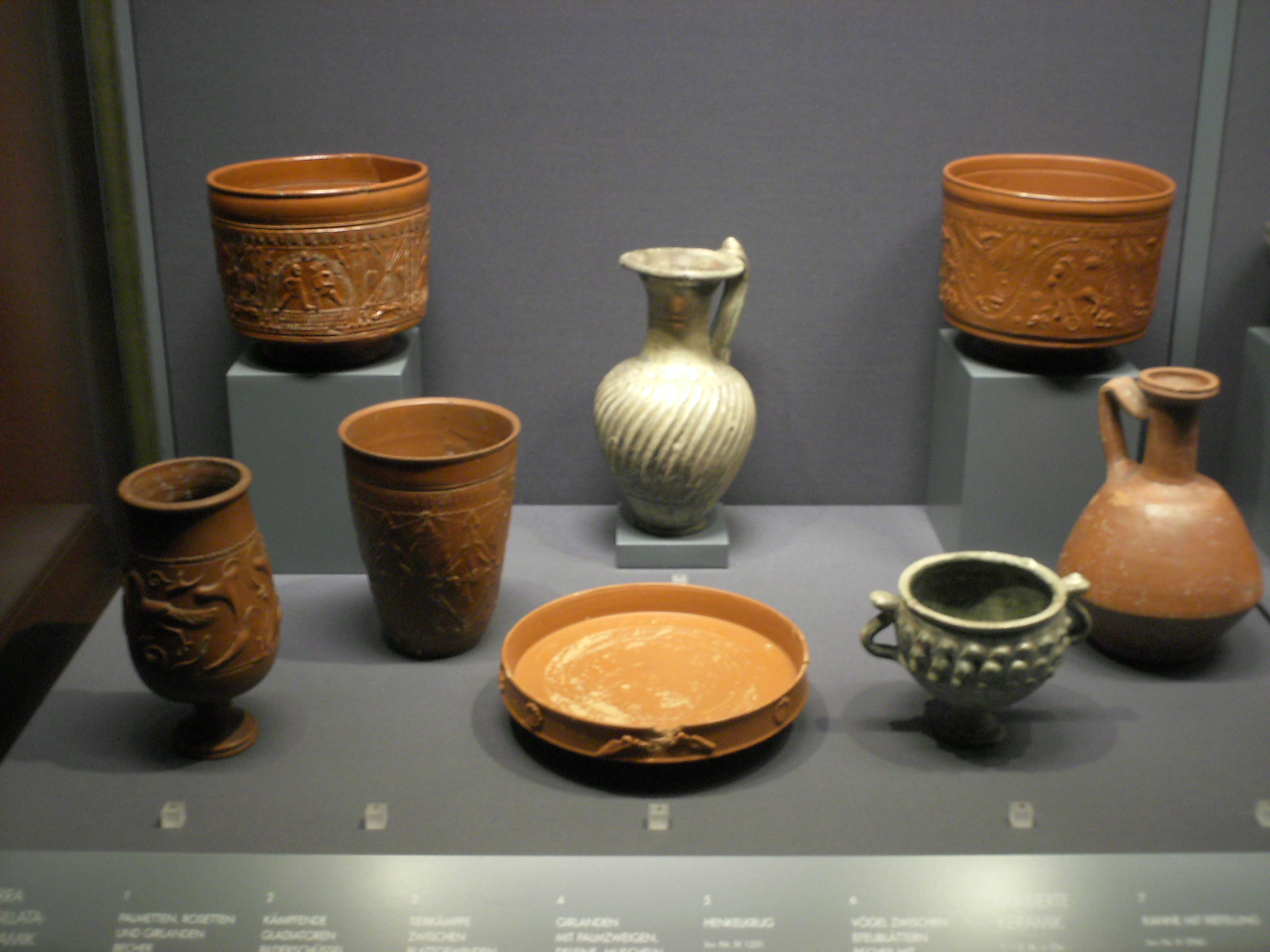
Auswahl römischer Sigillata (KHM-Wien)

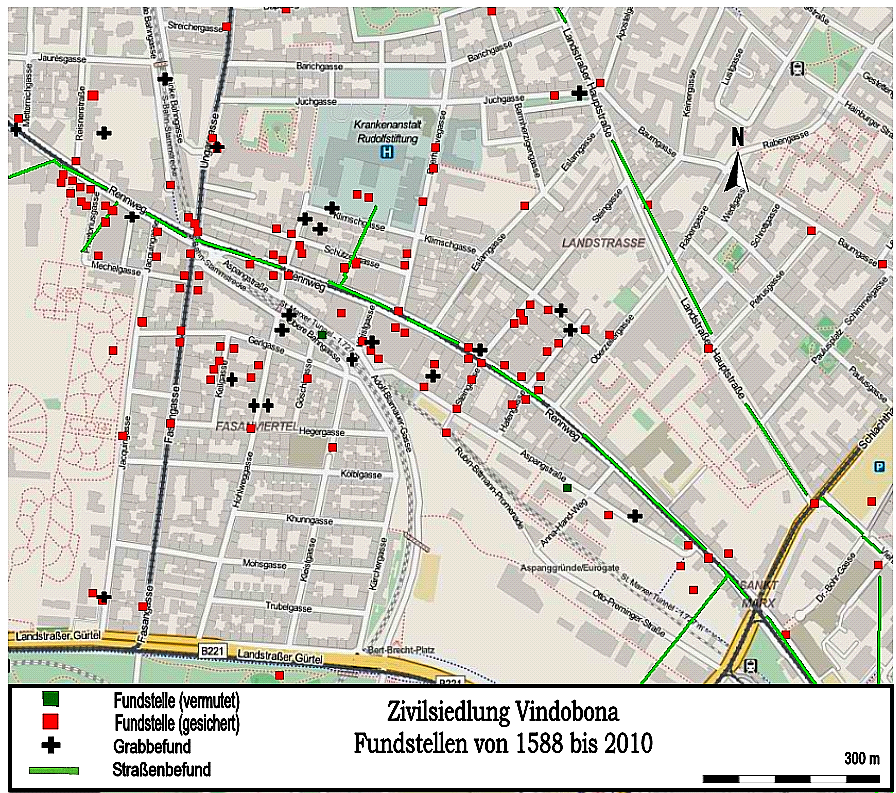
Skizze der Fundstellen auf dem Areal der Zivilstadt

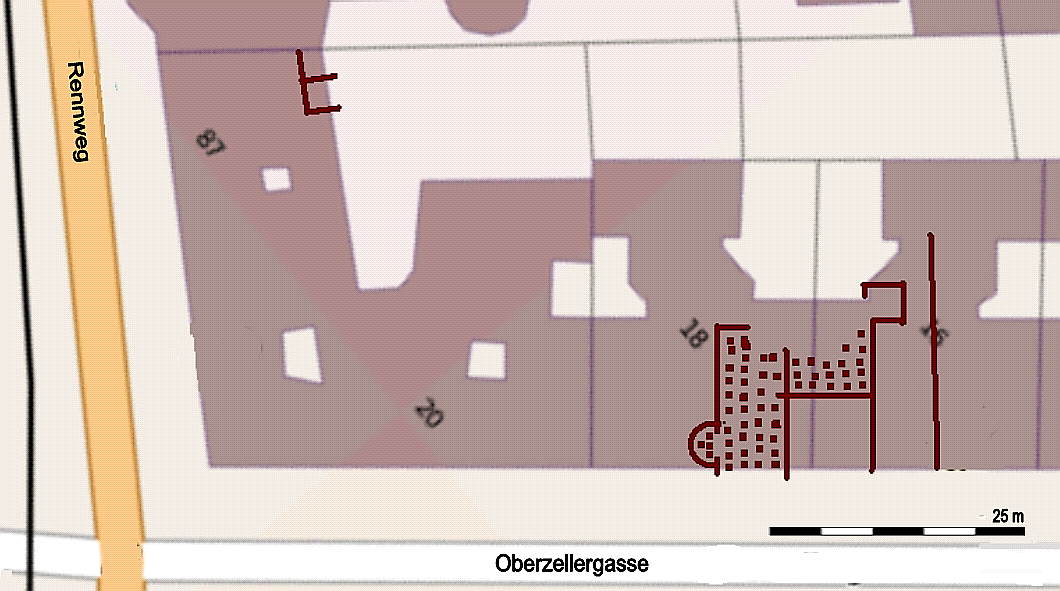
Skizze der Befunde in der Oberzellergasse (Therme?)

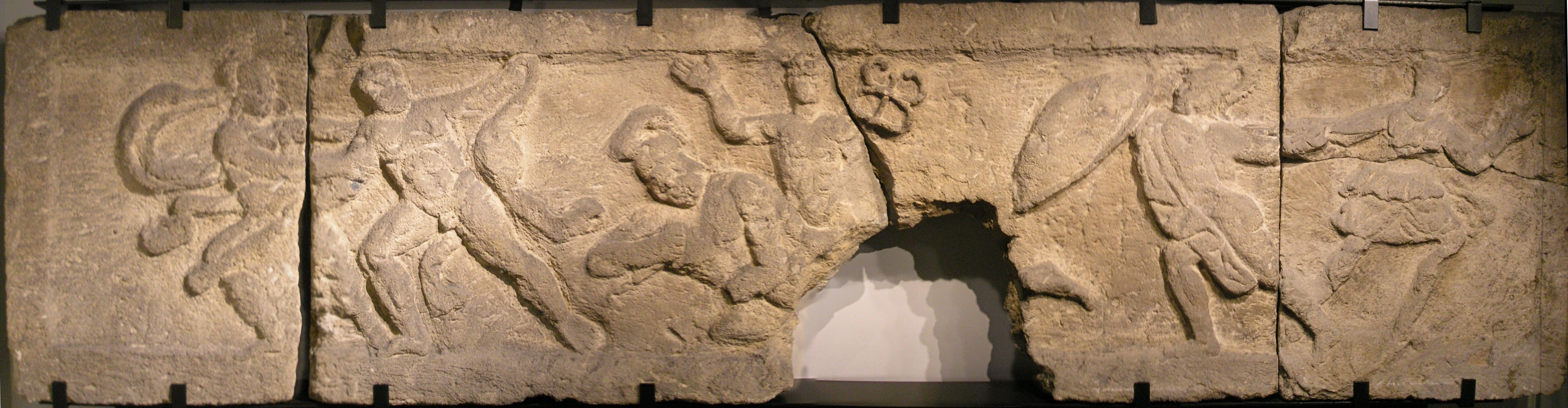
Das Cygnus-Relief stammt wahrscheinlich von einem großen öffentlichen Gebäude

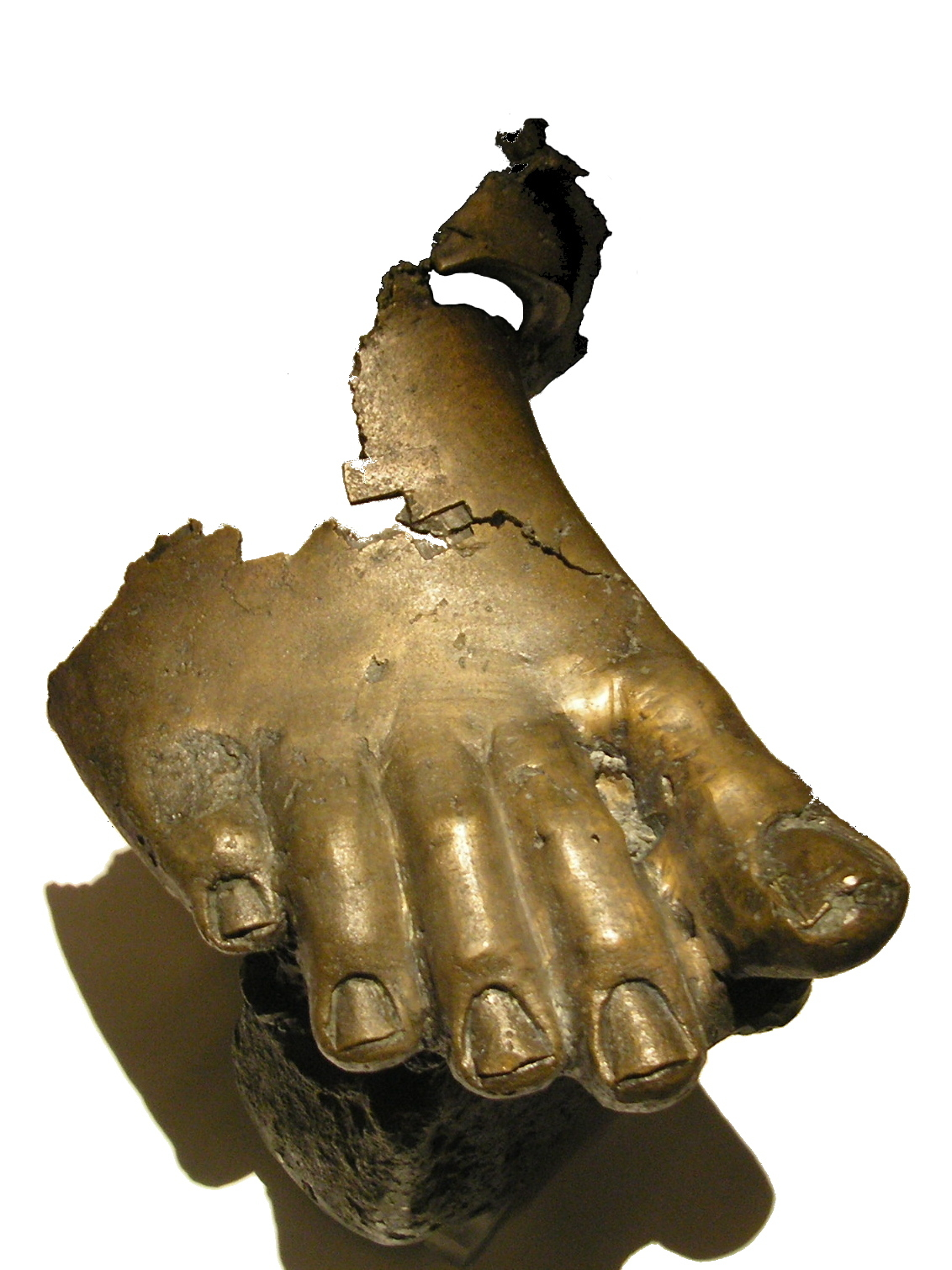
Fußfragment einer Bronzestatue vom Forum Vindobonas, 2./3. Jahrhundert n. Chr., gefunden 1800 bzw. 1849 beim Bau des Wiener Neustädter Kanals

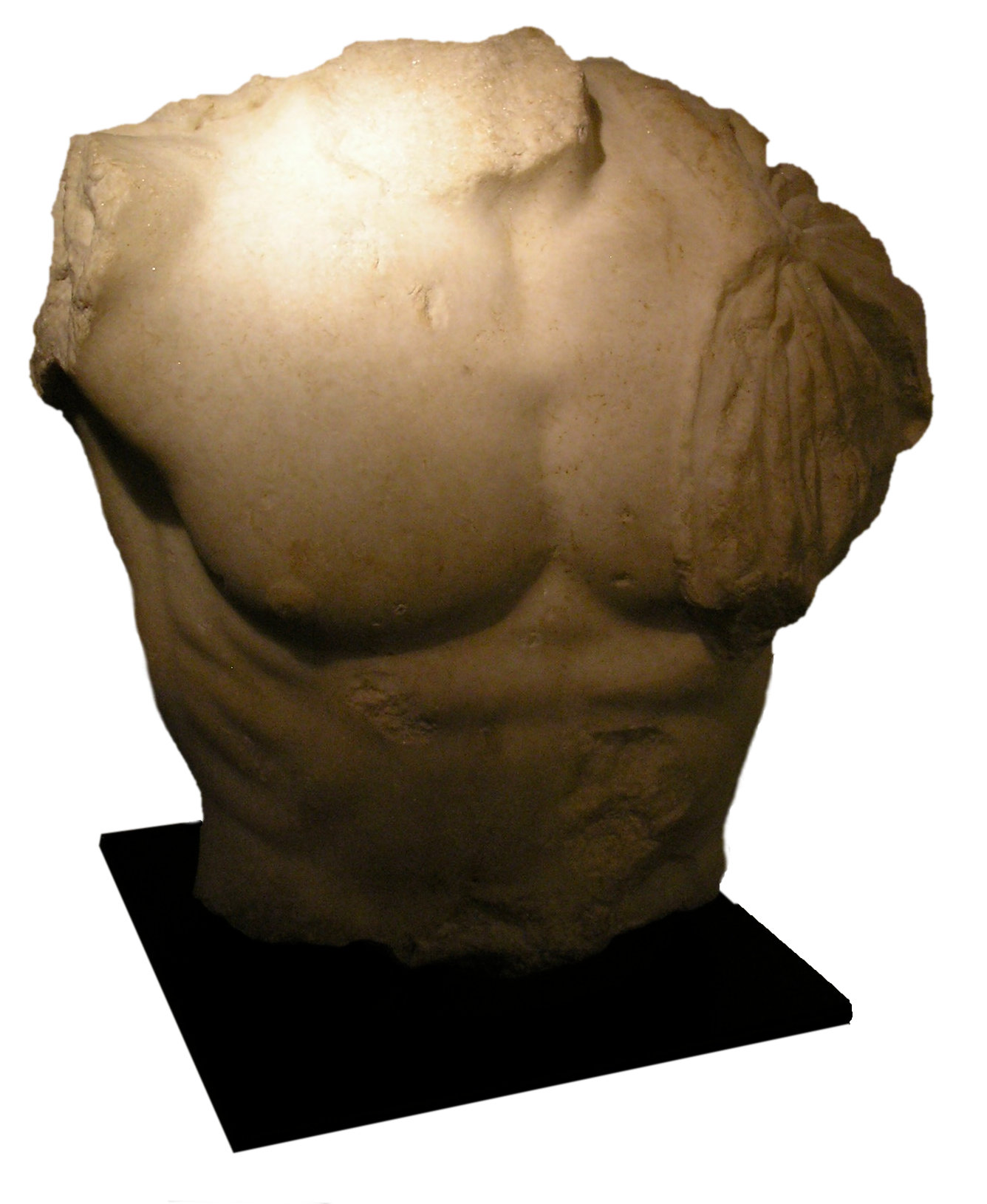
Torso einer Marmorstatue. 2./3. Jahrhundert, gefunden in St. Marx, 1849, die vermutlich einen Kaiser darstellt, sie war wahrscheinlich am Forum aufgestellt und diente dem Kaiserkult

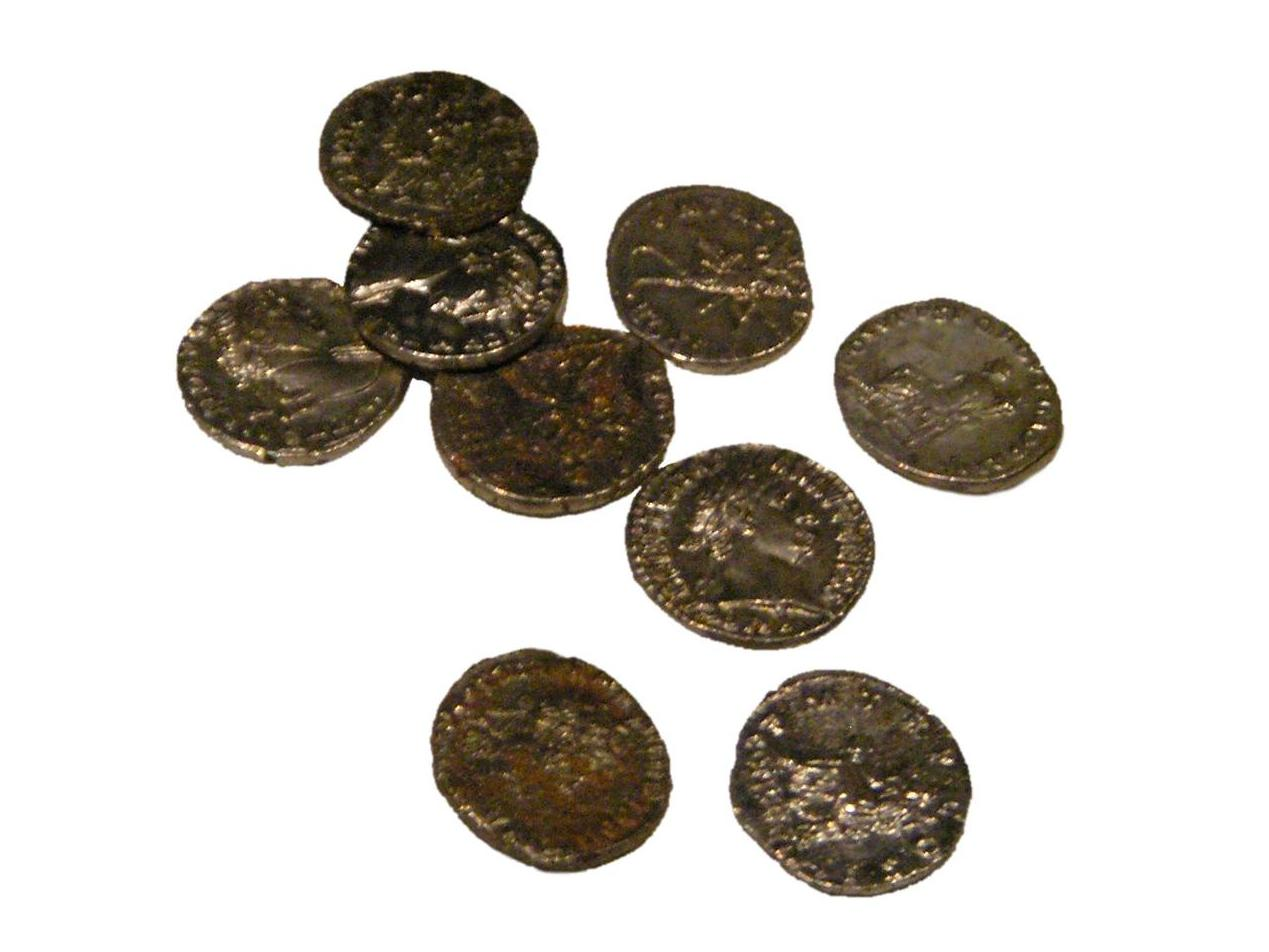
Münzen aus einem Hortfund, 157 v. Chr. bis 138 n. Chr., gefunden am Rennweg 44

Ziegelstempel der Ziegelei Pansiana, Aquileia

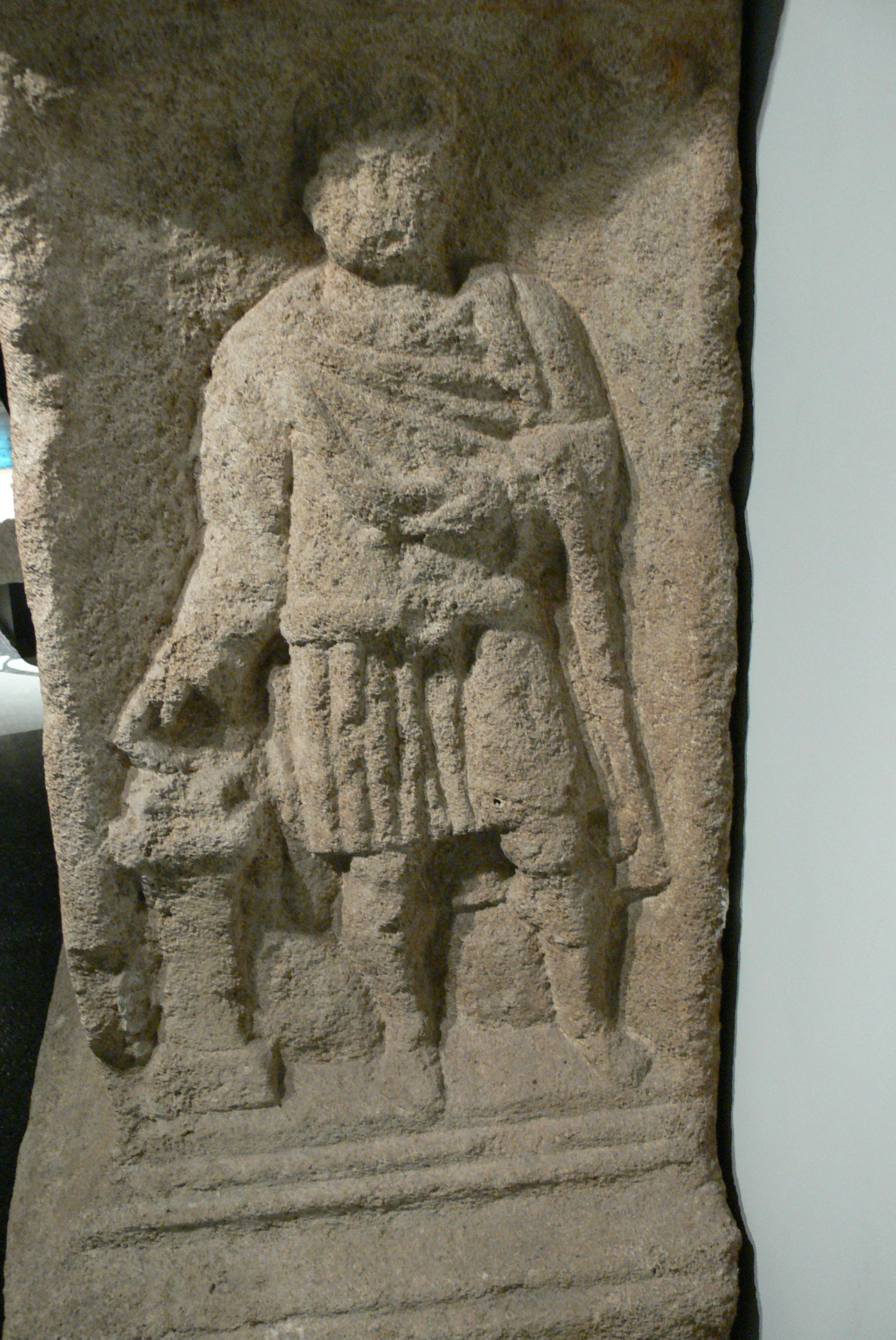
Weihealtar (279 n. Chr.) für Iupiter Optimus Maximus, der einen römischen Offizier bei einer Opferhandlung darstellt; gefunden 1899 in der Vorderen Zollamtsstraße 5–9

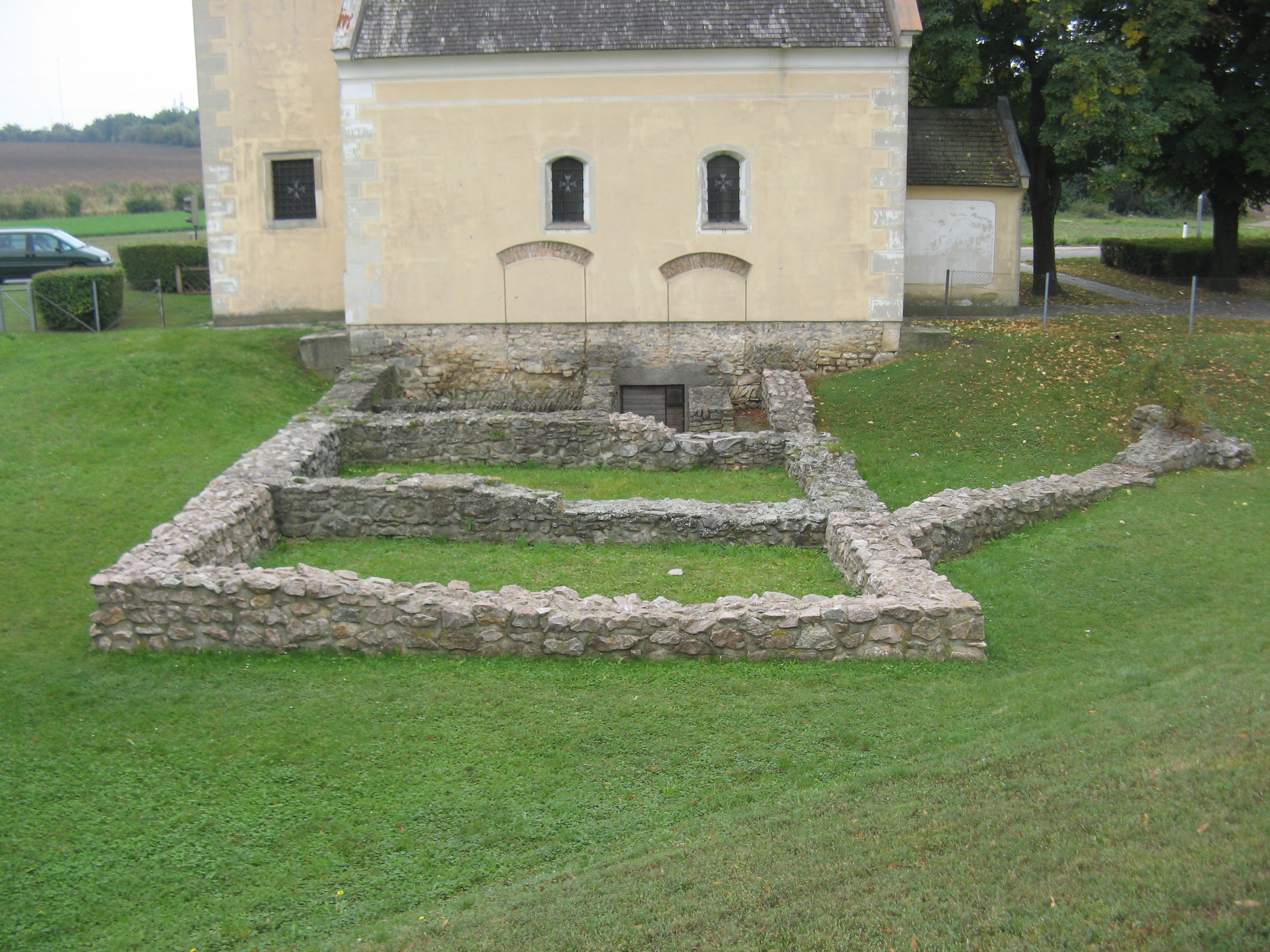
Johanneskirche in Unterlaa mit Ausgrabungen (2011)

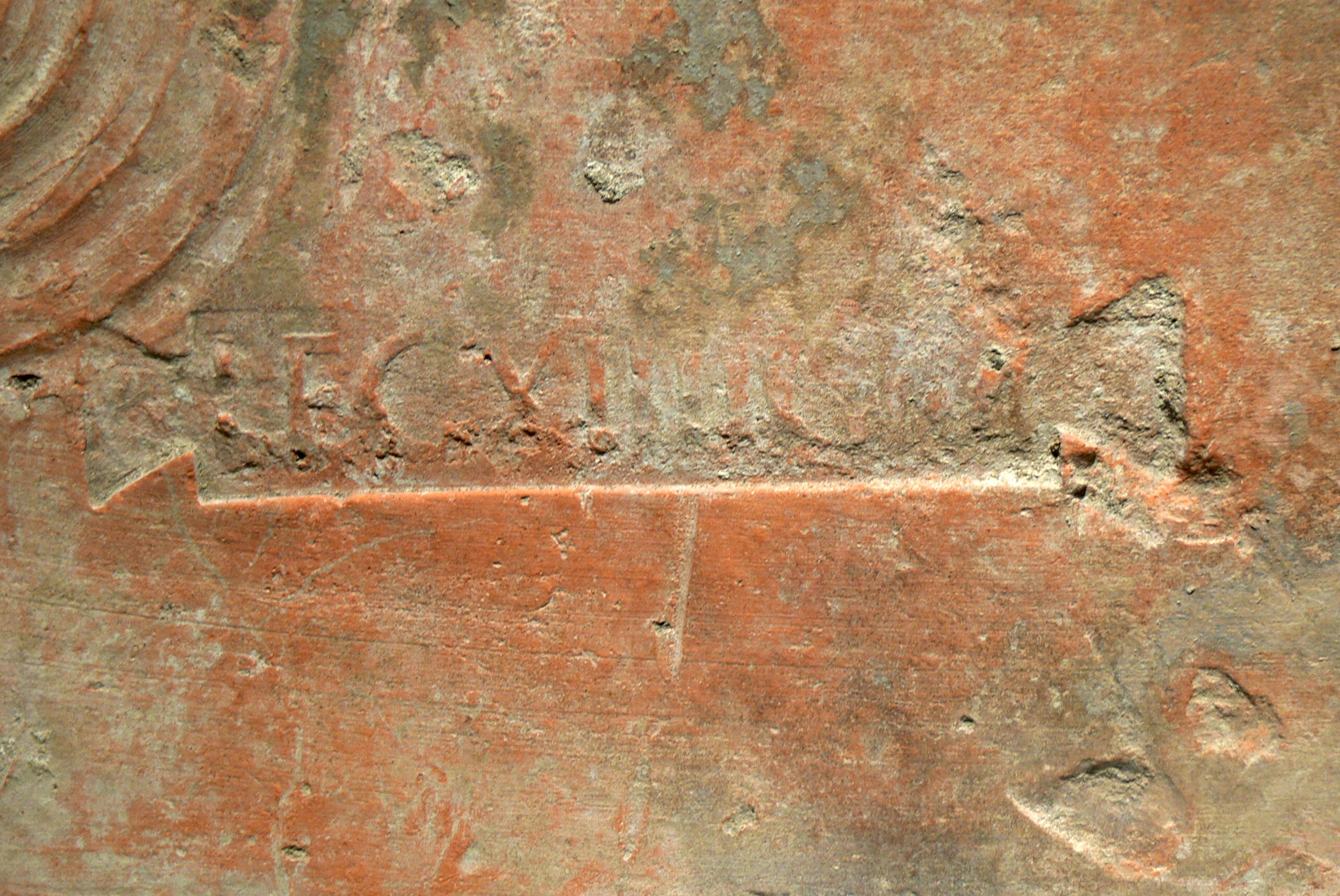
Hypokaustenziegel (2. Jahrhundert) mit Ziegelstempel der Legio XIIII

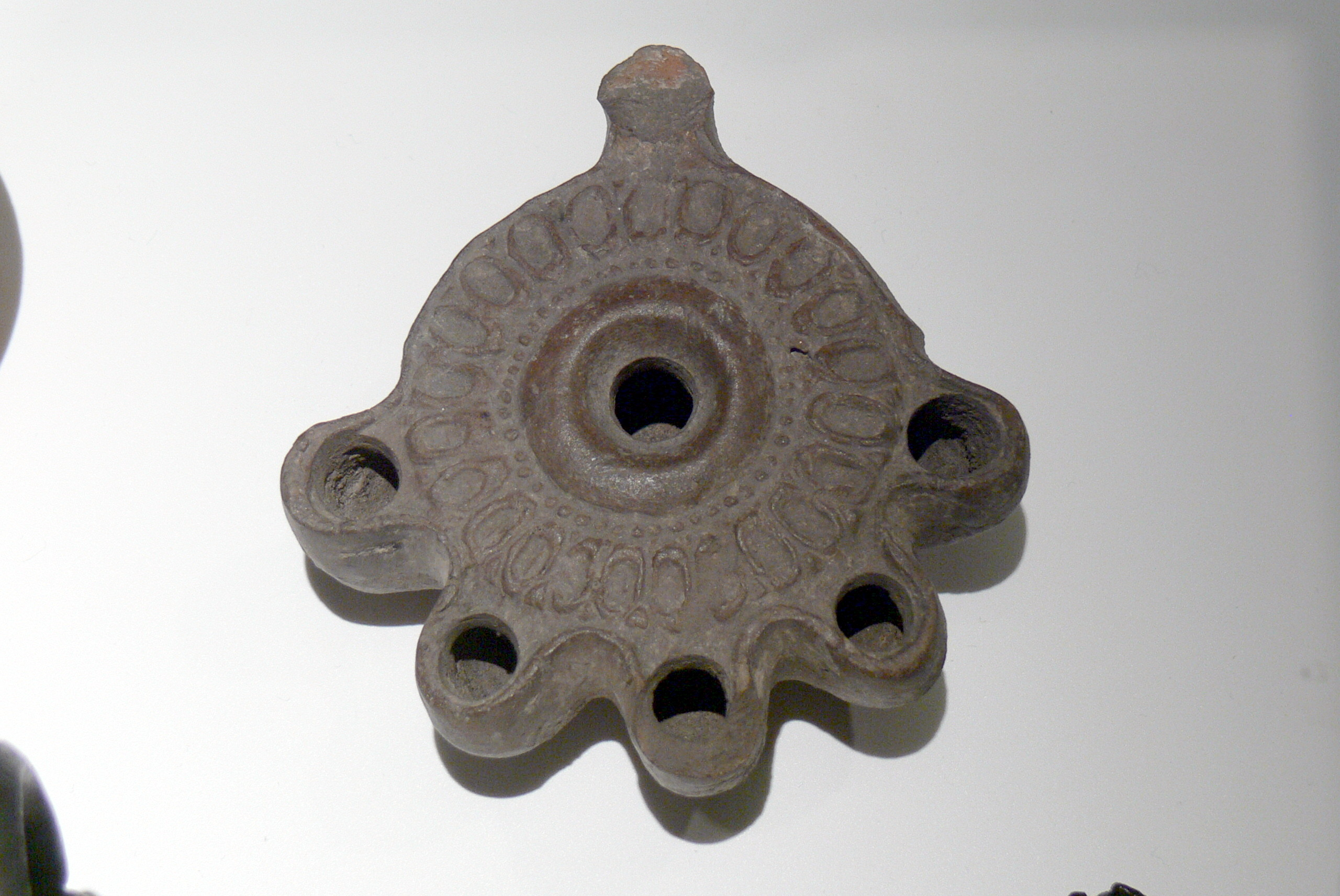
Fünfflammige römische Öllampe

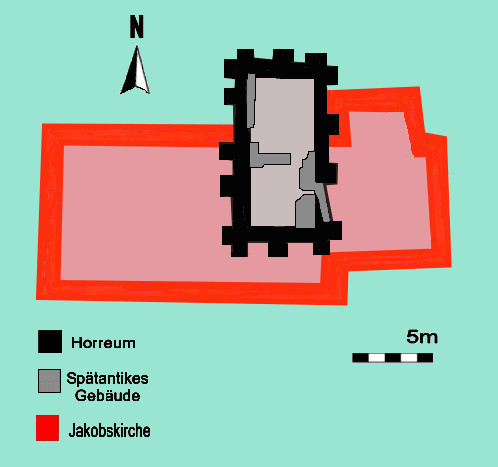
Befundplan der römischen Gebäude in Wien-Heiligenstadt/Jakobskirche, 3. bis 4. Jahrhundert n. Chr.

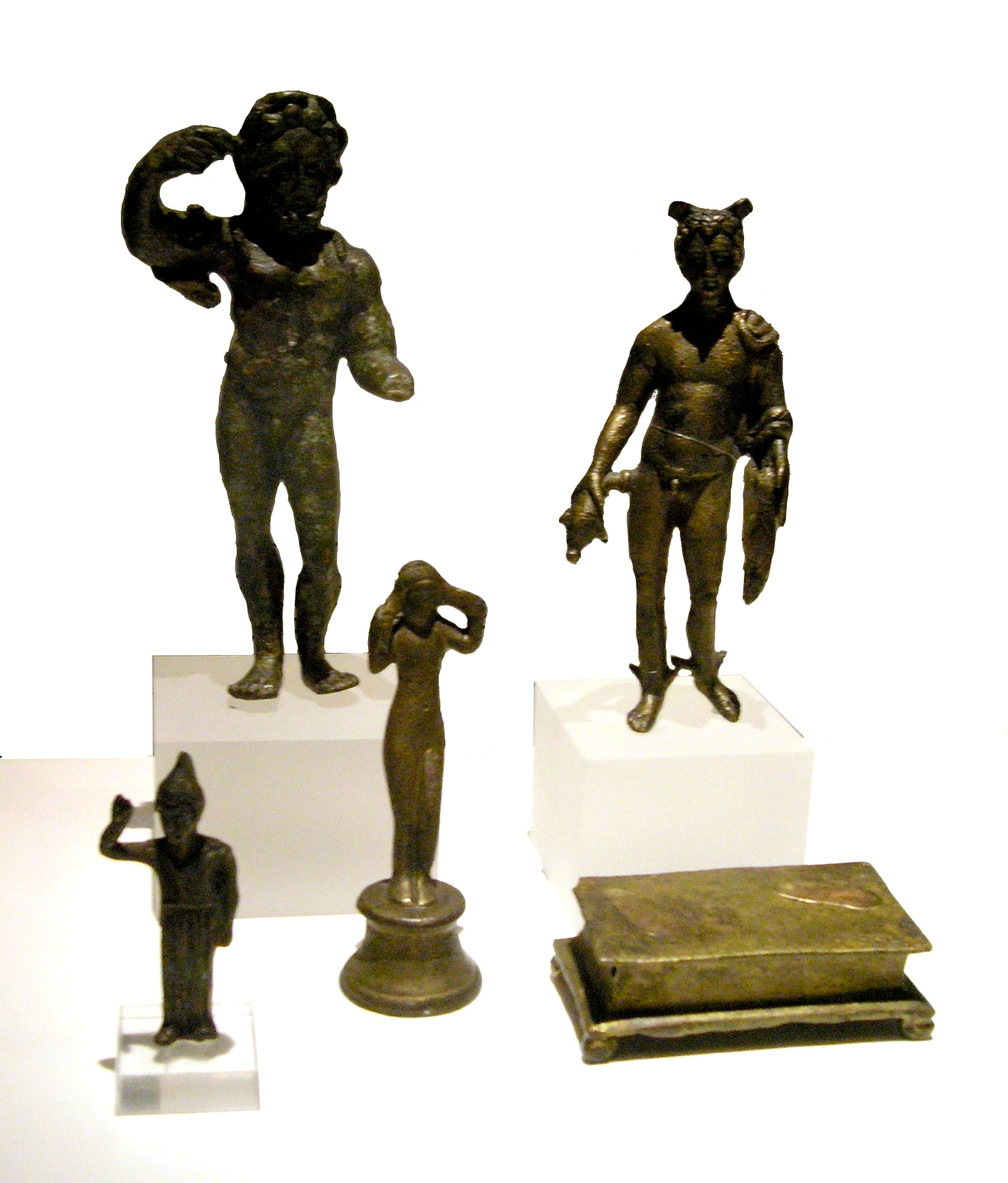
Römische Götterstatuen im Römermuseum Wien

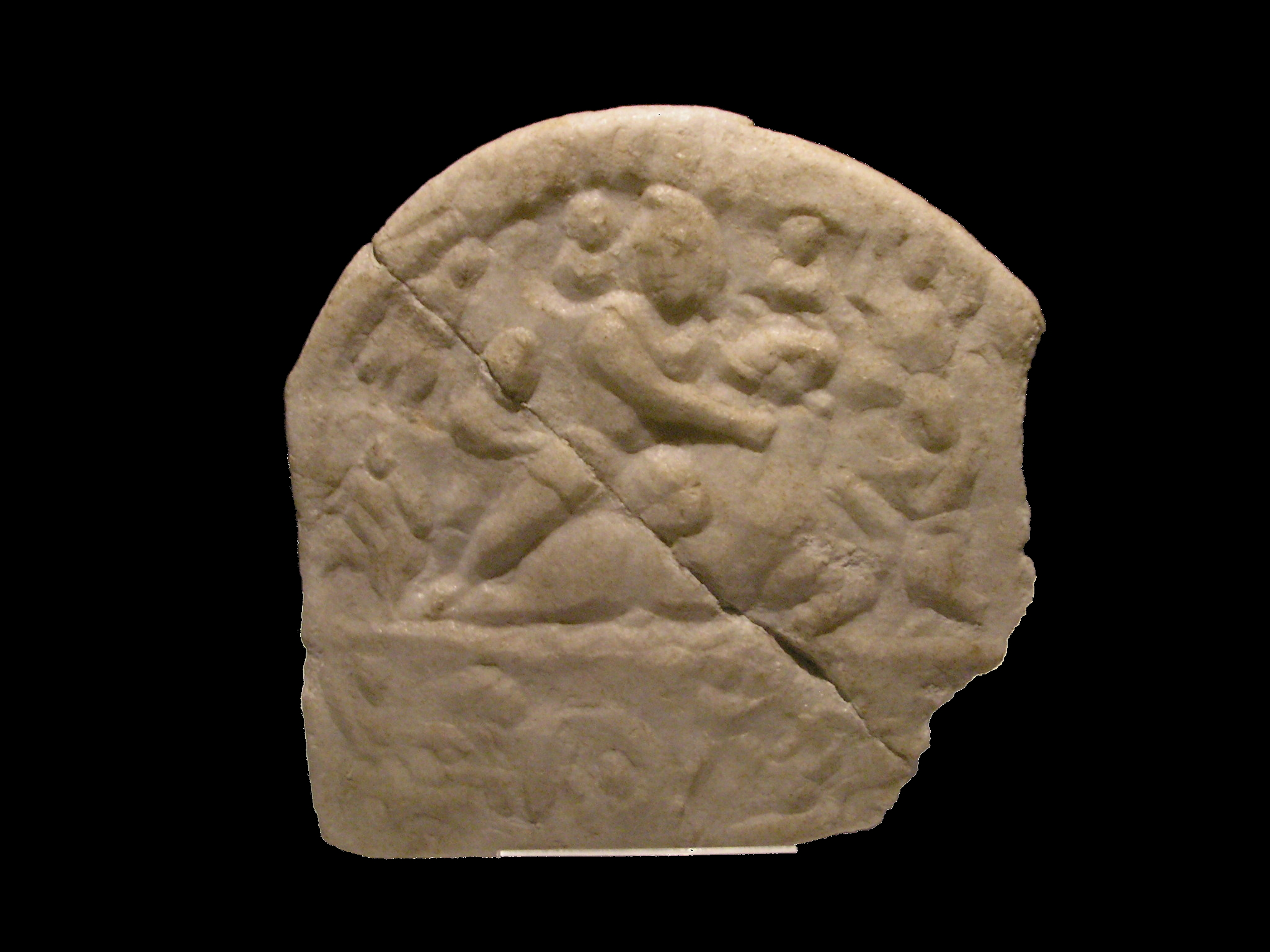
Mithrasrelief, 150–250 n. Chr., Marmor, gefunden im Botanischen Garten

Vom 1. bis zur Mitte des 3. Jahrhunderts n. Chr. entstanden auf der Schotterterrasse rund um das Legionslager größere canabae legionis (Lagerstadt), die unter Militärverwaltung standen. Zur gleichen Zeit entwickelte sich auf dem Gebiet des heutigen 3. Bezirks (Landstraße) parallel dazu die Zivilstadt, das spätere Municipium.

### Lagerstadt

#### Entwicklung
In der unmittelbaren Umgebung des Legionslagers (intra leugam, das heißt, im Umkreis einer gallischen Leuge = 2,2 km) entstand im Laufe der Jahrhunderte eine Lagerstadt (Canabae legionis), wo hauptsächlich Geschäftsleute, Händler und Handwerker und die Familien der Soldaten lebten. Intra leugnam bezeichnete eine strategische Schutzzone bzw. das Glacis des Lagers, das eine staatsrechtliche und auch sakrale Sonderstellung einnahm. Die Bewilligung zur Nutzung dieses Landstreifens durch die Zivilbevölkerung wurde vom Lagerkommandanten nur unter bestimmten Voraussetzungen gewährt. Das sich in einem Halbbogen im Norden, Süden und Osten um das Lager erstreckende, etwa 94 ha große Areal der mehrere Bauphasen umfassenden Militärsiedlung lag auf dem Areal der Kastellterrasse und an ihren Abhängen, heute der I., IX. und VIII. Wiener Gemeindebezirk. Im Westen waren die Spuren der canabae bis zur Votivkirche feststellbar. Einzelfunde lassen vermuten, dass sie sich aber noch weiter darüber hinaus erstreckte. In Richtung Osten und Süden dehnte sie sich bis zum Ottakringer Bach, zur Hofburg, zum Ufer des Wienflusses und bis über die Ringstraße aus. Der Wienfluss dürfte dort wiederholt bei Hochwasser über seine Ufer getreten sein. Wie aus der Inschrift eines dem Flussgott Acaunus geweihten Altars hervorgeht, wurden deshalb Schutzbauten an seinen Ufern errichtet. Im Osten, im Bereich der Johannesgasse, ist eine Besiedlung erst ab dem 2. Jahrhundert nachweisbar. Viele der in der canabae untersuchten römischen Bauten richteten sich nach den heutigen Straßen aus, was annehmen lässt, dass der Verlauf des Straßennetzes sich seit der Antike nicht wesentlich verändert hat.
Die Lagerstadt existierte vermutlich vom 1. bis in die zweite Hälfte des 3. Jahrhunderts (90–260). Wahrscheinlich lebten dort bis zu 16.000 Menschen. Die Markomannenkriege verursachten auch dort schwere Schäden, diese wurden jedoch nach Beendigung der Kämpfe rasch wieder beseitigt. Unter den Severern erfuhr sie einen deutlichen Wiederaufschwung, wie man anhand der Funde deutlich erkennen konnte. Im späten 3. Jahrhundert rutschte ein Teil des Lößsockels, auf dem das Legionskastell und die Lagerstadt standen, wegen Unterspülung in die Donau. Dieser Katastrophe fiel auch ein Teil ihres westlichen Viertels zum Opfer. In den zunehmend unsicher werdenden Zeiten des späten 3. Jahrhunderts wurde ein Großteil der canabae aufgegeben und die Bevölkerung siedelte sich innerhalb des Legionslagers an. Im 4. Jahrhundert war die überwiegende Mehrzahl der Häuser nicht mehr bewohnt und dem Verfall preisgegeben. Nach der endgültigen Zerstörung der canabae wurde das Gelände einplaniert und danach als Gräberfeld genutzt. Davon ausgespart blieb nur das Viertel um den heutigen Michaelerplatz und die Stallburg, wo noch einige Werkstätten betrieben wurden. Deren Gebäude unterschieden sich jedoch von den Baustrukturen der mittleren Kaiserzeit.

#### Befunde
Über die Baustrukturen der Militärstadt ist, bedingt durch ihre Lage im größtenteils dicht verbauten Stadtzentrum, nicht viel bekannt. Hinzu kam, dass der Abbruch ihrer Gebäude zur Gewinnung von Baumaterial für die Reparatur der Nordfront des Legionslagers wohl schon nach der Überschwemmungskatastrophe im späten 3. Jahrhundert einsetzte. Beim Ausbau Wiens zur Babenbergerresidenz im 12. Jahrhundert fielen wohl auch die letzten noch sichtbaren Ruinen der Lagerstadt dem Steinraub zum Opfer. Öffentliche Einrichtungen wie zum Beispiel ein Forum, Tempel, ein Theater oder Thermen konnten bislang nicht entdeckt werden. Die frühesten Befunde im Westen stammen aus spätflavischer (domitianischer) Zeit. Die ältesten Befunde im südwestlichen Bereich kamen am Michaelerplatz und innerhalb der Stallburg zum Vorschein. Hier wurden Teile der mittelkaiserzeitlichen Siedlung bis in spätrömische Zeit genutzt. Die bebauten Flächen der Militärstadt breiteten sich bevorzugt entlang der Hauptstraßen aus. Hinweise für Werkstättenbetriebe gibt es vor allem an der Limesstraße und am Ottakringer Bach. In den canabae wurden auch auffällig viele Töpferöfen betrieben (Oppolzergasse, Stallburg, Spiegelgasse, Neuer Markt und Himmelpfortgasse). Ein solcher Kuppelofen konnte in der heutigen Herrengasse, einst ein Teil der Limesstraße, vollständig ausgegraben werden. Die Auswertung der Ziegelstempel lässt annehmen, dass das Militär auch am Bau der Lagerstadt maßgeblich beteiligt war. Bei Arbeiten an der künftigen U5-Station Frankhplatz wurden 2020 die Steinfundamente eines zur Straße orientierten römischen Gebäudes, kleine Gräbchen als Spuren von Parzellengrenzen und mittelalterliche Keller freigelegt. Zu den bemerkenswertesten Einzelfunden gehört ein Gefäß zur Käseproduktion, das ebenfalls noch aus römischer Zeit stammt. Überreste von zwei mutmaßlichen Töpferöfen weisen zudem auf ein größeres römisches Gewerbegebiet in diesem Bereich hin. Unter den antiken Fundstücken befindet sich auch eine gut erhaltene tönerne Komödienmaske, die bei Theateraufführungen verwendet wurde. Über die Alser Straße verlief ein stark frequentierter Fernweg, der vom Legionslager zu den Ziegeleien in Hernals und dann weiter in Richtung des Kastells Comagena (Tulln) führte. Bislang war nur bekannt, dass sich hier ein spätantikes Gräberfeld befand. Die beobachteten Siedlungsreste sind jedoch wesentlich älter als das Gräberfeld und stammen vermutlich aus der Zeit vom Ende des 1. bis zum 3. Jahrhundert n. Chr. Es zeigt, dass sich die canabae legionis flächenmäßig viel weiter als bisher angenommen nach Westen erstreckt haben müssen.

#### Gebäude
Die meisten Gebäude wurden in Holz- oder Fachwerktechnik mit Steinsockel hochgezogen, auch gänzlich aus Stein bestehende Häuser mit frontseitig zur Hauptstraße stehenden Säulenkolonnaden kamen vor. Ein typisches Gebäude der Militärsiedlung, ein Streifenhaus, wurde an der Kreuzung der Limesstraße mit der aus dem Südtor des Lagers führenden Fernstraße nach Scarbantia ausgegraben (Michaelerplatz). Die Streifenhäuser der canabae waren in Wohn- und Arbeitsräume unterteilt. Ihre Front war meist zur Straßenseite ausgerichtet. Die vorderen Räume fungierten als Geschäftslokal (tabernae) und Warendepot, im hinteren Teil befanden sich die Wohn-, Schlaf- und Arbeitszimmer. Die Wände waren weiß verputzt und mit Malereien, die Weinranken darstellten, dekoriert. Im Hinterhof befanden sich meist Brennöfen und die dazugehörende Werkstatt. Direkt an der Kreuzung fand man auch einen Mauersockel, auf dem eine Art Ehrenmal gestanden sein muss.

### Zivilstadt
Die Zivilstadt lag am Ostufer des Wienflusses, ihre exakte Lokalisierung ist problematisch. Die bisherigen römerzeitlichen Funde im 3. Bezirk (Rennweg, Oberzellergasse, Engelsberg- und Riesgasse) gehören nach jüngsten Forschungsergebnissen wohl zur westlichen Peripherie der Zivilstadt, deren Zentrum mit großer Wahrscheinlichkeit auf dem Gelände der Rennwegkaserne und des Zentralviehmarktes von St. Marx lag.

#### Entwicklung
Nach der Datierung der bisher geborgenen Fundobjekte bestand die Zivilstadt von der flavischen Zeit bis ins späte 3. Jahrhundert. Zum Zeitpunkt ihrer größten Ausdehnung von 0,4 km² erstreckte sie sich in ihrer Längsachse vom Botanischen Garten/Rennweg 12, an dem ungefähr die um das Legionslager gezogene Schutzzone (intra leugam) endete, bis etwa zum St. Marxer Bürgerspital. Dort entdeckte man einen Meilenstein mit der Aufschrift „A VIND M P II“(ad Vindobona milia passuum duo, ab Vindobona zwei römische Meilen). Das Areal der Zivilstadt lag östlich des Wienflusses, ca. eine Leuge (2,2, km) vom Legionslager entfernt, entlang der Straße nach Kastell Ala Nova und Carnuntum. Es handelte sich um ein leicht abschüssiges, vor Hochwasser geschütztes Plateau, das etwas von Süden nach Norden abfiel. An ihrem südlichen Ende stieß die Siedlung an den Steilhang der Arsenalterrasse, im Norden an den südlichsten Seitenarm der Donau. Ein weiterer Indikator für die Entwicklung zur Stadt war die verkehrsgünstige Lage an mehreren Straßen, die vom Legionslager zu den Ziegeleien im heutigen 17. Bezirk und nach Carnuntum und Scarbantia führten. Die Zivilstadt war zusätzlich von einer Mauer umgeben, ihre meist streifenförmigen Gebäude waren rechtwinkelig zur Limesstraße orientiert und dienten Geschäfts-, Werkstatt-, Arbeits- und Wohnzwecken.
Erste Besiedelungsspuren im heutigen 3. Wiener Gemeindebezirk stammen aus der Bronzezeit. Seit dem 9. Jahrhundert v. Chr. wurde das Gebiet von den Kelten besiedelt, die vermutlich Träger der Latène-Kultur waren. Eine keltische Siedlung auf dem Gebiet zwischen dem heutigen Rennweg und dem oberen Belvedere dürfte bis zur Ankunft der Römer im 1. Jahrhundert bestanden haben. Wahrscheinlich wurden auch die Kelten vom Oppidum am Leopoldsberg dort angesiedelt. Ab dem 2. Jahrhundert expandierte die Zivilstadt stetig, was aber durch die Markomannenkriege jäh unterbrochen wurde. Zu Beginn des 3. Jahrhunderts erlebte die Stadt einen weiteren Aufschwung und erreichte ihre größte flächenmäßige Ausdehnung. Zu diesem Zeitpunkt dürften dort um die 15.000 Menschen gelebt haben. Sie wurde mit ziemlicher Sicherheit nicht nach dem klassischen Rasterprinzip römischer Pflanzstädte angelegt, sondern hatte auf Grund ihrer natürlichen Entwicklung zwischen zwei großen Straßen (Munizipal- und Limesstraße) wohl vicusartigen Charakter. Im Westen der Zivilstadt kamen bislang elf Töpferöfen zum Vorschein, was die Bedeutung der Stadt als zweites großes Handwerkszentrum neben den canabae legionis auf dem Gebiet von Vindobona bestätigt. Diverse Funde von Schmuck, Münzen und Importware belegen einen bescheidenen Wohlstand seiner Bürger. Im späten 3. Jahrhundert begann das Stadtareal wieder zu schrumpfen, da die Bewohner begannen, wegen der zunehmenden Gefahr durch Barbarenüberfälle entweder aus der Stadt abzuwandern oder sich hinter den Mauern des Legionslagers in Sicherheit zu bringen. Schließlich wurde die Siedlung ganz aufgegeben. Eine Gruppe setzte sich im Bereich des heutigen Kardinal-Nagl-Platzes fest und befestigte ihre kleine Siedlung mit einem Erdwall, der vermutlich auch die Wirren der Völkerwanderungszeit überdauerte.

#### Befunde
Bis heute sind nur ihre westlichen Viertel einigermaßen bekannt. Es sind keine sichtbaren Gebäudereste erhalten geblieben. Das Areal konnte auf Grund der dichten Bebauung nur an wenigen Stellen (zum Beispiel Botanischer Garten, Rennweg) genauer untersucht werden. Aufgrund der bisherigen Befunde geht die Forschung von einer vicusähnlichen, stark von Handwerksbetrieben geprägten Durchgangssiedlung an der Limesstraße aus.
Öffentliche Bauten wie Theater, Verwaltungsgebäude oder Ähnliches wurden bislang nicht entdeckt. Die ca. 6,8 Hektar große bebaute Kernzone der Zivilstadt erstreckte sich entlang des heutigen Rennwegs, der weitgehend mit der einstigen Limesstraße identisch sein dürfte (weiterer Verlauf: Höhe Reisnerstraße im Nordwesten, Schlachthausgasse, bis zur Landstraßer Hauptstraße im Südosten). Sie durchquerte das antike Stadtgebiet in ganzer Länge von Osten nach Westen.
Das Kapitol lag vermutlich nordwestlich des Aspanger Bahnhofes, dort fand man auch vermehrt Fragmente von Statuen (zum Beispiel Marmortorso, Bronzestatue). Das Forum könnte sich bei der Rennwegkaserne oder beim Zentralviehmarkt St. Marx befunden haben.
Anfang des 20. Jahrhunderts wurden beim Botanischen Garten vier langgestreckte, mehrphasige Gebäudekomplexe (1. bis 4. Jahrhundert) mit insgesamt 30 Räumen entdeckt, die für Wohn- und Wirtschaftszwecke genutzt worden waren. Von den Bauten war neben den Fundamenten nur ein kleiner Keller fast vollständig erhalten geblieben. Sie verfügten über verputzte Wände und Bodenestriche. Vermutlich wurden sie in den Markomannenkriegen zerstört und danach wieder aufgebaut. Nördlich davon stieß man auf eine römische Schotterstraße.
In der westlichen Oberzellergasse wurden 1910 Brandgräber aus dem 1. Jahrhundert und ein antiker Gebäudekomplex aus dem späten 2. oder frühen 3. Jahrhundert ergraben, der vermutlich als Badehaus gedient hatte. Wahrscheinlich hatte man in der ersten Hälfte des 3. Jahrhunderts bei der zweiten Stadterweiterung nach Westen einen frühkaiserzeitlichen Friedhof überbaut. Die Therme oder balneae war 26 m × 23 m groß und bestand aus fünf teilweise beheizbaren Räumen und einer Apsis. Ihre Mauerstärke betrug 0,7 bis 0,8 m.
Anfang der 1990er Jahre wurden am Rennweg Nr. 44 zwei mehrphasige Gebäude mit gemauertem Keller, Toilette und Schlauchheizungssystem freigelegt und ein Münzhort von 138 (1261 Silber- und 7 Goldmünzen) geborgen.
Im Jahr 2005 fand man am Rennweg 16 die Überreste von zwei Streifenhäusern, in denen u. a. eine Garküche mit Grillgrube, Latrine und Erdkeller untergebracht war.
Gemauerte Abwasserkanäle, vergleichbar mit denen im Legionslager (Am Hof/Feuerwehrzentrale) haben sich in der Zivilstadt nicht erhalten. Die Abwasser- und Abfallentsorgung erfolgte wohl größtenteils über Sickergruben bzw. stillgelegte Brunnenschächte.

#### Gebäude
Das Areal der Zivilstadt wurde in langrechteckige, durch Gräbchen abgegrenzte, 50 bis 80 m lange Parzellen unterteilt, auf der die Siedler zunächst 8–13 m breite Holzgebäude, sogenannte Streifenhäuser oder Grubenhäuser, errichteten. Ihre Abmessungen waren typisch für gallo-römische Wohnbauten. Sie standen auf Kies- oder Steinfundamenten und verfügten vereinzelt auch über Holz-, Stein- oder Erdkeller. Am Rennweg 44 wurde eines dieser Grubenhäuser genauer untersucht. Es stammte aus dem frühen 2. Jahrhundert, maß 2,50 m × 2 m und war etwa 0,70 m in den Boden eingetieft. Der Dachstuhl wurde von drei Holzpfosten abgestützt. Das Haus wurde von Norden aus betreten und war in einem Werk- und Wohnbereich unterteilt. Die nachfolgenden Bauten hatten Wände aus vermörtelten Bruchsteinen. In dieser Bauphase wurden auch etwas breitere, komplexere Bauten und solche beobachtet, deren Räume um einen Innenhof gruppiert waren.
Die Innenausstattung war sehr einfach gehalten, dennoch waren die Wände mit Malereien dekoriert. Die Böden bestanden aus Stampflehm, Holzdielen oder aus einem Mörtelestrich, der vereinzelt mit roter Farbe gestrichen war. Der Haupteingang befand sich an der Schmalseite, an einen an der Vorderfront stehenden Portikus schlossen sich die Werk- oder Verkaufsräume und daran die Wohnräume an. Hinter den Häusern lag meist noch ein kleiner Hof, in dem sich Brunnen, Feuerstellen, Werkplätze, Materialentnahmegruben, Latrinen und Ähnliches befanden.

#### Stadtmauer
Möglicherweise wurde im 2. Jahrhundert auch eine repräsentative Stadtmauer errichtet, aber bald wieder dem Verfall preisgegeben. In der Hohlweggasse, Eslarngasse und Klimschgasse wurden Profile von Spitzgräben beobachtet, die offenbar das antike Stadtgebiet bis zum Ende des 2. Jahrhunderts im Norden und Osten begrenzten. Alfred Neumann hielt sie für Gräben eines Hilfstruppenkastells. Neuerliche Untersuchungen in den Jahren 1997 und 2005 ließen jedoch erkennen, dass sie mit ziemlicher Sicherheit zu einer Umwehrung der Zivilstadt gehörten.
Es handelte sich um ein Doppelgrabensystem, das der oben erwähnten Mauer oder einer Palisade vorgelagert war. An der Außenseite verlief ein 1,50 m breiter und 1,30 m tiefer Graben, parallel zu ihm, im Abstand von 150 m, ein größerer Spitzgraben mit einer Breite von 4,80 und einer Tiefe von drei Metern. Sein Böschungswinkel betrug 40–50 Grad. In seinem untersten Bereich befand sich eine Schlammschicht, ein Anzeichen dafür, dass er nicht regelmäßig gewartet wurde. Später wurden beide zur Gänze wieder zugeschüttet. Südwestlich der Gräben konnten an zwei Stellen Reste einer Mauer oder steinernen Fundamentierung für eine Holzkonstruktion zur Abstützung einer Wallaufschüttung festgestellt werden. Die Gräben umfassten vermutlich ein Areal in der Größe von 132.750 m².

#### Verwaltung
Verwaltungsrechtlich dürfte die Stadt bis zum frühen 3. Jahrhundert als vicus eingestuft gewesen sein. Sie verfügte damit über keine eigene Administration und Jurisdiktion. Diese Agenden lagen in den Händen der Militärverwaltung. Die Mehrheit seiner Bewohner galt als „Fremde“ (peregrini), das heißt, sie hatten nicht das römische Bürgerrecht. Dies änderte sich erst im Jahr 212, als Kaiser Caracalla allen freien Bewohnern des Reiches per Dekret das Bürgerrecht zugestand. Wann genau Vindobona zum Municipium (Municipium Aelium?) erhoben wurde, blieb bislang unbekannt. Es gibt berechtigte Zweifel, ob es überhaupt jemals dazu gekommen ist. Es wäre die vorletzte der elf Römerstädte auf dem Staatsgebiet des heutigen Österreich gewesen, der dieses Recht zugestanden wurde. Der einzige diesbezügliche Hinweis, ein 1544 von Wolfgang Lazius sichergestellter römischer Weihealtar, der auf seiner Inschrift ein Stadtratsmitglied (decurio municipii Vindobonae) nannte, ist verschollen. Die Weiheinschrift soll, laut Lazius, einen gewissen C. Marcius Marcianus als Präfekt der cohors fabiane nennen, der demnach auch Ratsmitglied des Munizipium gewesen wäre. Der Altar wurde auch nicht auf dem Areal der Zivilstadt entdeckt, sondern tauchte im 16. Jahrhundert beim Bau der neuen Stadtbefestigungen (Schottenbastei) im 1. Bezirk auf. Die angeblich von Lazius persönlich angefertigte Fundzeichnung könnte auch ge- oder verfälscht worden sein. In Lanzendorf kam ein heute ebenfalls nicht mehr auffindbarer Inschriftenstein einer cohors fabiana mit der Erwähnung eines municipium Vindobona ans Tageslicht. Auf einem in Wien aufgefundenen Bronzetafelfragment aus der Zeit des Kaisers Galba (68–69) ist in der dritten Zeile eine Buchstabenfolge, muni[...], zu erkennen, die sich zum Wort muni[cipium]/muni[ceps] ergänzen ließe. Es ist jedoch unwahrscheinlich, dass sie sich auf den rechtlichen Status der Zivilsiedlung bezieht, da der Ort erst viele Jahre später zum Legionsstandort wurde.
Ein sicherer Beweis wäre der archäologische Nachweis eines Kapitols mit Tempeln für die kapitolinische Trias, die obersten Staatsgötter Jupiter, Juno und Minerva. Solche Heiligtümer durften nur in Orten mit offiziell verliehenem Stadtrecht errichtet werden. Die massive Förderung der Grenzregionen an der Donau unter dem Severischen Kaiserhaus spricht dennoch für die Erhebung zur autonomen Stadt zweiter Ordnung im frühen 3. Jahrhundert. Auch der Fund von Fragmenten einer überlebensgroßen marmornen Gewandstatue sowie zwei Fingern und einem Fuß von zwei qualitätvoll gearbeiteten Bronzestatuen, die vermutlich ursprünglich auf dem Forum aufgestellt waren, sind ein Indiz dafür. Eine frühere Stadterhebung war wohl auch aus wirtschaftlichen Gründen nicht möglich, da diese mit der Errichtung von repräsentativen öffentlichen Bauten (Forum, Therme, Kapitol, Verwaltungsgebäude) verbunden war.
Über die genaue Ausdehnung ihres Verwaltungsbezirks herrscht in der Forschung noch immer Unklarheit. Der ager Vindobonensis stieß im Westen (Wienerwaldhöhen) vermutlich bis an die Grenze zur Provinz Noricum bei Greifenstein. Im Süden begrenzten entweder die Flüsse Liesing oder die Schwechat bis Baden (Aquae) das Stadtterritorium. Im Südwesten reichte er wahrscheinlich bis ins Steinfeld bei Wiener Neustadt heran. Im Norden wurde er durch die Donau begrenzt und im Osten bildete wohl die Schwechat die Trennlinie zum Territorium von Carnuntum. In der Umgebung des Legionslagers und der Zivilstadt lagen viele kleinere Siedlungen (vici), darunter die Villen von Unterlaa (eine der größten, die bisher auf österreichischen Boden freigelegt wurde), Rothneusiedl, Lainzer Straße, Lainzer Tiergarten, Mauerbach sowie die Brückenkopfsiedlung Inzersdorf (am Übergang der Fernstraße Vindobona-Scarabantia/Ödenburg).

## Wasserversorgung
Legionslager und Zivilsiedlungen wurden entweder über Hausbrunnen bzw. Zisternen oder über das große Aquädukt bzw. eine gemauerte und begehbare Wasserleitung versorgt, die von den Höhen des Wienerwaldes Trinkwasser lieferte. Abschnitte der unterirdisch verlaufenden Leitung konnten in Brunn am Gebirge, Rodaun, Liesing, Mauer, Hetzendorf und Hietzing verfolgt werden. Ob auch die Zivilstadt im 3. Bezirk an dieses Aquädukt angeschlossen war, konnte noch nicht geklärt worden. Einige der in der Zivilstadt aufgefundenen Brunnenschächte waren mit Holzverschalungen und Leitern versehen (Rennweg 44). Als Wasserbehälter wurden in den Häusern meist große Schüsseln aus den unterschiedlichsten Materialien verwendet.
Reste der aus Süden kommenden Wasserleitung konnten im 23. und 12. Bezirk gefunden werden. Zwischen Mauer und Atzgersdorf wurde im Jahre 1905 ein 2,5 km langes Stück erforscht. Boden und Seitenwände waren massiv aufgemauert und mit wasserdichtem Mörtel verputzt. Die Höhe des Kanals betrug 60–65 cm, die Breite etwa 50 cm; sie verjüngte sich an der Sohle bis auf 40 cm. An der Oberseite war sie mit Steinplatten abgedeckt. In dem untersuchten Teilstück konnten auch zwei Schlammabsetzer dokumentiert werden. Es handelte sich um zwei kleine Becken, etwa 30 cm tief und 70 cm lang, ihre Wände waren an der Einlaufstelle höher als an der Abflussstelle. Das Gefälle der Leitung war möglichst gering gehalten, damit der Wasserdruck bei Volllast die Abdichtung der Leitungswände nicht zu sehr beanspruchte. Auf 2,5 km ergab sich ein Gefälle von nur 1,46 m. Weitere Abschnitte der Wasserleitung befanden sich in Laab im Walde (wobei diese Fundstelle zweifelhaft beschrieben ist: Bei Laab im Walde wurde 1931 eine angeblich römische Wasserleitung gefunden. Die Fundmeldung ging durch die Tageszeitungen, wobei allerdings eine Zusammenschau der Meldungen zeigt, dass nicht eine römische Wasserleitung gefunden worden sein dürfte, sondern beim Bau der neuen Wasserleitung für die Ortschaft eine aus Steinquadern gebaute römische Brunnenfassung, was nicht dasselbe ist und diese Fundstelle nicht als Teil der hier behandelten Wasserleitung erscheinen lässt.) und in der Lainzer Straße Nr. 119, Ecke Promenadenweg.

## Fundstätten in den Außenbezirken

### Villae rusticae in Unterlaa und Lainz
Das Land südlich vom Laaer- und Wienerberg scheint zu römischer Zeit relativ dicht besiedelt gewesen zu sein. Die weitläufigen Ebenen in geschützter Südlage und eine gesicherte Wasserversorgung durch die Bäche aus dem Wienerwald boten dort für die Menschen ideale Siedlungsbedingungen.
Im Zuge der Renovierung der Johanneskirche in Unterlaa, eines der ältesten Gotteshäuser Wiens, an der Klederinger Straße im 10. Wiener Gemeindebezirk stieß man auf die Überreste eines mehrphasigen (drei Bauperioden) spätrömischen Gutshofes, der über den Resten einer Siedlung aus dem 1. Jahrhundert errichtet worden war. Die Siedlungsbauten waren noch aus Holz, die Zwischenwände bestanden aus Flechtwerk mit Lehmbewurf. In den Gebäuden selbst und in Abfallgruben im Umkreis stieß man auf die Reste qualitativ hochwertigen Sigillatgeschirrs, was annehmen lässt, dass die Bewohner in einem gewissen Wohlstand lebten. Die Siedlung brannte zu einem unbekannten Zeitpunkt nieder, der Grabstein des indigenen Kelten Devomarus und seiner Familie in der Kirche von Unterlaa beweist, dass die Region aber weiterhin bewohnt war. Der Gutshof (villa rustica) wurde im 4. Jahrhundert errichtet. Sein Hauptgebäude hatte einen quadratischen Grundriss und war mit einer Fußbodenheizung ausgerüstet. Die Trinkwasserversorgung erfolgte über eine Leitung aus Tonröhren. Der Gebäudekomplex umfasste auch ein 280 m² großes Nebengebäude, vermutlich ein Speicherbau mit Werkstätten, 23,5 m lang und 12 m breit. Das ganze Areal war mit einer Mauer umfriedet und von eingezäunten Weideflächen umgeben. Die Funde (Gürtelschnallen und die frühen Sigillaten) deuten auf eine Verbindung zum römischen Militär hin. Der Hof wurde offensichtlich nicht gewaltsam zerstört, sondern schon bald von seinen Bewohnern wieder verlassen und dem Verfall preisgegeben. Die Ruinen wurden im 9. Jahrhundert beim Bau der Johanneskirche abgetragen.
Im Stadtteil Lainz scheint in der Talsenke zwischen Küniglberg und Rotem Berg ebenfalls ein römischer Gutshof gestanden zu sein. Reste davon kamen in der Lainzer Straße zum Vorschein, in der Sauraugasse wurden spätantike Grabstätten untersucht. Weitere römische Mauerzüge wurden in der Veitingergasse beobachtet. Im Lainzer Tiergarten konnte vom Wiener Stadtarchäologen Ortolf Harl eine weitere villa Rustica unbestimmter Größe freigelegt werden.

### Lagerhäuser in Heiligenstadt
Bei archäologischen Grabungen in der Jakobskirche in Heiligenstadt wurde innerhalb der Kirche und teilweise darüber hinausgreifend ein mehrphasiger römischer Bau ausgegraben. Innerhalb dieses Gebäudes befanden sich zwei frühchristliche Gräber. Nördlich der Kirche lag ein römisches Gräberfeld, in dessen Nähe 1980 auch ein Grab aus der Awarenzeit gefunden wurde.
Im Osten des Kirchenschiffs und im Außenbereich vor der Nordwand wurde im Jahr 1952/53 ein römerzeitliches rechteckiges Gebäude mit 15 pilasterartigen Stützpfeilern entdeckt (Größe 10,5 m × 5,5 m). Die verwendeten Ziegel waren von der Legio X geliefert worden. Vermutlich entstand es in der Mitte des 3. Jahrhunderts und war im Gegensatz zum Kirchenbau von Norden nach Süden orientiert. Der Eingang befand sich im Westen. Die Wände waren aus vermörteltem Bruchstein hochgezogen worden. Aufgrund der außen angesetzten Stützpfeiler könnte das Gebäude als Speicher (horreum) gedient haben. Nach dessen Zerstörung wurde darüber in der Spätantike wieder ein etwa gleich großer Bau, allerdings ohne Stützpfeiler, errichtet. Das Mauerwerk bestand aus in Lehm eingebetteten Bruchsteinen. Der Bau war in zwei gleich große Räume unterteilt. Der Eingang befand sich im Osten des nördlichen Raumes. Im südlichen Raum befanden sich zwei Einfassungen aus Stein und Ziegel (18 cm × 180 cm und 60 cm × 90 cm). Nach Auswertung der Ziegelstempel und der übrigen Befunde stammte das Gebäude vermutlich aus dem späten 4. Jahrhundert. Alfred Neumann deutete die Einfassungen als Grabstätten. 1985 fand man im Pfarrgarten ein weiteres Grab aus römischer Zeit. Vermutlich waren die Gebeine schon im Hochmittelalter entfernt worden.
Möglicherweise wurden die Gebäude von den Grenztruppen als Lagerhäuser verwendet. In unmittelbarer Umgebung dürfte sich eine Siedlung befunden haben, wie man anhand von Gräbern in der Eroicagasse und Mauerresten eines größeren Gebäudes unter der Kirche St. Michael feststellen konnte.

### Veteranensiedlungen
Veteranensiedlungen entwickelten sich vor allem entlang der Hauptverkehrsstraßen im Süden Osten und Westen. Eine dieser Siedlungen wurde von Alfred Neumann in Wien-Inzersdorf (23. Bezirk) nachgewiesen. Die Ausgräber fanden dort Reste einer Straße und mehrphasiger Gebäude, von denen zwei teilweise freigelegt werden konnten. Haus 1 bestand aus elf Räumen, die teilweise mit einer Schlauchheizung ausgestattet waren. Von Haus 2 konnte nur eine Mauer auf vier Meter verfolgt werden. Die Häuser waren in den Markomannenkriegen zerstört und danach wieder aufgebaut worden. Bei ihrer Errichtung wurden Ziegel der Legio X verwendet, deren Stempel mit dem Zusatz „E“ (= emeriti, das heißt im Ruhestand) versehen waren. Aufgrund dieser Ziegelstempel vermutete Neumann, dass es sich um die Überreste einer Siedlung von Veteranen handelte, die nach ihrer Entlassung aus der Armee unter anderem auch mit einem Stück Land abgefunden wurden. An der Triester Straße konnte ein Meilenstein aus dem Jahr 252 geborgen werden, der die Entfernung von Vindobona mit vier Meilen angab. Die Siedlung dürfte also noch zum Verwaltungssprengel des Municipiums gehört haben.

### Massengrab in Wien-Simmering
Im 11. Bezirk Wien-Simmering kam 2025 am Ostbahn-XI-Sportplatz in der Hasenleitengasse 49 ein bedeutender archäologischer Zufallsfund ans Tageslicht. Ein mutmaßlich am Ende des 1. Jahrhunderts n. Chr. angelegtes Massengrab war bereits Ende Oktober 2024 im Zuge der Sanierung des Sportplatzes von Arbeitern einer Baufirma entdeckt und dem Bundesdenkmalamt gemeldet worden. Bei den Baggerarbeiten wurden die Stätte jedoch teilweise zerstört. Daraufhin übernahmen Archäologen die weitere Ausgrabung, in deren Verlauf sie eine rund 4,50 mal 5 Meter ovale Grube mit zahlreichen, noch gut erhaltenen Skeletten freilegen konnten. Die Überreste von insgesamt 129 römischen Soldaten (wahrscheinlich wurden dort aber etwa 150 Mann bestattet) könnten neue Rückschlüsse auf die Gründungsgeschichte Wiens zulassen. Römische Skelettfunde dieser Zeitperiode sind äußerst selten, da man in Rom noch bis ins 3. Jahrhundert n. Chr. die Feuerbestattung (Ustrina) praktizierte.
Die meisten Gliedmaßen waren bei ihrer Aufdeckung noch mit denen anderer Individuen verschränkt. Viele von ihnen lagen auf dem Bauch oder auf der Seite, teilweise schlichtweg an die sonderbare Form der Grube angepasst. Dies deutet auf ein hastiges Verscharren der Toten hin. Die Anlage dieses Massengrabes lässt auch auf eine große Menge an Gefallenen in Kombination mit Zeit- und Ressourcenmangel schließen. Die Fundlage deutet weiters darauf hin, dass die Toten ohne dem damals üblichen Begräbniszeremoniell bestattet worden waren. Die Knochen gehörten ausnahmslos zu Männern, die zum Zeitpunkt ihres Todes nicht älter als 20 bis 30 Jahre waren, im Durchschnitt um die 170 Zentimeter groß und körperlich fit waren. Ihre Knochen wiesen Spuren von Hieb- und Stichverletzungen durch Waffen wie Dolche, Lanzen, Schwerter und von Geschoßbolzen für Torsionsgeschütze verursachte Löcher auf. Bei einem Soldaten steckte in seinem Beckenknochen noch eine Lanzenspitze. Die Archäologen konnten daher ausschließen, dass es sich um eine Richtstätte oder eine Bestattung von Seuchenopfern handelte. Da die Verletzungen durch unterschiedliche Waffen verursacht wurden, kann eine Massenhinrichtung eher ausgeschlossen werden. Auch ein Verbandsplatz kommt dafür nicht in Frage, in diesem Fall hätte man eine pietätvollere Bestattung vorgenommen. Wäre wiederum eine Seuche die Todesursache gewesen, würden sich nicht nur Männer in diesem Grab befinden. Dies alles lässt annehmen, dass die römische Armee damals nicht als Sieger aus diesem Kampf hervorging. Nur im akuten Notfall warfen die Römer ihre Toten einfach in Massengräber – und ein solcher scheint hier bestanden zu haben. Ob sich unter den Toten auch die Überreste von Germanenkriegern befinden, ist noch unklar. Danach lagen die Toten fast 2000 Jahre lang weitgehend ungestört im Boden, bevor der Bagger 2024 auf ihre Knochen stieß. Ein schmaler Kanal führt durch das annähernd ovale Grab, darüber stand ab Mitte des 20. Jahrhunderts ein Haus. Der Knochenfund wurde damals allerdings nicht gemeldet, genauso wenig wie beim Ausheben eines Loches, das ebenfalls im letzten Jahrhundert entstand und zum bemerkenswerten Umriss des übriggebliebenen Grabes beitrug.
Die insgesamt geringe Anzahl an Beifunden deutet darauf hin, dass man den Toten vorher noch alle brauchbaren Waffen und Ausrüstungsgegenstände abgenommen hat. Dass sie höchstwahrscheinlich während eines Kampfeinsatzes getötet wurden, soll u. a. auch ein Dolch (pugio) beweisen, mehrere Fragmente eines römischen Schuppenpanzers (Lorica squamata), die Wangenklappe eines Helms, Lanzenspitzen sowie Schuhnägel. Der stark korrodierte Dolch ermöglichte dennoch die Datierung und kulturhistorische Einordnung des Massengrabes. Auf der Röntgenaufnahme der Dolchscheide wurden zudem charakteristische römische Verzierungen sichtbar. Die Einlegearbeiten aus Silberdraht ließen sich – laut Christoph Öllerer, stv. Leiter der Wiener Stadtarchäologie – in die Zeitspanne zwischen Mitte des 1. und Anfang des 2. Jahrhunderts n. Chr. datieren. Dolche dieser Art wurden ab der Mitte des 1. Jahrhunderts bis in die ersten Jahrzehnte des 2. Jahrhunderts hergestellt. Auch die Wangenklappe (in Gebrauch ab etwa 50 n. Chr.) und die Teile eines Schuppenpanzers (verbreitet ab 100 n. Chr.) weisen in dieses Zeitfenster. Die Knochen wurden mithilfe des Radiokarbonverfahrens (C14-Methode) datiert. Demnach kam es zwischen 80 und 230 n. Chr. dort zu einer blutigen Schlacht. Martin Mosser glaubt, dass diese im Zuge eines Rachefeldzugs germanischer Stämme stattfand.
Der Fund ist wohl der bislang einzige archäologische Nachweis der Grenzkriege gegen Sarmaten und Chatten von 86 bis 96 n. Chr. die nur aus historischen Schriftquellen bekannt sind. Diese berichten, dass es Ende des ersten Jahrhunderts n. Chr. unter der Herrschaft des Domitian (81–96) in der mittleren Donauregion immer wieder zu schweren Kämpfen mit Germanenstämmen kam. Diese verliefen für die römische Armee äußerst verlustreich – sogar von der Vernichtung einer ganzen Legion wird berichtet, möglicherweise die damals am Rhein stehende Legio XXI Rapax. Im Jahr 92 soll es demnach auch zu einer katastrophalen Niederlage gekommen sein, wie der römische Chronist Sueton festhielt – und es soll nicht der einzige herbe Verlust gewesen sein. »So viele Heere gingen […] durch Unbesonnenheit oder Feigheit der Feldherren verloren; so viele kriegserfahrene Männer mussten sich mit zahlreichen Kohorten ergeben und gefangen nehmen lassen.«, schrieb der Chronist Tacitus am Ende des 1. Jahrhunderts. Unter Kaiser Trajan (98–117) begann deshalb wenige Jahre später der massive Ausbau der Kastellkette am österreichischen Donauabschnitt. Der hiermit dokumentierte Kampf könnte – laut Stadtarchäologe Martin Mosser – somit auch einer der Anlässe für den Ausbau eines damals mit nur rund 1.000 Soldaten besetzten Vorpostens an der Freyung zu einem Legionslager – etwa sieben Kilometer vom Fundort entfernt – gewesen sein.

## Wirtschaft
Das Wirtschaftsleben Vindobonas drehte sich in erster Linie um die Versorgung der dort und an anderen Stützpunkten am Limes stationierten Soldaten. Weitere Standbeine waren das Metall- und das Töpferhandwerk, die militärische und private Ziegelproduktion, ein wichtiger Donauübergang bzw. der damit verbundene Handel mit dem freien Germanien, seine Lage am Strom selbst und die Nähe zur Bernsteinstraße, die damals bedeutendsten Verkehrsverbindungen zwischen dem West- und dem Ostteil des Römischen Reiches bzw. in den Norden Europas. Den Keramikfunden nach zu urteilen, bestanden vor allem Handelskontakte mit Nordafrika, Hispanien, Süd- und Mittelgallien und Ostnorikum, die bis in die Spätantike aufrechterhalten werden konnten.
Gehandelt wurden vor allem römische Luxuswaren, Glaserzeugnisse und Wein, die bei den Germanen besonders begehrt waren. Im Gegenzug gelangten zum Beispiel Bernstein, Pelze, Schlachtvieh, Wild und Tiere für die Zirkusspiele in Rom über die Grenze. Im Zuge des Ausbaues der militärischen Infrastruktur siedelten sich auch immer mehr Handwerker der verschiedenen Fachrichtungen in Vindobona an. Für einen zusätzlichen Wirtschaftsaufschwung sorgten die Armeeveteranen, die nach Beendigung ihrer Dienstzeit in den meisten Fällen ihre Abfindungszahlungen in die Gründung von eigenen Betrieben oder Höfen investierten. Da sie auch Familien hatten, muss der Bedarf an Haushaltswaren aller Art – spätestens ab dem 2. Jahrhundert – stark angestiegen sein. In dieser Zeit hatten sich sicher auch Landwirtschaft und Viehzucht in der näheren Umgebung schon so weit entwickelt, dass sie Militärlager und Stadt mit genügend Lebensmitteln aller Art beliefern konnten. Wichtigster Energielieferant war die Holzkohle, die aus den großen Auwäldern an der Donau und im Wienerwald gewonnen wurde. Ab dem späten 3. Jahrhundert legalisierte Kaiser Probus auch den Weinanbau nördlich der Alpen.
Bald danach setzte ein stetiger Niedergang der Wirtschaftstätigkeit am Limes ein, ausgelöst durch politische Krisen, Geldentwertung, Abholzung und Übernützung der Ackerflächen. Handel und Ackerbau blieben weiterhin ökonomische Grundlagen, wurden aber durch die Zerstörungen bei den ständigen Germaneneinfällen immer weiter eingeschränkt. Die Grenztruppen mussten nun großflächiger verteilt und flexibler eingesetzt werden. Die in ihrer Glanzzeit bis zu 6000 Mann starke Legio X wurde hierfür personell immer mehr ausgedünnt und im Lager blieb schließlich nur eine kleine Resttruppe zurück. Erschwerend kam hinzu, dass auf Grund der immensen finanziellen Schwierigkeiten des Weströmischen Reichs, ausgelöst durch den Verlust der reichen Provinzen Nordafrikas an die Vandalen, nun auch die Soldzahlungen immer öfter ausblieben. Am Ende des Jahrhunderts versetzte der Abzug eines großen Teils der Grenztruppen zur Verteidigung Italiens gegen die Goten des Alarich der örtlichen Wirtschaft einen weiteren schweren Schlag. Nun war man gezwungen, auf Grund des fast zum Erliegen gekommenen Geldverkehrs wieder zum Tauschhandel zurückzukehren. Am Ende der römischen Herrschaft war die alte Wirtschaftsordnung in Pannonien vollends zusammengebrochen. Übrig blieb eine stark reduzierte Landwirtschaft und ein Handwerk auf Selbstversorgerbasis, die gerade noch das Existenzminimum der Provinzialen sichern konnten (Subsistenzwirtschaft).

### Legionsziegelei
Die größte Ziegelproduktionsstätte der Wiener Legionen dürften sich im Bereich des Paulinenklosters und der Steinergasse im heutigen 17. Bezirk (Hernals), etwa 3 km westlich des Legionslagers, befunden haben. Das Areal der Legionsziegelei umfasste nach neuesten Erkenntnissen etwa ein Areal von ca. 3,3 Hektar. Dort tauchten bei Grabungen Brennöfen (Steinergasse 15), Fehlbrandhalden sowie Ziegel unterschiedlicher Formate mit den Stempeln der XIII., XIIII., XV. und X. Legion auf. Ausschlaggebend für diese Standortwahl waren die reichen Vorkommen an Lösslehm sowie das Vorhandensein von reichlich Wasser (Alsbach) und Brennholz (Wienerwald) in der unmittelbaren Umgebung. Produziert wurden vor allem normierte Dachziegel bzw. Leistenziegel (tegulae), 48 cm breit und 62 cm lang, sowie die dazugehörenden Wölbziegel (imbrices). Vereinzelt kamen auch Plattenziegel für Fußböden (lateres) und Hohlziegel (tubuli) zum Vorschein. Nach den Ziegelstempeln zu urteilen, war die
- Legio X zu 60 %, die
- Legio XIIII zu 17 % und die
- Legio XIII zu 8 %

an der Produktion beteiligt. Es wurden dort aber auch Ziegel der Legio XXX geborgen, diese war von 105 bis 119 im Brigetio/Komorn stationiert. Vermutlich brannte auch sie ihre Ziegel in Vindobona und verschiffte sie donauabwärts nach Brigetio. Ziegelstempel von privaten Produzenten kamen hingegen nur sehr selten vor. Von ihnen ist nur ein Marcus Antonius Tiberianus bekannt, dessen durch ein Feuer zerstörtes Warenlager in der Nordwestecke der Zivilstadt (heute Mechelgasse 1) situiert war. Das meiste Ziegelmaterial des 2. Jahrhunderts wurde in den spätantiken Schichten entdeckt, ein weiterer Hinweis darauf, dass bei den Reparatur- und Restaurierungsmaßnahmen in dieser Zeitperiode bevorzugt auf Abbruchmaterial zurückgegriffen wurde. Die Brennöfen in Hernals dürften bis ins 4. Jahrhundert betrieben worden sein.
Im Winter 2013/2014 konnten bei Grabungen in der Steinergasse/Geblergasse wieder zwei mehrphasige römische Ziegelöfen freigelegt werden. Beide enthielten in ihrem Mauerwerk Ziegelstempel der Legio XIII und XIIII, in der zweiten Ausbauphase (Ofen 1) auch Stempel der Legio X. Beide Öfen dürften in der Zeitperiode zwischen 101 und 114 erbaut worden sein. Spätantike Funde konnten nicht nachgewiesen werden.
- Ofen 1

Sein Heizraum war aus Lehmziegeln aufgemauert, die unten von zwei aus großen Ziegelplatten aufgemauerten Bänken bedeckt waren. An der Rückseite war noch der Überrest eines Stützpfeilers für die nicht mehr erhaltenen Ziegelbogenrippen vorhanden. Die Arbeitsgrube lag im Norden, daneben befand sich eine Auskleidung aus grünlichgrauem „Hernalser Tegel“. Im Schürkanal war noch eine dicke Ascheschicht vorhanden. Sie zeigte an, wo einst das Brennholz beschickt wurde. Noch gut erkennbar war auch der Gewölbeansatz über der Öffnung des Schürkanals.
- Ofen 2

Er war fast identisch wie Ofen 1 aufgebaut. Erhalten waren bei ihm auch noch einige Bögen des Ziegelgewölbes. Der Boden der Heizkammer bestand ebenfalls aus großen Ziegelplatten. In der Arbeitsgrube kam ein Ziegelstempelfragment mit dem keltischen Namensteil „Bussu...“ zum Vorschein, vielleicht eine Weiheinschrift für Jupiter Bussumarius, wie sie auch aus dem dakischen Legionslager von Apulum, dem nach Vindobona nächsten Garnisonsort der Legio XIII, bekannt ist. Etwas nördlich konnten noch die Überreste einer Trockenhalle beobachtet werden. Zwischen Öfen und Halle befand sich eine Vertiefung von etwa 80 cm mit knapp 3 m Durchmesser, die wohl als Sumpfgrube diente. Gräbchen für eine Wasserzuleitung konnten hier ebenfalls entdeckt werden.

## Religiöse Kulte
Neben den römischen Staatsgöttern wie Jupiter, Juno, Minerva, Mars, Apollo, Merkur, Neptun, Venus, Fortuna und Herkules ist für Vindobona auch die Verehrung von Natur-, Hausgottheiten und diversen Schutzgeistern (genius) bekannt (Laren, Nymphen, Silvanus). Besonders die Verehrung des Merkur dürfte in einem Handelszentrum wie Vindobona einen besonderen Stellenwert gehabt haben. Wichtigste religiöse Pflicht der Soldaten war die Teilnahme am Kaiserkult als Beweis ihrer Loyalität zum jeweils regierenden Herrscherhaus. Im stark von den Kelten geprägten Pannonien durfte aber auch deren Glauben weiterhin praktiziert werden. So entstand aus dieser bunten Mischung mit der Zeit eine Art eigene Provinzialreligion, die auch in den Reihen der Soldaten viele Verehrer fand. Ab dem 2. Jahrhundert kamen auch Götter und Mysterienkulte aus dem Osten wie zum Beispiel Serapis, Mithras und Isis am Donaulimes in Mode. Am Südwestrand der Zivilstadt stand wahrscheinlich ein kleines Mithrasheiligtum. Zwei Weihealtäre aus dem Lagerhospital waren den Gottheiten Sirona, einer keltischen Heilgöttin und dem Apollo Grannus gewidmet. Mit Erstarken des Christentums im 4. Jahrhundert wurden die heidnischen Kulte zwar stetig zurückgedrängt, verschwanden aber nicht völlig aus dem kulturellen Leben der Provinzbevölkerung. Einziger Hinweis auf die Anwesenheit von Christen in Vindobona ist der Grabstein der Sabina aus dem späten 4. Jahrhundert (Fundort Hoher Markt).

## Gräberfelder
Die Gräberfelder dehnten sich östlich, südlich und westlich des Legionslagers aus. Größere, zusammenhängende Bestattungsareale wurden am Fleischmarkt bzw. Dominikanerbastei, Stock-im-Eisen-Platz, Neuen Markt, Freyung, Votivpark und an der Währinger Straße lokalisiert. Die ältesten Bestattungen wurden in der Renngasse, nordwestlich vor der Votivkirche und in der Stallburggasse (Grabsteine des Veteranen T. Fl. Barbus und des T. Flavius Verecundus, beide Kavalleristen der ala I Flavia Britannica) entdeckt. Die mittelkaiserzeitlichen Gräberfelder reihten sich entlang der Limesstraße in Richtung Osten (heute Albertina, Staatsoper/Kärntner Straße, Karlsplatz, Stadtpark). An der Straße nach Westen (heute Währinger Straße) kamen ebenfalls – allerdings nur vereinzelt – antike Bestattungen zutage. Hügelgräber der indigenen Bevölkerung kamen u. a. beim Schuhbrecherinnenwald im 14. Bezirk zum Vorschein.
Ab der Spätantike (zweite Hälfte des 3. Jahrhunderts) wurde das eingeebnete Areal der ehemaligen Canabae legionis bis ins frühe 5. Jahrhundert als Bestattungsplatz für die im Inneren des Lagers siedelnde Bevölkerung genutzt (Freyung, Minoritenplatz, Stephansplatz und Fleischmarkt). Die allgemeine Abwanderung aus der Lagerstadt und die Umwidmung des Areals als Gräberfeld zog sich wohl über mehrere Jahre hin. Die späteren Gräber lagen näher an der Lagermauer. Der äußerste Wehrgraben wurde zugeschüttet, um dort ebenfalls Bestattungsplätze anlegen zu können. Im Bereich um den Hohen Markt wurden hauptsächlich Zivilisten bestattet. Insgesamt konnten über 200 Bestattungen aus der Zeit von 50 bis 400 (Urnengräber, Brandgrubengräber, Aschenkisten, Erdbestattungen, Ziegelplattengräber, Steinkistengräber, Sarkophage, Grabbauten) dokumentiert werden. Das Vorhandensein germanischer Keramik in den spätantiken Gräbern ist auch ein Hinweis auf die Anwesenheit neuer ethnischer Bevölkerungsgruppen im damaligen Vindobona.
Gräber im Bereich der Zivilstadt wurden in der Steinergasse (Brandgräber, unterirdischer Grabbau), Hohlweggasse, Fasangasse, Göschlgasse, Hegergasse (Körper- und Brandbestattungen), Klimschgasse (Brandgräber) und Rennweg 96 (Bustum-Grab und Grabbau) dokumentiert.
Auf dem Areal der Legionsziegelei wurde 2013/2014 in der Verfüllung der Arbeitsgrube von Ofen 2 eine Skelettbestattung festgestellt. Es handelte sich um ein awarisches Frauengrab. Die Beigaben bestanden aus einem Ohrring, einer Perlenkette und kleinen Töpfchen. Ein schwerer Stein lag auf der Brust der Toten, in ihrer rechten Augenhöhle war ebenfalls ein Stein platziert. Das Grab stammte aus dem 8. Jahrhundert. In der Heizkammer wurde später noch ein weiteres Skelett gefunden. Als Beigaben wurden dem Toten ebenfalls ein awarisches Töpfchen und am Fußende ein Holzfässchen mit Henkel ins Grab gelegt.

## Fundpräsentation
An vielen Stellen der Wiener Innenstadt wurden Überreste des römischen Legionslagers nachgewiesen. Am Michaelerplatz wurden unter anderem Überreste der römischen Lagervorstadt (canabae legionis) und einer Straßenkreuzung gefunden. Das Herzstück der heutigen Platzgestaltung durch Hans Hollein ist ein rechteckiger offener Schnitt durch mehrere historische Schichten, der an die Ausgrabungen erinnern soll und konservierte Mauerreste aus verschiedensten Epochen zeigt. Ausstellungsvitrinen können an der Freyung und im Palais Harrach besichtigt werden. Unter der Feuerwehrzentrale am Hof wurde ein Teil der römischen Kanalisation freigelegt und für Besucher in einem Schauraum zugänglich gemacht. Am Hohen Markt (auf der Höhe des Vermählungsbrunnens) befindet sich das Römermuseum, in dessen Ausstellungsräumen u. a. die Fundamente und die Fußbodenheizung eines Tribunenhauses besichtigt werden können. Von der Lagertherme sind noch einige Quadersteine zu sehen, die am Stiegenaufgang von der Sterngasse zur Marc-Aurel-Straße aufgestellt wurden. Die bemerkenswertesten römischen Funde sind im Wien Museum am Karlsplatz ausgestellt. Weitere Sammlungen befinden sich in den Bezirksmuseen Hernals, Landstraße, Favoriten und Meidling. Die Ausgrabungen der Villa rustica in Unterlaa/Johanneskirche und im 19. Bezirk/Kirche St. Jakob wurden zu einem öffentlich zugänglichen Schaugelände umgestaltet.

## Denkmalschutz
Die Anlagen sind Bodendenkmäler im Sinne des österreichischen Denkmalschutzgesetzes. Nachforschungen und gezieltes Sammeln von Funden ohne Genehmigung des Bundesdenkmalamtes stellen eine strafbare Handlung dar. Zufällige Funde archäologischer Objekte (Keramik, Metall, Knochen etc.) sowie alle in den Boden eingreifenden Maßnahmen sind dem Bundesdenkmalamt (Abteilung für Bodendenkmale) zu melden.

## Zeittafel
- 6 n. Chr.: Eine römische Armee dringt erstmals bis ins Wiener Becken vor. Unter Kaiser Augustus führt der spätere Kaiser Tiberius einen Feldzug gegen den Germanenkönig Marbod.
- 9 n. Chr.: Nach der Niederschlagung des Pannonischen Aufstands wird die Provinz Pannonien eingerichtet (bis Mitte des 1. Jahrhunderts „Illyricum inferius“) und es werden dort drei Legionen stationiert.
- 17–41 n. Chr. wird die Legio XV Apollinaris ins Lager Vindobona versetzt.
- 54 bis 69 kommt es zur ersten nachweisbaren römischen Siedlungstätigkeit im Wiener Raum. Nach dem Tod von Kaiser Galba stützen die pannonischen Legionen in den Thronwirren zunächst Otho, dann auch Vitellius; der Heerführer Vespasian kann sich letztendlich im ganzen Römischen Reich durchsetzen.
- 89 bis 92: Vermutlich im Bereich des späteren Schottenklosters wird ein Kastell für eine britannische Reitereinheit (Ala I Britannica) errichtet.
- 97 n. Chr. wird Vindobona einer von 30 Legionsstandorten des Römischen Reiches.
- 98 n. Chr.: Kaiser Trajan besucht Pannonien und passiert dabei wohl auch Vindobona.
- Zwischen 97 und 101 wird die Legio XIII Gemina nach Vindobona verlegt.
- 101 bis 114 steht die Legio XIIII Gemina Martia Victrix in Vindobona.
- 106 erfolgt die Teilung der Provinz Pannonia. Die Legionsstandorte Carnuntum (Provinzhauptstadt), Vindobona und Brigetio fallen an die Pannonia Superior.
- 114 trifft die Legio X Gemina in Vindobona ein. Sie bleibt bis zum Ende der römischen Herrschaft dort stationiert.
- 124: Kaiser Hadrian besucht Pannonien.
- Um ca. 150 wird Vindobona in der Geographie des Claudius Ptolemäus mit Längen- und Breitengraden eingetragen.
- 166 schleppen aus dem Osten zurückkehrende Soldaten die Pest ein.
- Von 166 und 180 dienen Vindobona und Carnuntum als Basislager für Feldzüge gegen die Markomannen. Vindobona wird niedergebrannt und muss vorübergehend aufgegeben werden.
- 180: Kaiser Mark Aurel stirbt an einer Krankheit, je nach lit. Quelle in Vindobona oder Sirmium.
- 193 wird der pannonische Statthalter Septimius Severus von seinen Truppen zum Kaiser ausgerufen.
- 193–235: Während der Herrschaft der Severerdynastie erlebt Vindobona eine zweite wirtschaftliche und kulturelle Blütezeit. Die Legion erneuert die Straße zwischen Carnuntum und Vindobona. Die Zivilsiedlung wird zum Municipium erhoben.
- 212 erhalten durch die Constitutio Antoniniana alle freien Reichsbewohner das römische Bürgerrecht. Somit erlangen auch alle freien Einwohner Vindobonas den Status von römischen Bürgern.
- 219 reist Kaiser Elagabal durch Pannonien nach Rom, um dort offiziell seine Herrschaft anzutreten.
- Von 235 bis 285 gerät Rom durch ständige Grenzkonflikte und Abspaltungen von Provinzen in eine schwere Krise. Rasch wechselnde, von der Armee eingesetzte Soldatenkaiser können sich meist nur kurz an der Macht halten.
- 260 kommt es in Pannonien zu den Ursupationen von Ingenuus und Regalianus. Beide werden bald von ihren eigenen Soldaten ermordet.
- 260 bis 268: Während der Herrschaft des Gallienus gründen die Markomannen im Vorfeld des Limes ein Königreich.
- Zwischen 250 und 300 wird die Zivilstadt von ihren Bewohnern aufgegeben. Ein Hangrutsch zerstört den nordwestlichen Abschnitt des Legionslagers und einen Teil der Militärstadt.
- 275–282 etabliert sich unter der Regentschaft des Marcus Aurelius Probus der Weinanbau in Pannonien.
- 284–313: Kaiser Diokletian organisiert die Reichsverwaltung neu und führt die Tetrarchie (Herrschaft der Vier) ein. Er erlässt auch andere umfangreiche Reformen. Vindobona zählt nun zur Provinz Pannonia Prima.
- 308 halten die Tetrarchen eine Kaiserkonferenz in Carnuntum ab. Der von all seinen Ämtern zurückgetretene Diokletian wird dabei um Streitschlichtung zwischen den drei verbliebenen Kaisern gebeten und soll neuerlich die Herrschaft übernehmen. Er verweigert dies jedoch und zieht sich nach einer Einigung zwischen den Kontrahenten wieder ins Privatleben zurück.
- 4. Jahrhundert: Unter Kaiser Konstantin I. zieht sich die Zivilbevölkerung zur Gänze in das Legionslager zurück, das sich damit zu einer befestigten Stadt wandelt.
- 325: Am Konzil von Nicäa wird Pannonien durch einen Bischof vertreten.
- Um 350 wird das benachbarte Carnuntum durch ein schweres Erdbeben verwüstet. Vindobona wird dabei – vermutlich – ebenfalls beschädigt.
- 364 bis 375 kommt es unter Kaiser Valentinian I. zu massiven Verstärkungen bzw. letztmaligen Renovierungen der Befestigungsanlagen am norisch-pannonischen Limes.
- 378: Nach der Niederlage des Valens gegen die Goten und Alanen in der Schlacht von Adrianopel kommt es in Pannonien zur verstärkten Ansiedlung hunnischer und ostgermanischer Foederaten. Der Wiener Raum ist vermutlich ebenfalls davon betroffen.
- 395 kommt es erneut zu einem Einfall der Markomannen und Quaden sowie zu einer Ansiedlung weiterer verbündeter Germanen auf römischen Staatsgebiet.
- Ende 4. – Anfang 5. Jahrhundert: In der Notitia Dignitatum wird Vindomarae als Legions- und Flottenstützpunkt angeführt.
- Um ca. 400 wird das Legionslager von einem Großbrand verheert.
- Bis ca. 430 hat sich die römisch geprägte Verwaltung von Vindobona aufgelöst.
- 433 wird das Gebiet um Vindobona per Vertrag an das Hunnenreich des Attila abgetreten.
- 453: Nach dem Tod Attilas siedeln sich die Rugier im Wiener Becken an.
- 468 wandern die Ostgoten in Pannonien ein.
- 476: Nach Absetzung des letzten weströmischen Kaisers Romulus Augustulus reißt der Heerführer Odoaker die Herrschaft in Italien an sich.
- 487 unterliegen die Rugier in einer Schlacht im Wienerwald gegen Odoakers Truppen. Deren König wird abgesetzt und später hingerichtet. Die Überlebenden werden von den Ostgoten assimiliert.
- 488 wird auf Befehl Odoakers ein Großteil der norischen Romanen nach Italien umgesiedelt.

## Neue Medien
- Vindobona. Die Reise in das antike Wien. DVD-Rom, 2004.
- Vindobona II. Wassertechnik des antiken Wiens. DVD-Rom, 2005.